# ブレーメン

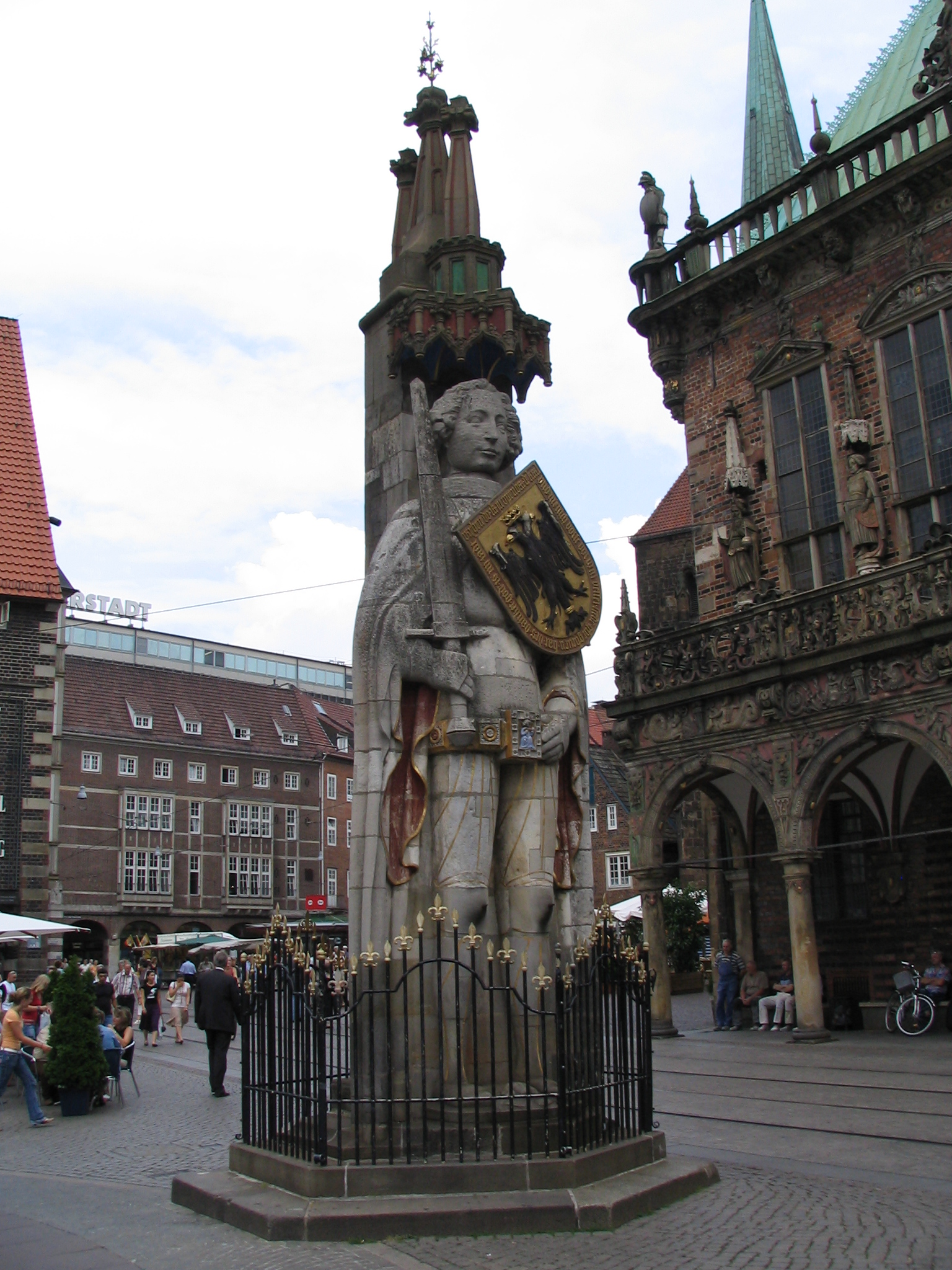
ローラント像

 ブレーメン（ドイツ語: Bremen [ˈbʁeːmən] ( 音声ファイル)）は、ドイツ北部の都市で、ブレーメン州の州都。ドイツに11ある大都市圏の1つであるブレーメン/オルデンブルク大都市圏に属している。中世にはハンザ同盟の一員として繁栄した商業都市。人口は56万人。漢字表記は伯列面。

## 地理
ブレーメンはヴェーザー川の両岸に位置している。ヴェーザー川が北海に注ぐ河口の位置するブレーマーハーフェン（ブレーメン州に属する）から上流に約60km遡った地点に位置する。ブレーメン旧市街の上方でヴェーザー川は中流から下流に変わる。オクトゥム川が合流する付近からのウンターヴェーザー左岸一帯をヴェーザーマルシュと称する。同じくヴェーザー川下流の右岸はエルベ＝ヴェーザー＝ドライエックに属す。ヴュンメ川とハンメ川が合流してできたレーズム川、シェーネベッカー川、ブルーメンターラー・アウエがここから下流側の支流である。
市域は川沿いに長さ約38km, 幅約16kmである。市境の全長は136.5kmである。ブレーメンは広さでドイツ10位に位置する。
ブレーメンはオルデンブルクの東約50km, ハンブルクの南西110km, ハノーファーの北西120km, ミンデンの北100km, オスナブリュックの北東105kmにあたる。

### 隣接する市町村
ブレーメン市（2023年12月31日の人口577,026人） はニーダーザクセン州に取り囲まれている（ただし飛び地であるシュタットブレーミシェス・ユーバーゼーハーフェンゲビート・ブレーマーハーフェン町区はブレーマーハーフェンに囲まれている）。西は郡独立市のデルメンホルストとヴェーザーマルシュ郡のレムヴェーダー、ベルネ、エルスフレートである。北はオスターホルツ郡のシュヴァーネヴェーデ、リッターフーデ、リリエンタールである。東はフェルデン郡のオッタースベルク、オイテン、アヒムである。南はディープホルツ郡のヴァイーエ、シュトゥールと境を接する。周辺にある最寄りの都市としては西に約45km離れたオルデンブルクと北にあるブレーマーハーフェンが挙げられる。総人口約150万人のブレーメン都市圏から、約11万5千人が毎日ブレーメン市内に通勤している。これは被雇用者の48%に達する。逆にブレーメンからは数千人が周囲のニーダーザクセン州に通勤している。

### 河川
市内中心部を流れる連邦航路のヴェーザー川は歴史上、天然の境界線であった。またブレーメン市街地とブレーメン＝ノルト（北部）を分けるヴェーザー川支流のレーズム川も地理上、歴史上、あるいは日常生活上重要な境界線となっている。レーズム川の南側は「マルシュ」と呼ばれる干拓地、北はブレーマー・シュヴァイツ（ブレーメンのスイス）と呼ばれる丘陵地である。行政上のブレーメン・ノルト管理区の境界はレーズム川南岸を一部含んでいる。ヴェーザー川のもう一つの支流であるオクトゥム川はブレーメンの南の市境をなしている。また、ヴェンメ川はボルクフェルトを流れた後ハンメ川と合流するが、この合流以後レーズム川に注ぐまで北の市境を形成する。

### 自然保護地域
ブレーメンには18の自然保護区があり、総面積は2126.9ha、市の面積の6.69％を占めている。その中で大きなものとしては、ボルクフェルダー・ヴュンメヴィーゼン（677ha）、オクトゥムニーデルング（375ha）、ヴェルダーランド（330.7ha）、ホラーラント（293ha）などがあげられる。

### 標高
ヴェーザー河畔に位置する中心街区は、ブレーメン聖堂の標高が海抜10.5 mである。旧市街の最高地点は、昔の防衛施設のために人口の盛り土がされたテアターベルクで、海抜14 mである。現在の市域内に位置する自然丘陵で最も高い地点は、市北西部ブルクレーズム市区の墓地公園で海抜32.5 mである。

### 気候

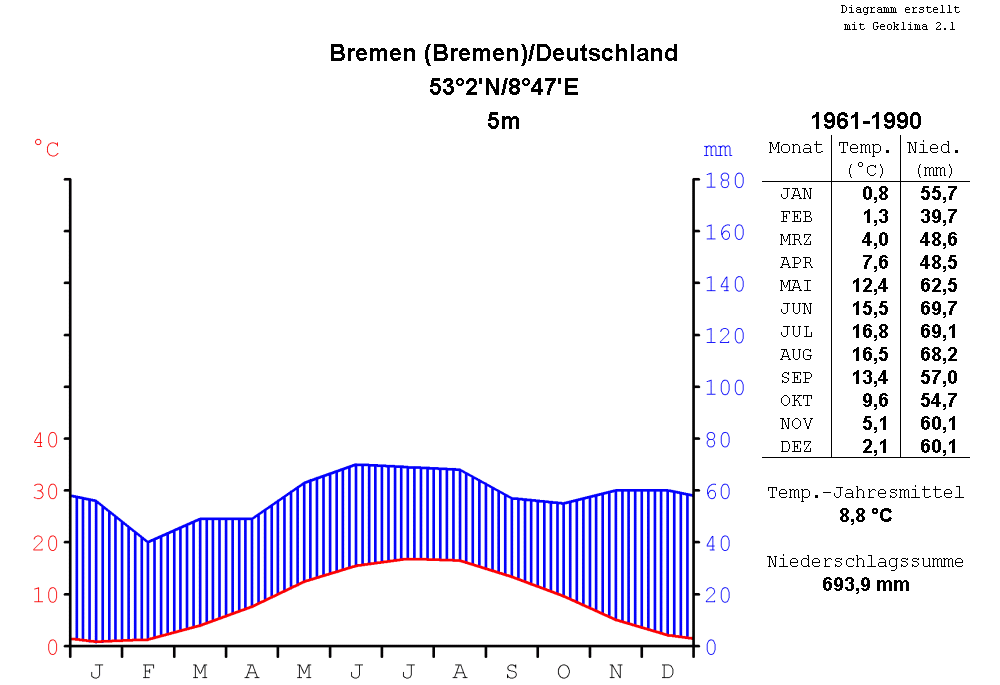
1961年から1990年の月別平均気温と降水量のグラフ

ブレーメンは主に海洋の影響により、比較的温和な気候の地域に属す。最も暖かい月は7月で平均気温 16.8℃、最も寒い月は1月で平均 0.8℃である。極端な気温差はまれで、-15℃以下や35℃以上の気温になるのは数年に一度しかない。ブレーメンで観測された最高気温は1992年8月9日の37.6℃であった。公式に観測された最低気温は1940年2月13日の-23.6℃であったが、ハインリヒ・ヴィルヘルム・オルバースは1823年1月23日に-27.3℃を観測したと報告している。
過去数年間、ブレーメンの平均気温はドイツ全土と同様に上昇しており、これにより1961年から1990年と1981年から2010年の2つの気候参照期間の間で年平均気温が0.6℃上昇した。例えば、2014年は平均気温が11.1℃であり、これは国内のほとんどの地域と同様に、ブレーメンでも記録上最も暖かい年であった。
ブレーメンは、ドイツの北西半分という比較的日照に恵まれない場所に位置しているにもかかわらず、近年、1961年から1990年と1981年から2010年を比較すると、年間日照時間が62時間増加しており、中でも4月、5月、7月の日照時間が最も長くなっている。この傾向は2000年に入ってから再び強まり、2001年から2015年の平均日照時間は1609時間で、1961年から1990年の基準期間より130時間近く長くなっている。 しかし、ドイツのほぼすべての地域と同様、特に冬は非常に冴えず、日照時間が短く、12月の日照時間は1日平均1時間強である。夏の日照時間はドイツの平均よりやや少ないが、特に春は、まだ涼しい海が雲の発生を抑えてくれるため、内陸の地域より晴れる傾向がある。そのため、1981年から2010年の平均で、最も晴れた月は5月であり、多くの内陸の観測所のように7月ではない。
降水量は年間を通じて少なく、春はやや乾燥し、夏は雨の降る傾向がある。年間降水量の平均値は 693.9mm である。その大半が雨で、雪は比較的降らず年によって大きく異なる。積雪が数日しかない年もあるが、積雪が非常に長く続く年も常にある（最近では2010年の積雪が77日）。1977年から2007年までの年平均積雪日数は19.3日で、1979年2月18日の積雪量は68cmだった。これは第二次世界大戦以降、人口50万人以上のドイツの都市で観測された積雪量の最高記録でもある。

### 環境状況
キール大学世界経済研究所が2012年に実施した調査によると、ブレーメンは環境状況において都市リストの最下位にランクされた。環境資本という点では、主要100大都市中66位であった。大気の質（粒子状物質汚染、オゾン汚染、二酸化窒素汚染）、土地利用（居住地と輸送地の割合、自然地域の割合）、廃棄物管理（家庭ごみ量、リサイクル率）が記録されドイツ全土で比較された。粒子状物質とオゾン汚染については、二酸化窒素汚染とは対照的に、平均濃度ではなく、規制値を超えた日数が基準として用いられた。ブレーメン市の電気の大部分は化石燃料から発電されており、その結果、CO2排出量が相対的に多くなっていることを念頭に置く必要がある。
ブレーメンでは、1987年からブレーメン大気モニタリングシステム（BLUES）によって大気汚染物質が測定されている。道路騒音は、1977年に初めて記録され、環境情報システムは、自然保護地域や水質など、さまざまな分野の状況を詳細に記録している。

## 歴史

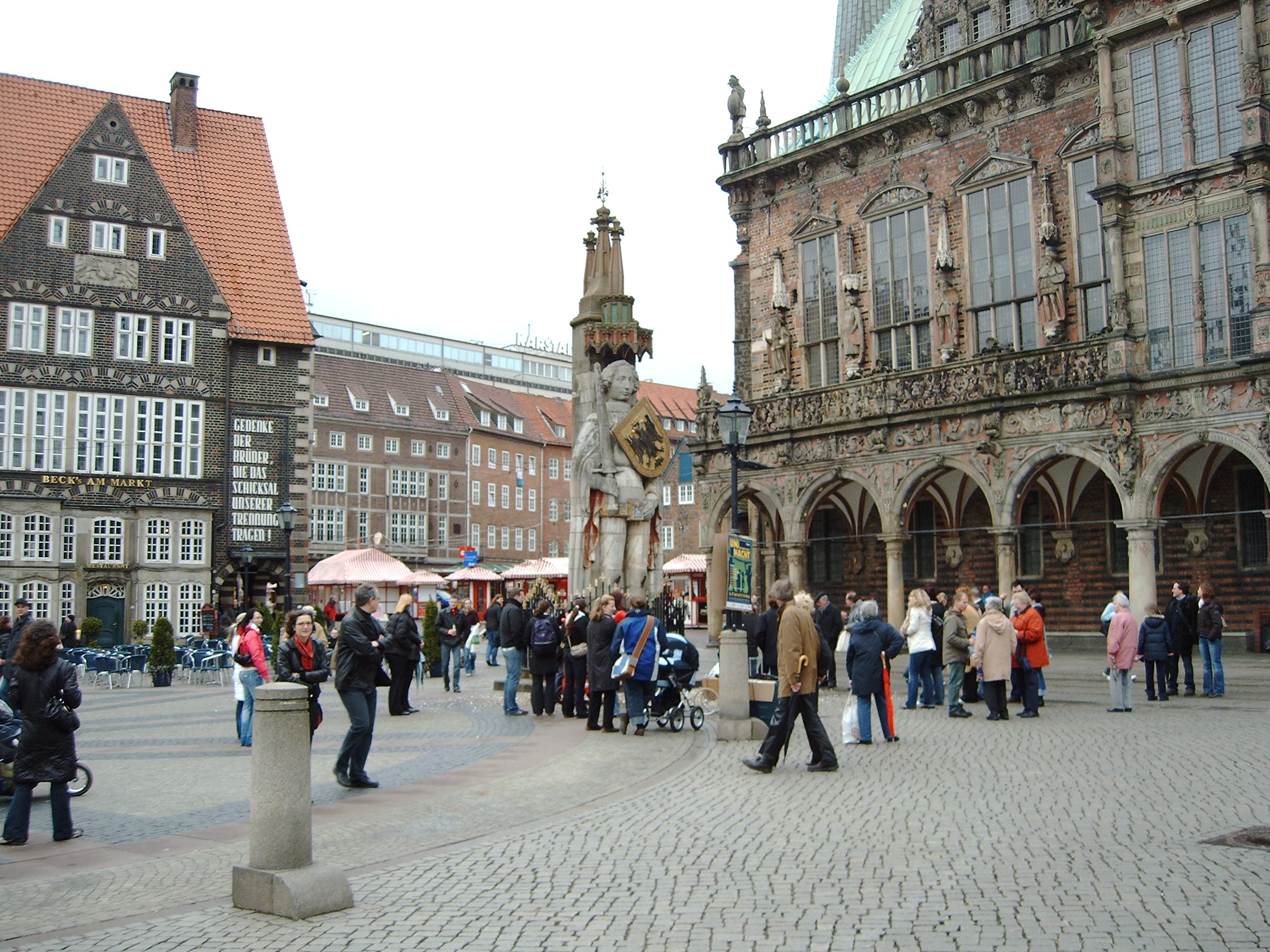
ブレーメンのマルクト広場に建つブレーメンの象徴的建造物、ローラント像（中央）と市庁舎（右端）

### 中世
先史時代周辺に集落があったが、ブレーメンそのものにはその形跡は見られない。後の司教座所在地がザクセン人の祭祀の中心地であったかもしれない。
紀元150年にアレクサンドリアの地理学者クラウディオス・プトレマイオスが入植地として記録している Phabiranumがブレーメンであると唱えられたこともある。
Bremenは9世紀/ 10世紀に≫in Brema≪、≫Bremon≪、≫Bremum≪と表記されているが、これは古ザクセン語の「縁、ふち、ヘリ」（>Rand<）を意味する≫bremo≪を地名としたもので、カロリング朝において、ドームブルク（Domburg）すなわち司教座聖堂+司教所在地（Dom und Bischofssitz）が砂丘あるいは川の縁に位置したことを指している。
司教座都市および商都としてのブレーメンの歴史は8世紀まで遡る。この地はライン川からエルベ川、または北海から南ドイツに向かう交易の十字路に位置しているため、交易の要衝として重要視されるようになっていた。ブレーメンは787年にカール大帝によって司教座都市に指定されたが、当初は不安定な宣教地であった。宣教師Willehadは782年に「... ブレーメンから追放され、2人の司祭は殺害された。」と記述している。
聖堂と司教座所在地は787年/789年以降防御施設を施された砂丘の上に存在した。その西側の市場開設地（Markt）と礼拝堂、それに小屋ないし家があった。砂丘の麓には船着き場、漁師や渡し船の船頭の集落があったものと思われる。交通の要衝であったことと重要な教会の存在が経済的繁栄をもたらした。888年の市場文書は、市場、貨幣鋳造、関税に関わる権利、937年のオットー1世の文書は都市君主権の王から大司教への委譲を記している。ブレーメンはまた、9世紀-11世紀、スカンディナヴィアおよびエルベ川東の地域の布教の中心地であった。
なお、ハンブルクが845年 ヴァイキングにより攻略されたため、そこにあった司教座はブレーメンに移された。
845年に大司教区に昇格した後、アーダルベルト・フォン・ブレーメン大司教の下（1043年から1072年）、最初の隆盛を経験した。神聖ローマ皇帝フリードリヒ1世（バルバロッサ）は1186年にブレーメンを帝国都市（一般には自由帝国都市と呼ばれる）としたが、帝国直轄とはしなかった。
ハインリヒ獅子公はザクセン公として、ブレーメン市に対する大司教の影響力を低下させようと1154年と1167年に市を占領した。公が市に都市法（Stadtrecht）を授けた可能性はあるが、証拠はない。公の失墜後、市民は独自の政策を実行した。フリードリヒ1世は1186年ゲルンハウゼン特権（Gernhauser Privileg）において、不自由な荘園農民が入市後1年と1日経って旧領主の追求がなければ自由民となる権利（Freiheit der Leibeigenen nach Jahr und Tag）を認めた。その後も市は、大司教または王から商業上の特権や裁判上の特権を付与されている。1229年の史料には市壁が言及されている。Consules（助言者）と呼ばれる役職は1225年に初めて見られる。1229年に市庁舎が生まれる。ブレーメンは都市紋章を有し、外部と契約を締結するようになる。宗教施設が増加し、富裕市民の邸宅に塔が建ち、ヴェーザー川に橋が架けられる。
1260年に都市ハンザが形成され、1358年にハンザ同盟に加盟した。加盟当初は力のない同盟都市に過ぎなかったが、これ以後急速に経済力、政治力をつけ、ブレーメン大司教の世俗支配をはねのけるまでに成長した。その自由な気風の象徴としてローラント像（1404年）や市庁舎（1409年）がマルクト広場沿いに建設された。郷土愛あふれる市年代記（Bremer Chronik）や市の諸特権を保証する偽文書の作成も行われた。1400年頃「ブレーメンの人口は恐らく2万であった」（エーディト・エネン）。その間、14世紀 ヨーロッパに大災害をもたらした黒死病（ペスト）によってブレーメンの人口も大きな打撃を受けていた。1350年にドイツに入った第1回の流行によって、「ブレーメンで市民帳によって名前がわかるだけでも、6966人がたおれたという。おそらく市民の半数前後の被害者をだしたのだろう」（今来陸郎）。ペストの流行によって減少した人口は周辺地域からの移住者によって補充された。
1510年頃にはじめて出版されたドイツの民衆本『ティル・オイレンシュピーゲルの愉快ないたずら』、その70話と72話は、ブレーメンを舞台にしているが、語り手はブレーメンについて、「町の人も彼（ティル）をことのほか贔屓にして、いたずらゆえに引きとめるといった土地柄」（藤代幸一訳）と述べている。また、87話では、ブレーメンの司教は「ティルを気晴らしの相手として、ご贔屓にしておりました」（藤代幸一訳）と語られている。

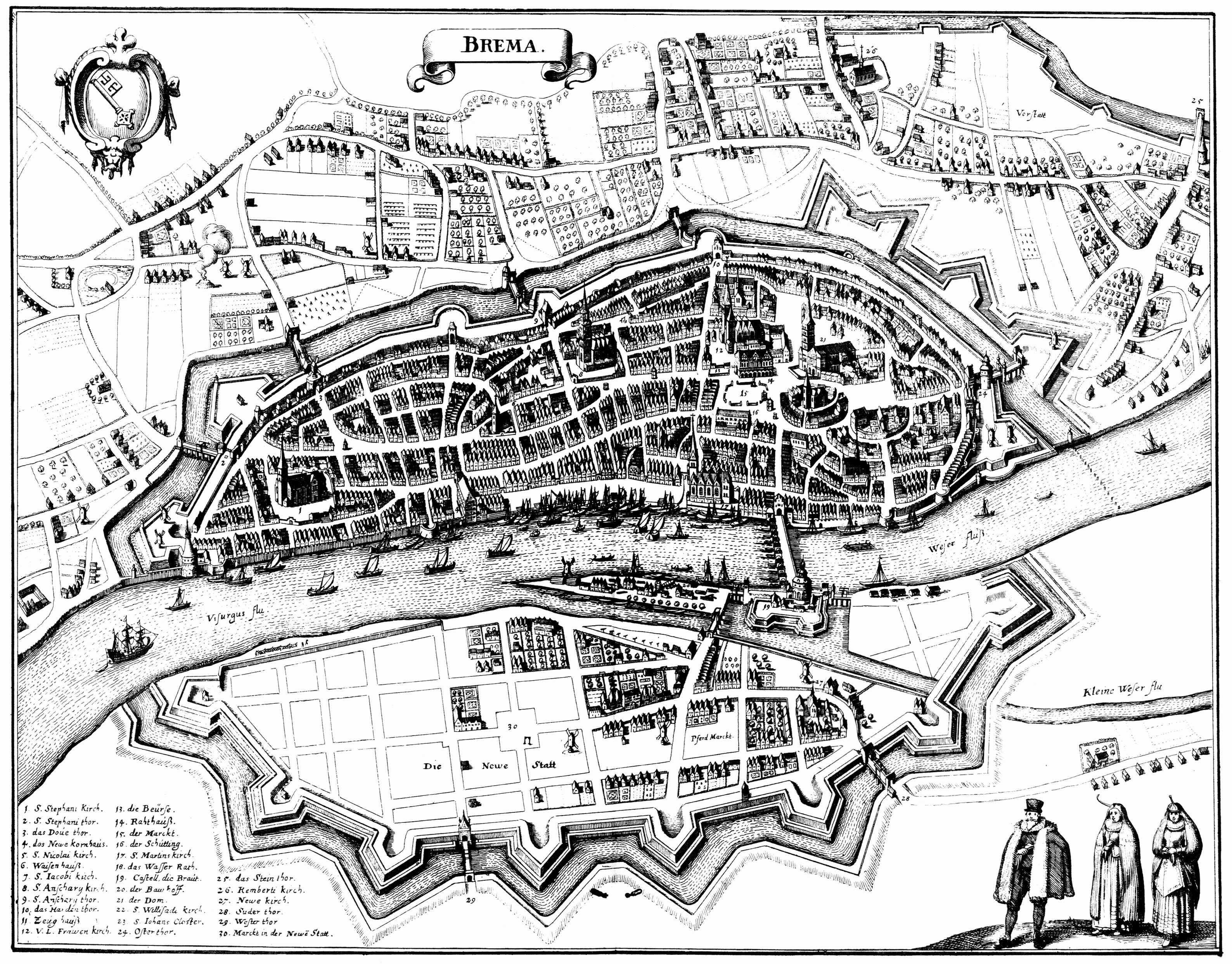
1641年のブレーメン絵図。画面下がヴェーザー川左岸に建設された新市街。防衛施設が築かれているのが分かる。

### 16-18世紀
1574年から1590年に建設されたヴェーザー港を防衛するため、ヴェーザー川左岸に防衛施設を有する新市街が建設された。また、13世紀に洪水防止用堤防として現在のシュラハテが設けられて以降、ヴェーザー川に砂が堆積するようになり、ブレーメン商人の貿易船は着岸が困難となった。この状況を改善するため、1619年から1623年に下流のフェーゲザックにオランダ人建築家によってドイツ初の人工港が設けられた。
三十年戦争の間、ブレーメンはかつてハンザ同盟の仲間であったハンブルク、リューベックと同盟を結んで独立を守り、フェルディナント3世による1646年のリンツ免許状で帝国直轄の地位が確立された。しかし、三十年戦争終戦後の17世紀から18世紀にはその帝国直轄の地位が脅かされることとなった。1648年のヴェストファーレン条約でスウェーデンに支配権が移譲され、事実上スウェーデンの宗主下におかれた。さらに1700年に始まった大北方戦争の結果、フェルデンと共にハノーファー選帝侯の支配下に移された（1720年、ストックホルム条約）。事実、1741年のシュターデの第2和議における特許状ではハノーファー選帝侯による統治権や軍税の統一を余儀なくされている。1783年、ブレーメン商人は大西洋を越えてアメリカ合衆国との直接交易を始めた。

### 19世紀
1802年に市は古い防衛施設を現在の公園ヴァルアンラーゲに整備するよう造園家イツァーク・アルトマンに依頼した。1811年にナポレオンはブレーメンを占領し、フランスのBouches du Weserの首都とした。解放戦争に敗北したフランス軍は1814年にブレーメンから撤退した。
ブレーメンは19世紀ドイツの海洋交易発展の主役となった。ヨハン・ラーゲの造船所は1817年にドイツ初の蒸気船を建造した。この「ヴェーザー号」は旅客船および郵便船として、ブレーメン、フェーゲザック、エルスフレート、ブラーケ間を航行し、後にはゲーステミュンデ（現在のブレーマーハーフェン）にも1833年まで運行した。増大するヴェーザー川の砂の堆積のため1827年にハノーファー王国から土地を購入し、ブレーメンの前哨基地として新たな入植地ブレーマーハーフェンが建設された。港湾施設獲得に関する協定は1827年1月11日にハノーファーの首相フリードリヒ・フォン・ブレーメンとブレーメン市長ヨハン・スミットにより調印された。1836年中頃、ブレーメン政府は市に対して功績のあった者に与えるブレーメン栄誉金メダルを創設し、1843年にヨハン・スミットにこれを授与した。

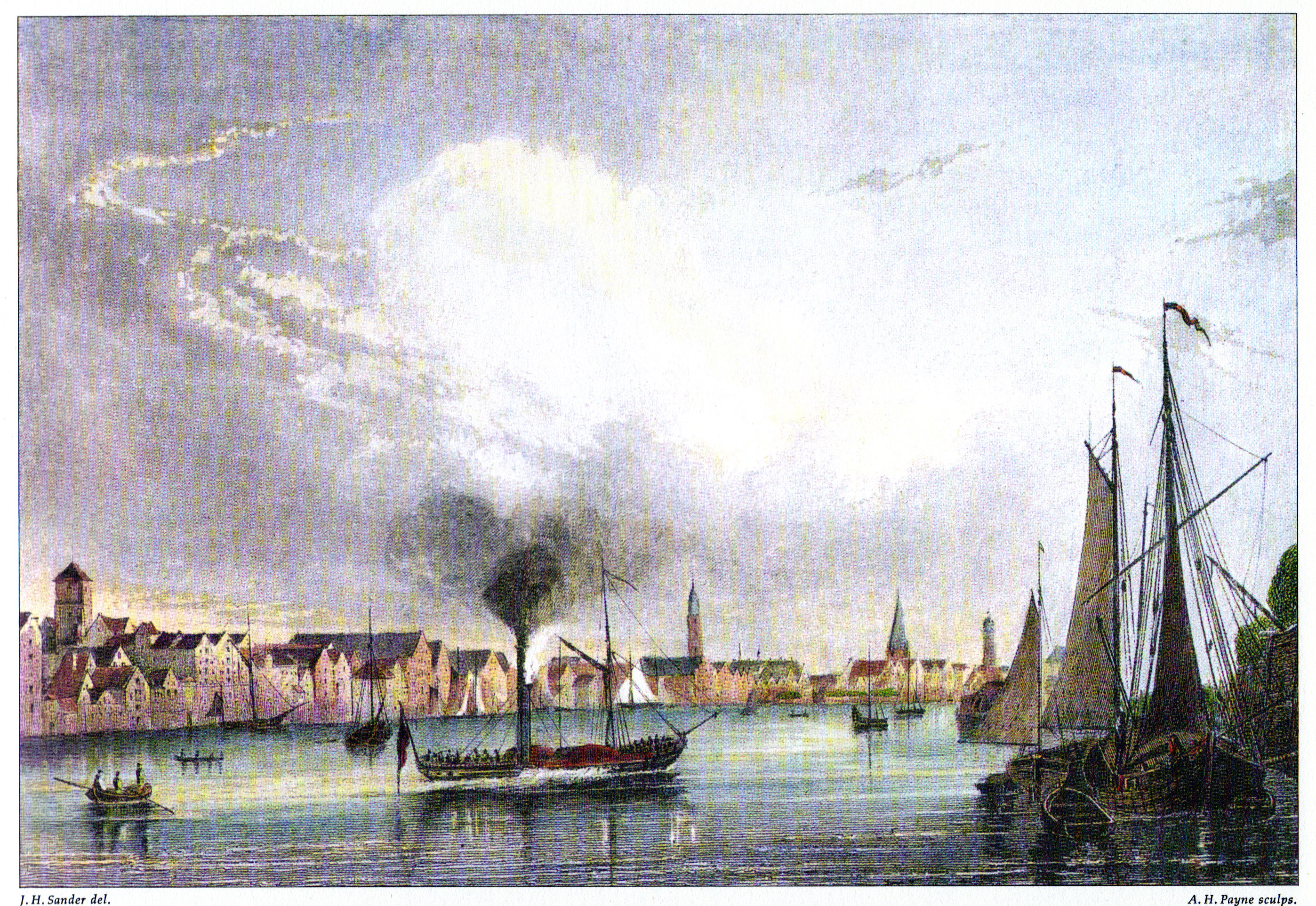
1849年頃のブレーメン

1847年にハノーファー王国国営鉄道がブレーメンに乗り入れた。1848年のトーアシュペレ（遮断門）の廃止はこの地域の工業化の発展を促した。1853年に周辺の湿地を干拓した後、「ブレーマーハウス」と呼ばれる画一的な様式の列状住宅による衛星都市の建設が始まった。この建設は20世紀にはいるまで続けられた。
1857年、ブレーメンに北ドイツ・ロイド社が創設され、その後ほかの海運会社も設立された。普墺戦争でブレーメンはハノーファー王国と袂を分かち、プロイセン王国 陣営に参陣した。1867年に北ドイツ連邦に、1871年にはドイツ帝国の一部となった。ただし、ブレーメン、ハンブルク、リューベックといった旧ハンザ同盟都市は海港を理由に1870年もしくは1871年まで関税上は独立した国家という扱いになっており、1888年になってやっとドイツ関税同盟に加盟したのである。ブレーメンとハンブルクの自由貿易港はその後もドイツの関税の埒外に置かれていた。

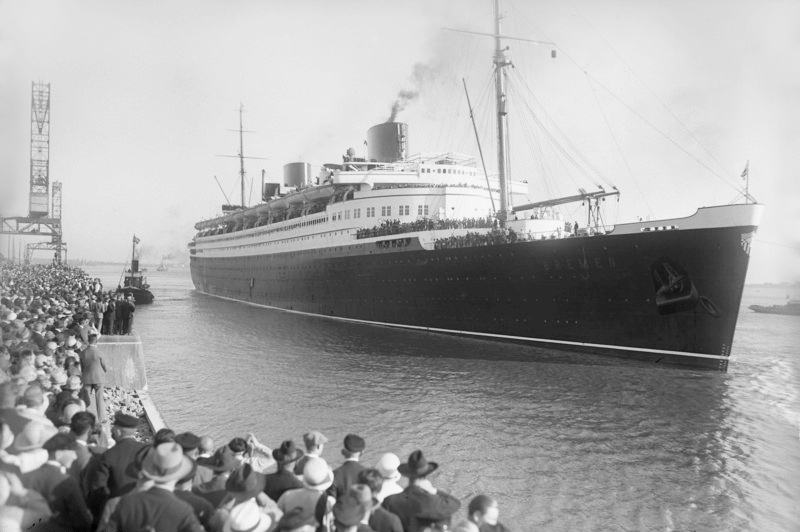
旅客船ブレーメン号

1886年から1895年に外洋船のブレーメンまでの航行を確保するために河川水路の大規模な改修が行われた。この都市は種々の物品の積み替え港として発展した。1890年、ブレーメン市民公園内で北西ドイツ産業・工業展が開催された。

### 20世紀以降
ブレーメンの経済的発展はヴァイマル共和政下で促進された。1920年、空港に定期路線が就航した。1928年、ブレーマーハーフェンにコロンブス護岸堤防が完成した。ここから大西洋最速横断のブルーリボン賞を獲得した北ドイツ・ロイド社の客船「ブレーメン号」が出航した。こうした経済的な重要性が増すにつれ、人口も大きく増加していった。
1939年にブレーメン市はブレーマーハーフェンを失った。ブレーマーハーフェンはプロイセン＝ハノーファーのヴェーザーミュンデに併合された。これと引き替えにブレーメンはブレーメン＝ノルト（ただしフェーゲザックだけはこれ以前からブレーメンに属していた）、ヘーメリンゲン、アルベルゲンを得た。

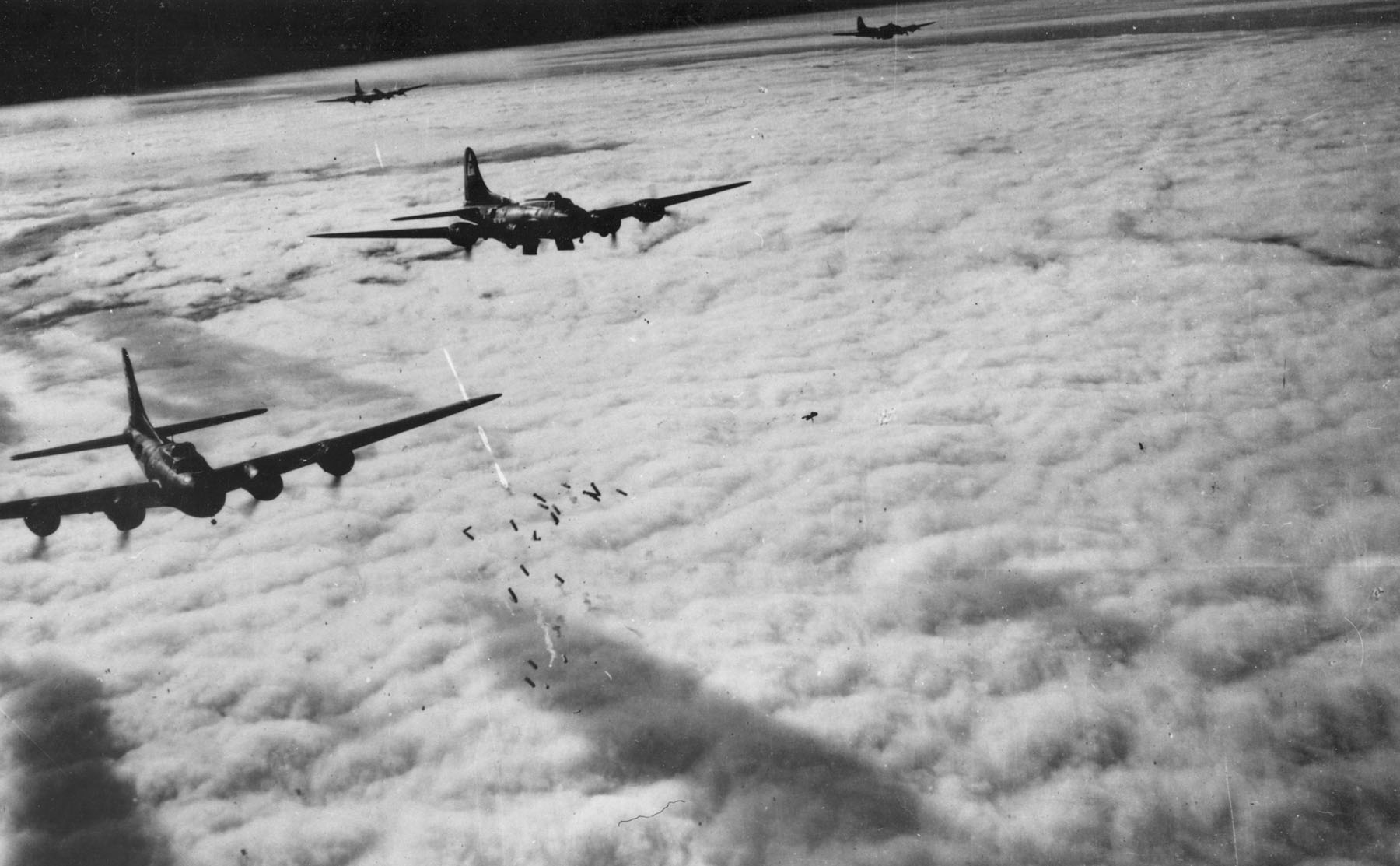
1943年11月13日、ブレーメンを空爆する米軍のB-17F

第二次世界大戦ではブレーメンやヴェーザーミュンデ（ブレーマーハーフェン）は深刻な被害を受けた。特に造船所や飛行機工場があった西部地区は何度も連合国軍の爆撃目標とされた。合計173回の空襲で市内の建造物の62 %が破壊された。1945年4月13日から4月26日まで、ブレーメン周辺において、進撃してくる英軍第3師団と抵抗するドイツ軍との間で激しい戦闘が繰り広げられ、多くのブレーメン市民が避難民となった。戦後、ブレーメンとブレーマーハーフェンはイギリス管理地域内にあるアメリカ管理区域の飛び地という扱いになった。
1945年から1965年までヴィルヘルム・カイゼンが州政府代表（＝市長）を務めた。1947年に自由ハンザ都市ブレーメン基本法が制定され、市民はこれを受け容れた。1949年ブレーメンは、ドイツ連邦共和国の都市州となった。
街の過去の姿は、近代的な都市建設の中、修復されたごくわずかな建物に遺されているだけである。マルクト広場周辺には印象的な古い建物が保存あるいは再建されている。中世の古い街並みはシュノーア街で体感することができる。ブレーメン市庁舎とこの街の象徴であるローラント像は2004年にユネスコ世界遺産に登録された。

### 人口推移
工業化が始まった1750年以降、ブレーメンの人口は急速に増加した。1812年の市の人口は約35,000人であったが、1875年にはすでに10万人を超え、ブレーメンは大都市の仲間入りをした。1911年に25万人、1956年までには50万人をも超えた。1969年に607,184人の史上最大人口を記録した。これ以後人口は減少に転じたが、21世紀に入って再び増加傾向にある。ブレーメン州統計局による2005年12月31日546,852人、2006年11月1日のそれは548,477人であった。人口で11位の都市であるが、北ドイツではハンブルクに次いで2番目に位置する。

## 行政

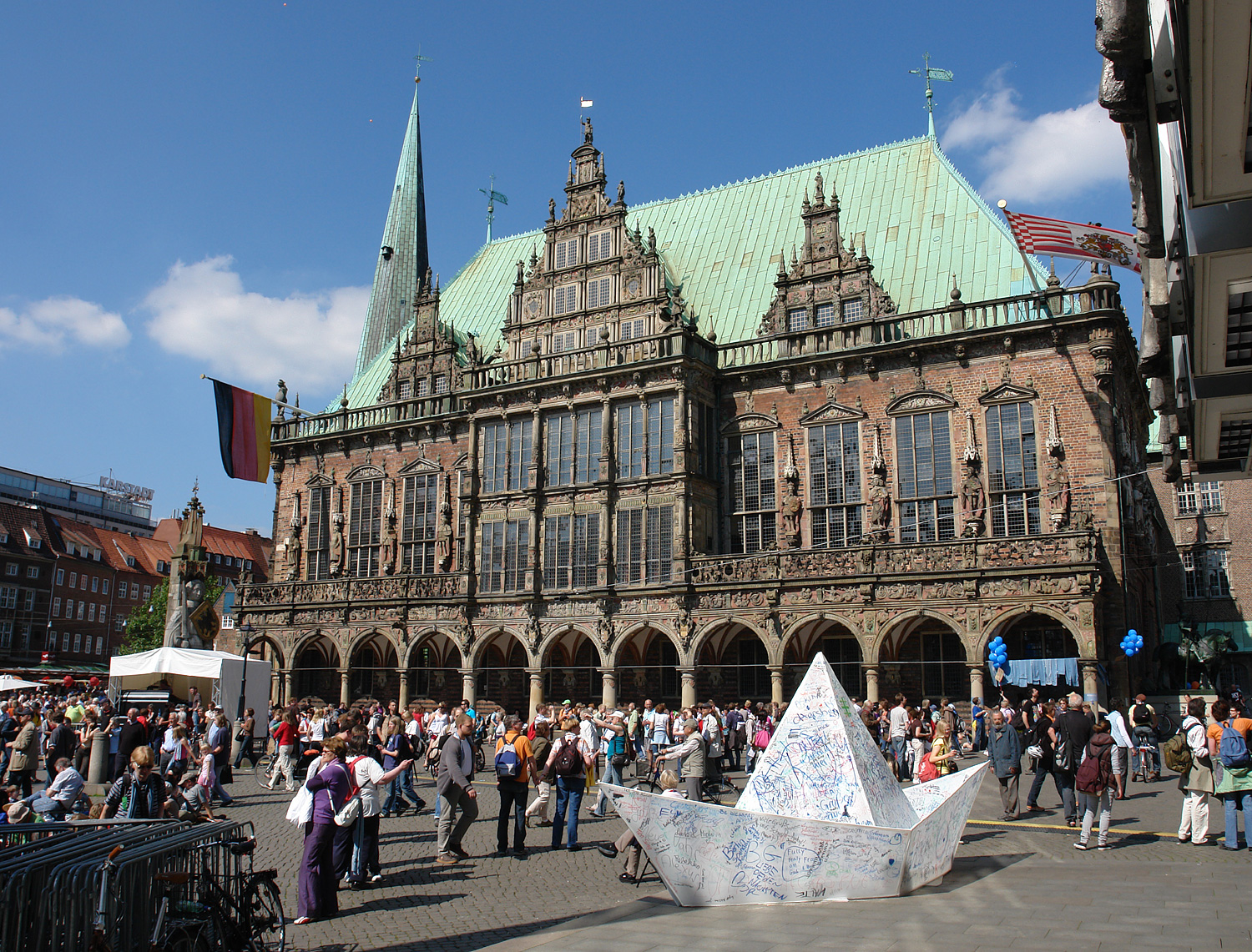
ブレーメン市庁舎

ブレーメン州の議会は「ブレーマー・ビュルガーシャフト」(Bremer Bürgerschaft) と呼ばれ、4年ごとに選挙が行われる。選挙は州を2つの選挙区（ブレーメンとブレーマーハーフェン）に分け、比例代表制で行われ、ブレーメンから68人、ブレーマーハーフェンから15人の代議士が選出される。ブレーメン選挙区から選出された州議会議員は同時にブレーメン市の市議会議員「シュタットビュルガーシャフト」(Stadtbürgerschaft) をも兼任することになる。ブレーマーハーフェンは州議会議員と市議会議員を分けている。
市行政と州行政を執行するのは、「参事会」(Senat) と呼ばれる州政府であり、7名の参事（現在はSPD 5人、同盟90/緑の党 2人）で構成されている。参事は議会が過半数で選任し、そのうち一人は代表参事として選出されて市長となり、この代表参事が参事の中からもう一人の市長を選任する。2019年8月15日から代表参事(市長)を務めているのは、アンドレアス・ボーフェンシュルテ (SPD) である。なお、参事は大都市の行政部局長と一般的な州大臣の機能を併せた役職であり、ブレーメン市の担当専門部局と州の官庁の両方を管轄するが、州憲法上、市議会は、ブレーメンの非居住者でも参事に選ぶことができ、選ばれた者も参事職の引き受けは任意で、就任後いつでも辞任できる。

### 紋章

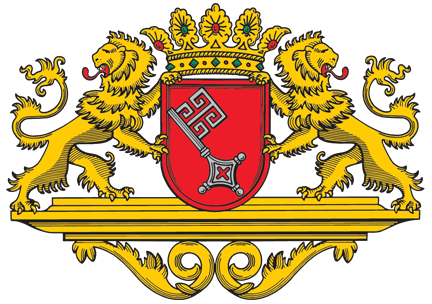
ブレーメンの大紋章

ハンザ都市ブレーメンの旗は赤地に向かって左上向きに、起こされて、歯が向かって右を向いたゴシック様式の銀の鍵（「ブレーマー・シュリュッセル」＝「ブレーメンの鍵」と呼ばれる）が描かれている。紋章の盾型には金の冠が被せられている。冠は宝石を嵌め込んだ5枚の葉の形の飾りがついている（中紋章）。小紋章は冠のない盾型の紋である。大紋章はこれに対してコンソール（飾り台）や帯状の台座に中紋章が載った形で描かれている。立ち上がり、後ろを振り向いた2頭の獅子がその前脚で盾を支えている。
鍵は、ブレーメン聖堂の守護聖人である聖ペテロのアトリビュートである。鍵は1366年にはすでにブレーメンの市章に登場する。鍵の形は時代とともに何度も変わっている。時には聖ペテロを描いた紋章もあった。盾の外側のデザインも何度も変化している。獅子などは1618年に初めて大紋章に現れた。現在の形の紋章は1819年の紋章規定を根拠とする。ブレーメン市民はこの紋章とハンブルクの紋章（赤地に銀の扉を閉じた楼門が描かれている。右図）とを関連づけて「確かにハンブルクは世界の門であろうが、その鍵を持っているのはブレーメンだ」と自負する。

### 旗
ブレーメンの旗は少なくとも8回入れ替わる赤と白のストライプで旗竿部分がずれて市松模様になっている。実用旗は単に鍵の紋章が描かれたものである。ブレーメンは他の多くの帝国都市やオーストリアと同様、神聖ローマ帝国の色である赤と白をシンボルカラーとする。

### 市の構成
ブレーメンの本市域は、東西南北中の5つの管区 (Bezirk) に分けられている。末端には、88の地区(Ortsteil) があり、うち4つは管区に直属する大字で、残りは19の市区(Stadtteil)を構成する町丁である。これらの名称の多くは歴史的呼称にちなんでいる。
自治を処理する評議会は、管区ではなく、市区及び大字に置かれている（ヘーフェン区は人口が少ないため町丁ごとに別の評議会が兼担）。評議会議員は4年ごとに住民の直接選挙で選出され、年に数回会議が開催される。小さいながらも評議会の権限は、他の都市州における区議会と同様である。評議会のある22領域の事務を、17の地区事務所 (Ortsamt) が担当している（うち4事務所は複数の領域を管轄）。
ブレーメン市に属する広さ約8km2の飛び地、シュタットブレーミシェス・ユーバーゼーハーフェンゲビート・ブレーマーハーフェン町区（ブレーマーハーフェンに位置するブレーメンの海洋港湾地域）は、都市間協定およびブレーマーハーフェン市条例により、同市が行政事務を担当している。
| 管区            | 市区                           | 地区 | 地図 |
| --------------- | ------------------------------ | --- | ---- |
| ミッテ （中央） | ミッテ                         | - アルトシュタット - バーンホーフスフォアシュタット - オスタートーア |      |
| ミッテ （中央） | ヘーフェン                     | - インドゥストリーヘーフェン - シュタットブレーミシェス・ユーバーゼーハーフェンゲビート・ブレーマーハーフェン - ノイシュテッター・ヘーフェン                              |      |
| ジュート （南） | ノイシュタット                 | - アルテ・ノイシュタット - ホーエントーア - ノイシュタット - ジューダーフォアシュタット - ガルテンシュタット・ジュート - ブンテントーア - ノイエンラント - フッケルリーデ |      |
| ジュート （南） | オーバーフィーラント           | - ハーベンハウゼン - アルステン - カッテントゥルム - カッテンエッシュ |      |
| ジュート （南） | フッフティング                 | - ミッテルスフッフティング - ゾンデンマット - キルヒフッフティング - グロルラント                                                                                         |      |
| ジュート （南） | ヴォルトマースハウゼン         | - ヴォルトマースハウゼン - ラプリングハウゼン |      |
| ジュート （南） | - ゼーハウゼン                 | |      |
| ジュート （南） | - シュトルム                   | |      |
| オスト （東）   | エストリヒェ・フォアシュタット | - シュタイントーア - フェーゼンフェルト - ペータースヴェルダー - フルスベルク                                                                                             |      |
| オスト （東）   | シュヴァッハハウゼン           | - ノイ＝シュヴァッハハウゼン - ビュルガーパルク - バルクホーフ - リーンスベルク - ラディオ・ブレーメン - シュヴァッハハウゼン - ゲーテ                                    |      |
| オスト （東）   | ファール                       | - ガルテンシュタット・ファール - ノイエ・ファール・ノルト - ノイエ・ファール・ジュートヴェスト - ノイエ・ファール・ジュートオスト                                         |      |
| オスト （東）   | ホルン＝レーエ                 | - ホルン - レーエ - レーエスターダイヒ |      |
| オスト （東）   | - ボルクフェルト               | |      |
| オスト （東）   | - オーバーノイラント           | |      |
| オスト （東）   | オスターホルツ                 | - エレナー・フェルト - エレナーボルク＝シューフェモール - テネファー - オスターホルツ - ブロックディーク                                                                  |      |
| オスト （東）   | ヘーメリンゲン                 | - ゼーバルツブリュック - ハシュテット - ヘーメリンゲン - アルベルゲン - マーンドルフ                                                                                      |      |
| ヴェスト （西） |                                | - ブロックラント |      |
| ヴェスト （西） | フィンドルフ                   | - レーゲンスブルガー・シュトラーセ - フィンドルフ＝ビュルガーヴァイデ - ヴァイデダム - イン・デン・フーフェン                                                             |      |
| ヴェスト （西） | ヴァレ                         | - ウートブレーメン - シュテッフェンスヴェク - ヴェストエント - ヴァレ - オスターフォイアーベルク - ホーヴェク - ユーバーゼーシュタット                                    |      |
| ヴェスト （西） | グレーペリンゲン               | - リンデンホーフ - グレーペリンゲン - オーレンホーフ - イン・デン・ヴィッシェン - オスレープスハウゼン                                                                    |      |
| ノルト （北）   | ブルクレーズム                 | - ブルク＝グラムプケ - ヴェルダーラント - ブルクダム - レーズム - ザンクト・マグヌス                                                                                      |      |
| ノルト （北）   | フェーゲサック                 | - フェーゲザック - グローン - シェーネベック - アウムント＝ハンマースベック - フェール＝ロプベンドルフ                                                                    |      |
| ノルト （北）   | ブルーメンタール               | - ブルーメンタール - レンネベック - リュッスム＝ボックホルン - ファルゲ - レークム                                                                                        |      |

## 経済と社会資本

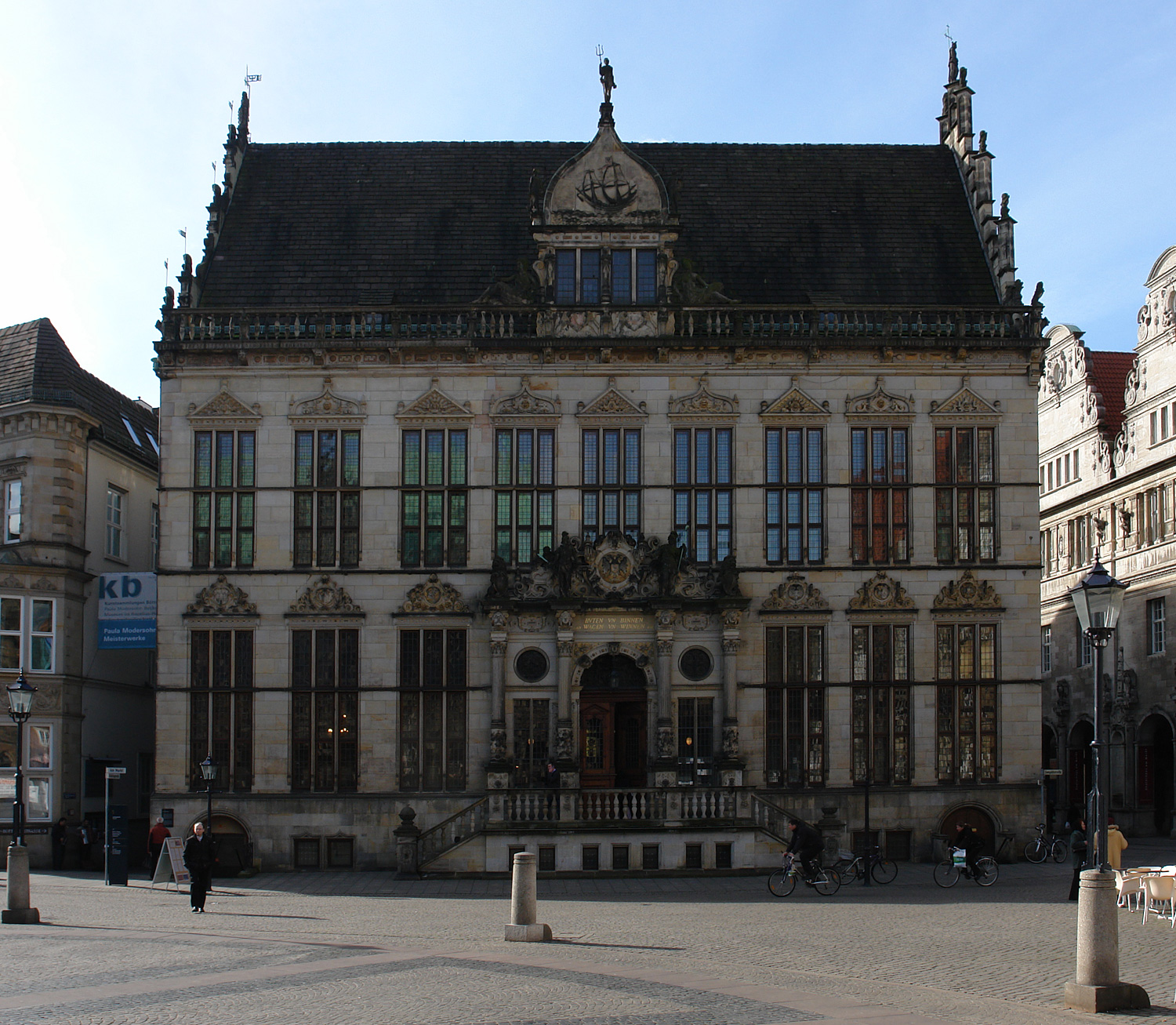
マルクト広場沿いのシュッティング（ブレーメン商業会議所）

ブレーメン商業会議所がブレーメン商人の利益を代表している。本部はシュッティングと呼ばれる建物にある。
昔からブレーメンにとって特別に重要なのは国際貿易である。ブレーメン/ブレーマーハーフェン港湾グループにおける荷の積み降ろしの重点がブレーマーハーフェンにある場合にも、ブレーメンはシュタットブレーミシェス・ユーバーゼーハーフェンゲビート・ブレーマーハーフェン市区がこれに携わっている。積み荷の多彩さは魚、肉、乳製品、ブレーメン綿市場で扱われる綿、茶、米、タバコといった農水産製品加工原料、あるいはワインや柑橘類に及ぶ。ブレーメンは自動車、造船、金属加工、電子技術、食料品加工業の重要拠点でもある。ダイムラー社はブレーメン市内にメルセデス・ベンツの工場を有しており、私企業としてはこの都市最大の雇用主である。この工場は1963年まではボルクヴァルトの工場であった。ここではCクラス、Tモデル、ロードスター SLクラスが生産されている。これに加え、周辺には多くの下請け企業がある。その最大のものが Hellaグループの Hella Fahrzeugkomponenten GmbH である。

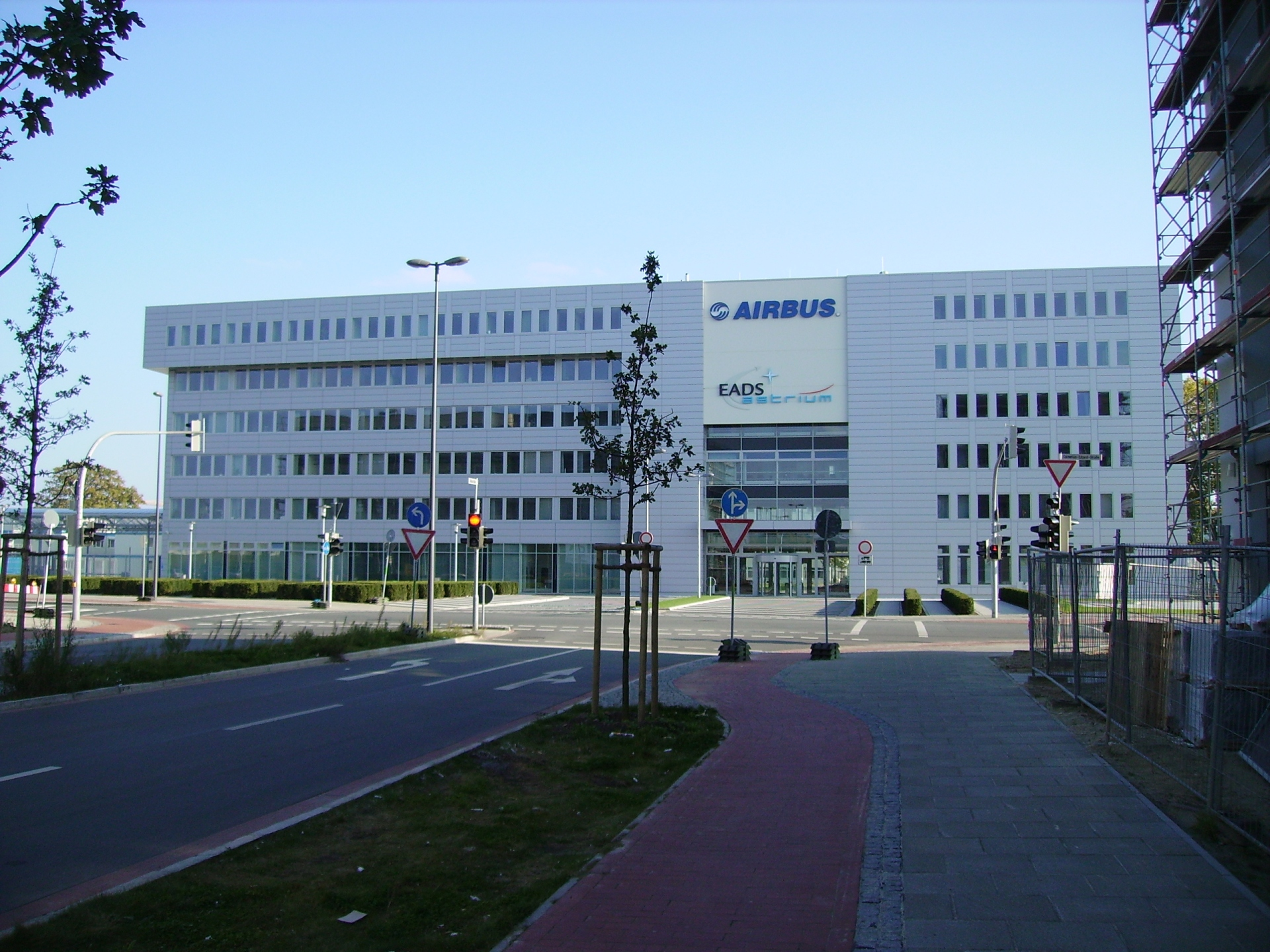
EADSのブレーメン管理部

造船および金属工業では21世紀にはいる頃から産業構造の変化が起きている。二大造船所のヴェーザー造船所とブレーマー・ヴルカン造船所をはじめとする多くの企業が生き残ることができなかった。ブレーメン製鋼所はアルセロール（2006年以降は アルセロール・ミッタル）に買収された。これに対して航空・宇宙産業では、ブレーメンは現在、その間接部門やハイテク研究部門の所在地となっている。約6,000人のきわめて優秀な人材が活発に研究を行うドイツ最大のテクノロジーパークが大学に設けられた。エアバス機の最終組み立て工程は、ブレーメンで行われている。EADSグループやOHBテクノロジー・グループの企業によって宇宙空間で使い勝手の良い研究室、推進ロケット、あるいは人工衛星システムのモジュールやその一部が制作されている。ラインメタルやアトラス・エレクトローニクは軍事用、民間用の電子技術開発をブレーメンで行っている。この他にゼーバルツブリュック地区にはメルセデスの工場やドイツ鉄道の大きな車両工場がある。
食料品分野では、ブレーメンは主導的な立場にある。有名なブルワリーの Beck & Co. の他にケロッグやクラフトフーヅの支局があり、ヴィタクラフトやノルトミルヒの本社がある。

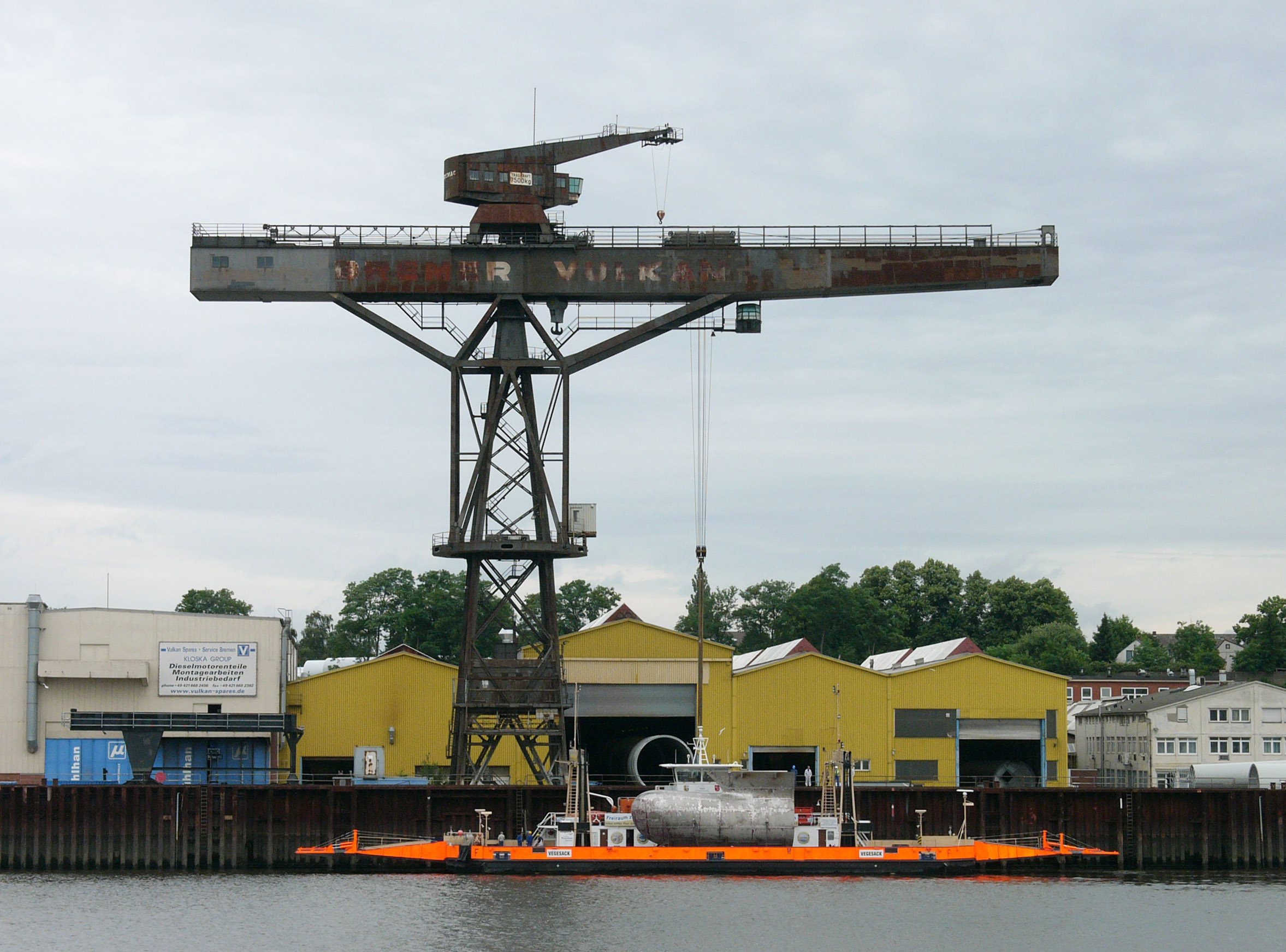
ブレーマー・ヴルカン
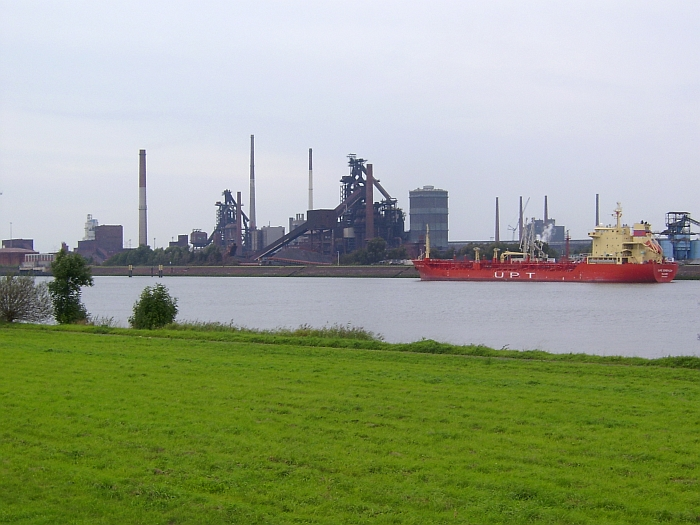
アルセロール・ミッタルのブレーメン製鋼所
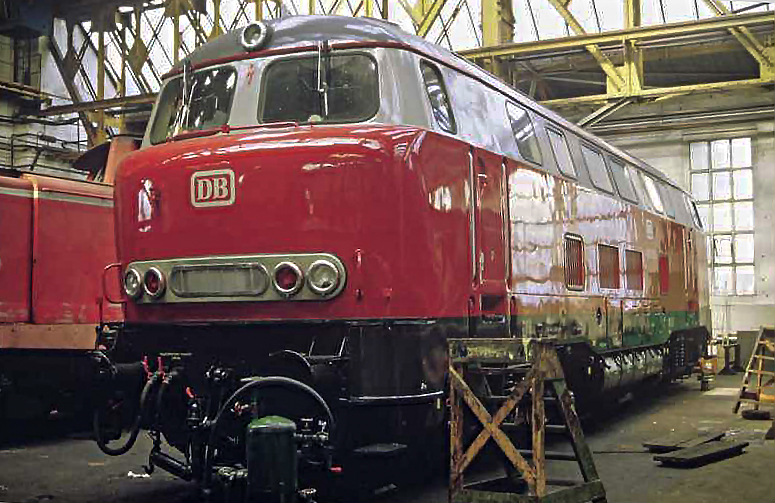
ドイツ鉄道の車両工場
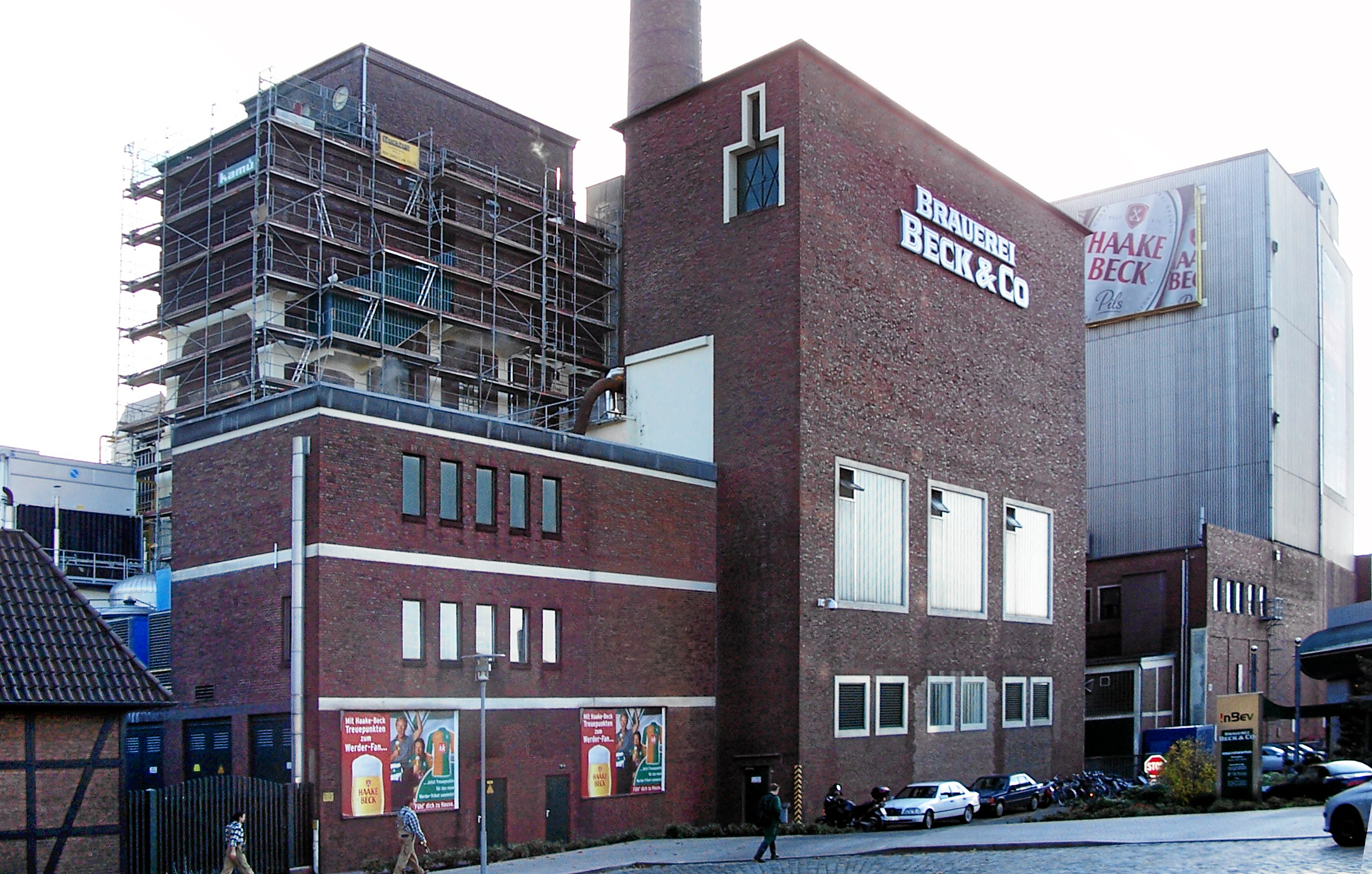
ブルワリー Beck & Co.
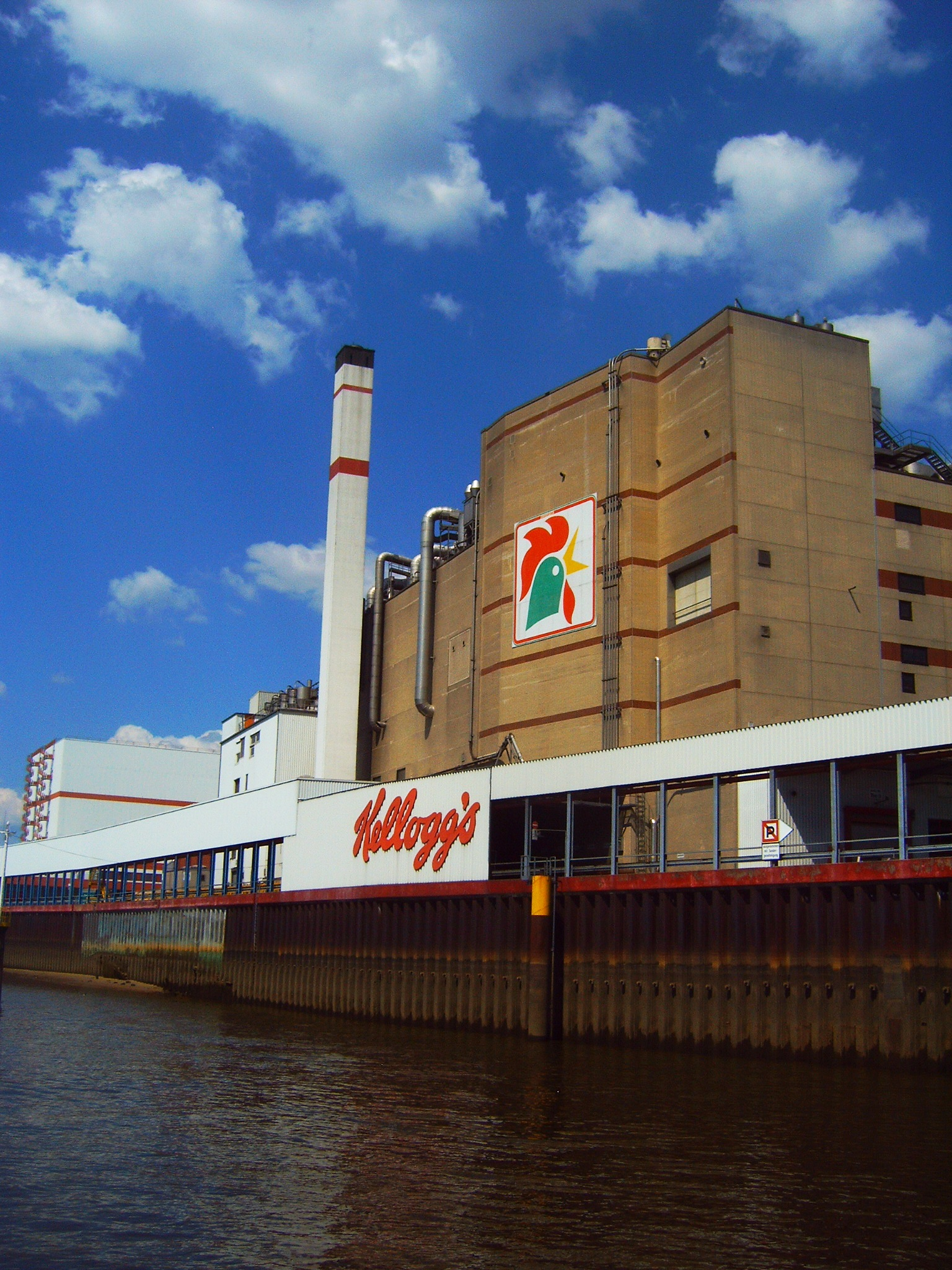
ケロッグのブレーメン工場
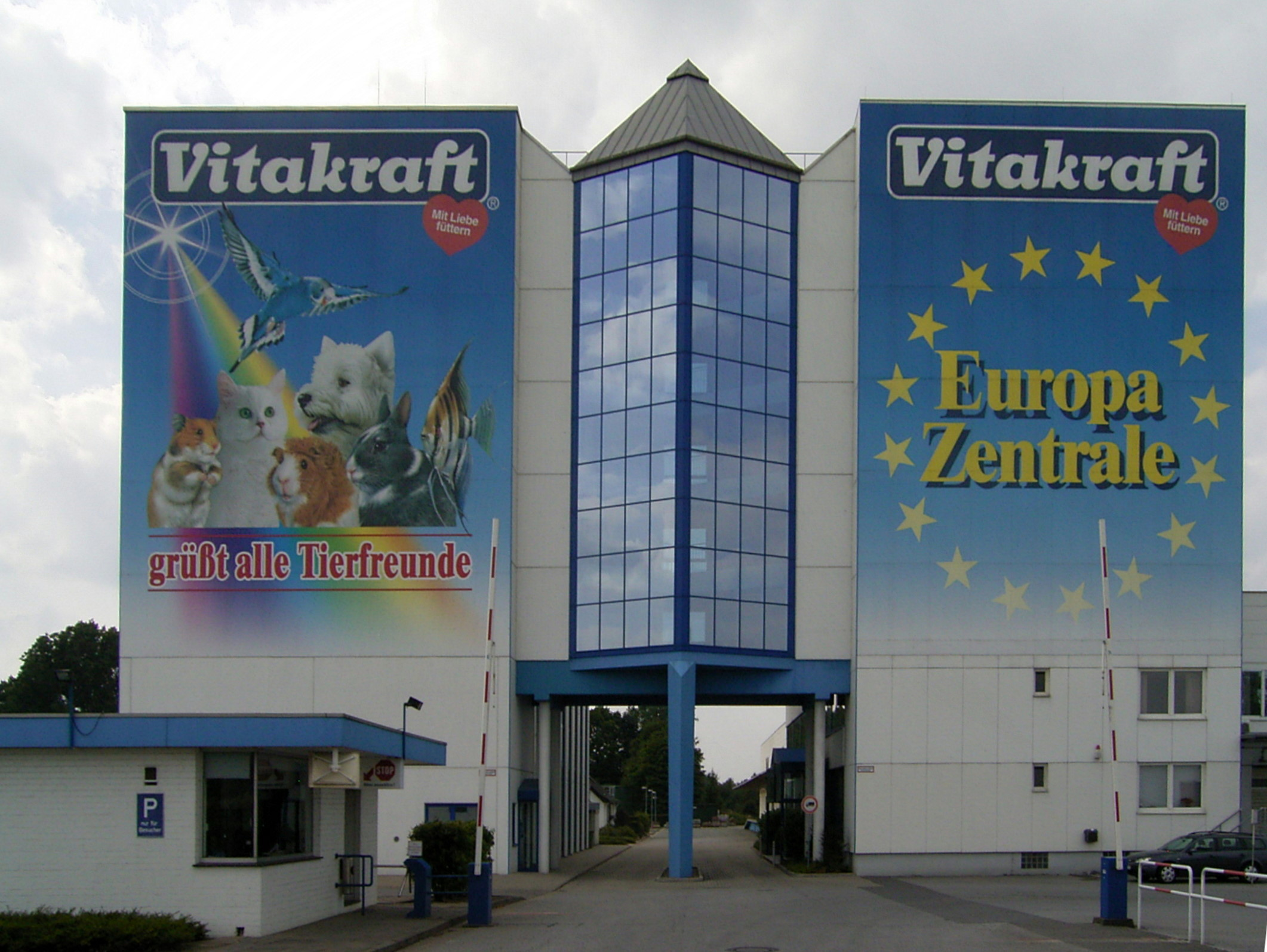
ヴィタクラフト・オイローパ・ツェントラーレ

### 産業・工業地域
大規模な産業・工業地域は以下の通りである。
- ヴェーザー川沿いに位置するヘーフェン市区全域（下記の工業団地が含まれる）
  - インドゥストリーヘーフェン町区のブレーマー・インドゥストリーパルク、約140 ha
- ショッピング、流通、金融、行政、メディアセンターとしての中核市街地区、約1300 ha
- ノイシュタット市区の貨物交通センター・ブレーメン (GVZ)、約472 ha
- ヴァレ市区のユーバーゼーシュタット、約290 ha
- ノイシュタット市区、ノイエンランダー通り - オルデンブルガー通り（連邦道 B75号線）沿いの産業地域、約210 ha. ブレーメン空港前のエアポート・シュタット、エアバス・ブレーメン（従業員数 3,000人）とアストリウム・ブレーメン、オクトゥム産業地域、ノルトミルヒ・ツェントラーレ、ブレーメン路面電車を含む。
- ブレーメン大学周辺のテクノロジーパーク・ブレーメン、約172 ha
- ヘーメリンゲン市区のハンザリニー産業パーク、約155 ha
- ゼーバルツブリュック市区のメルセデス・ベンツ・ブレーメン工場産業地区、約70 ha
- フェーゲザック市区のブレーマー・ヴルカン工業・産業地区、約50 ha
- フィンドルフ市区のバイエルンシュトラーセ産業地区、約60 ha
- オスターホルツ市区のブレーメン・クロイツ産業地区、約50 ha
- ヴェーザー川沿いのアルテ・ノイシュタット産業地区、約40 ha, ブルワリー Beck & Co. やクラフト・フーズがある。
- オスターホルツ市区のヴェーザー・パルク、約25 ha, メトロ AGのショッピングセンターがある。
- ファルゲ市区のファルゲ＝オスト産業地区、約22 ha

### 交通

#### 船舶交通

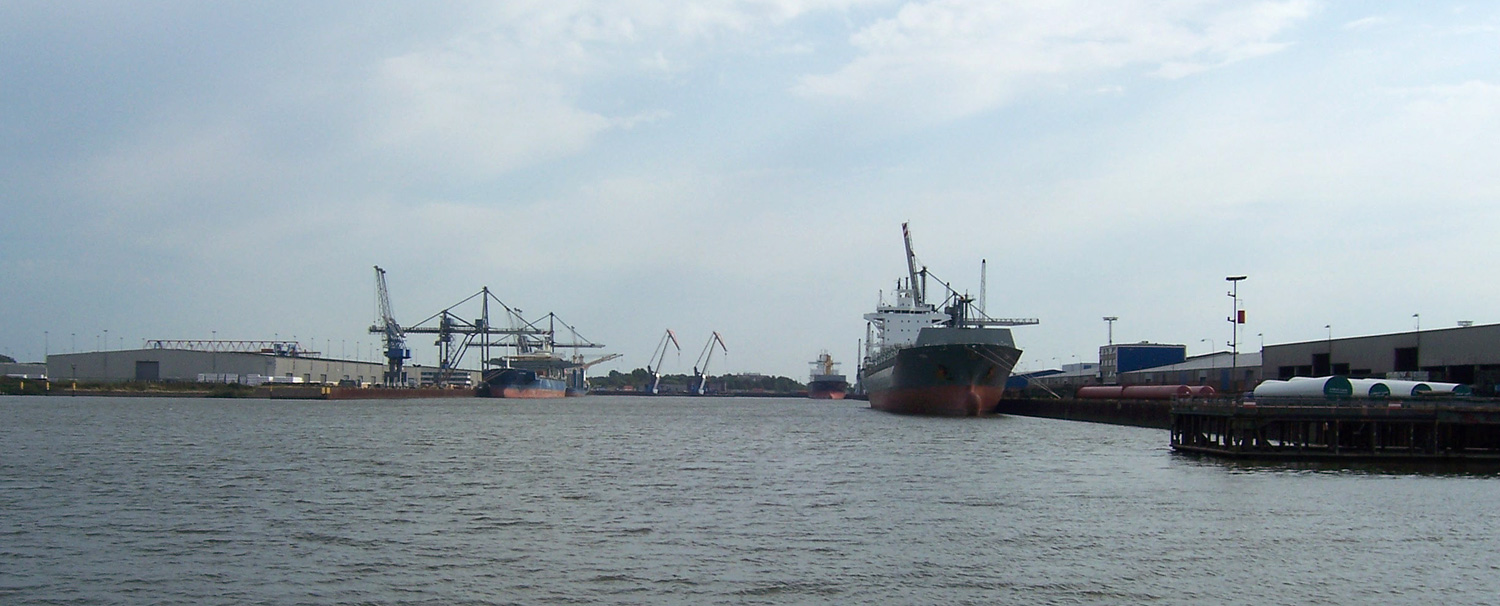
ノイシュテット港

船舶は何世紀もの間、ブレーメンの重要な交通機関であった。産業構造の変革がなされた後の現在でもなお船舶運輸業は重要な経済因子であり、雇用市場である。近隣の貨物交通センターが利用しているノイシュテット港の他、ハンデル港、ホーエントーア港、インドゥストリー港およびブレーマーハーフェンのブレーメン市港がブレーメン市の港に属す。内陸の水上交通のための港は市中心部の上流側からヴェラ港、フルダ港、アラー港がある。外洋港湾施設とその周辺の工業地域はユーバーゼーシュタットという新しい町区を形成した。海外貿易に関わる船舶の大型化に対応するために、ヴィルヘルムスハーフェンに大型コンテナ船用の港を整備するヤーデヴェーザー港プロジェクトをニーダーザクセン州と共同で推進している。
ブレーメン＝ノルトはヴェーザー川対岸のニーダーザクセン州ヴェーザーマルシュ郡と3路線のカーフェリーで結ばれている。

#### 航空交通

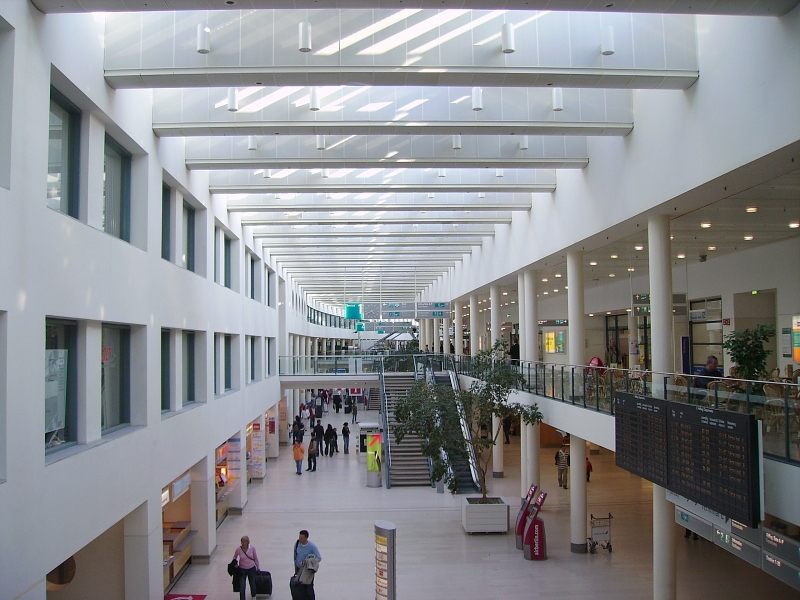
ブレーメン空港のターミナルビル

ブレーメン南部に国際便が発着するブレーメン空港 (BRE) がある。新しい空港ターミナルはゲルト・シュルツェの設計に基づいて2001年に完成した。ターミナル周辺は1995年から、一部国際企業を含む多くの企業が立地する産業地区エアポートセンターとなっている。2006年には170万人の飛行機利用客があった。2006年の発着回数は40,419回で、 1988年以降最低の値にまで落ち込んだ。その後ライアンエアーがブレーメンからヨーロッパの都市向けの新たな直行便を開設したことにより、2008年には利用者数は250万にまでなった。1965年以降の継続的な利用者数増加にもかかわらず、大型機械の導入やキャパシティ増加計画の導入によっても年間発着回数6万回までしか増便できない。夜間離着陸制限があり、最終便の予定到着時刻は23時に設定されている。朝と夕方の発着は混雑する。空港へは連邦アウトバーンA281号線が通っている。ブレーメン中央駅からは路面電車第6系統の終点にあたる。

#### 鉄道

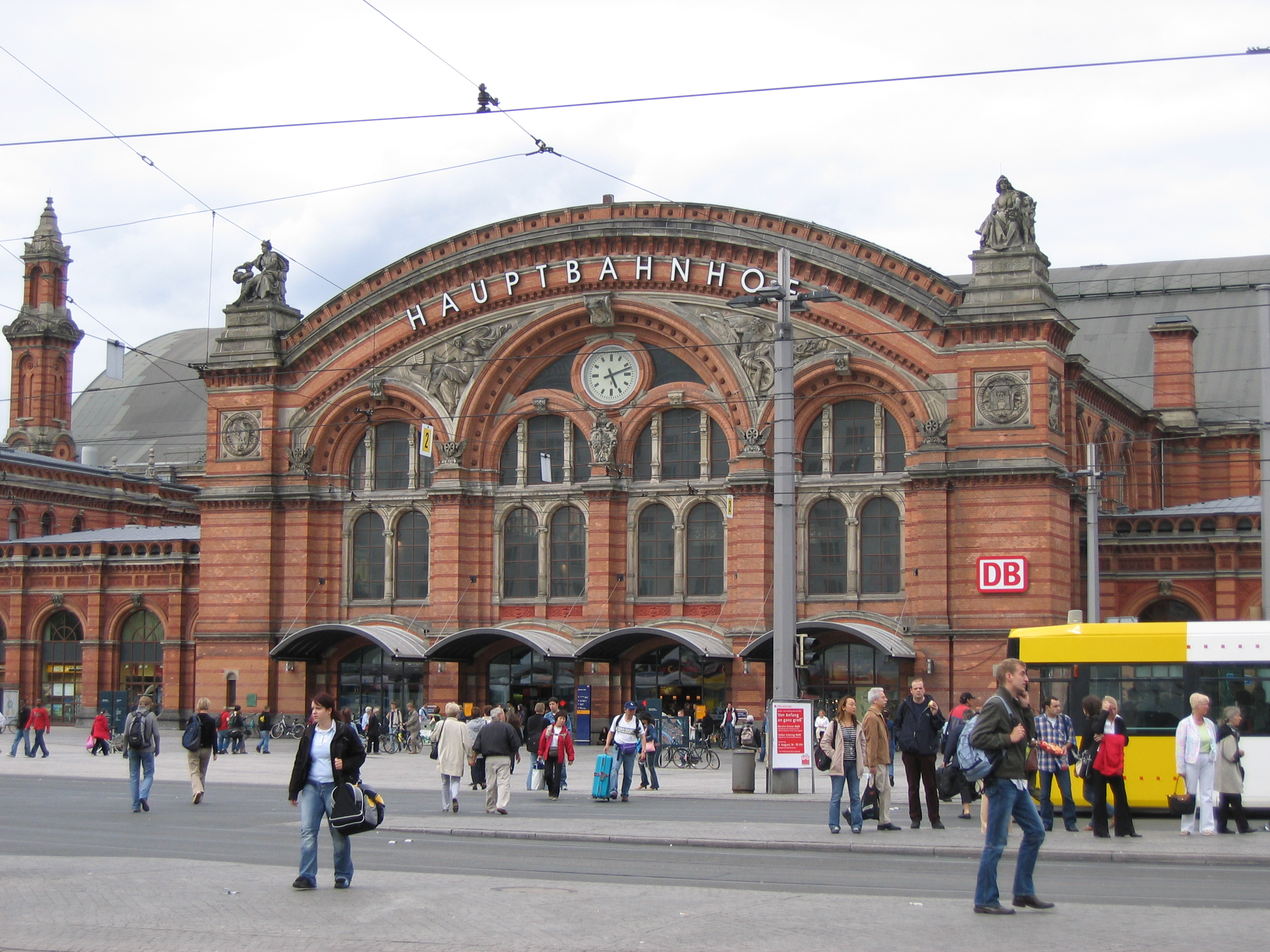
ブレーメン中央駅

ブレーメンは鉄道の乗換地点である。中央駅を発着する幹線鉄道は、ハンブルクからルール地方へ向かう路線、ブレーマーハーフェン行き、ハノーファー行き、フェーゲザック行き、オルデンブルク（もしくはレーア）行きの各路線がある。ブレーメンはICEのブレーメン - ミュンヘン系統、インターシティのハンブルク - ケルン - フランクフルト・アム・マイン、シュトットガルト系統などでドイツ鉄道の長距離鉄道網に接続している。
グレーペリンゲン市区の操車場は2005年6月12日に閉鎖された。貨物輸送は操業を続けているその跡地とハーフェン駅とクレックナー＝ヒュッテの工場駅（アルセロール・ミッタル・ブレーメン）で手続きを行っている。かつて中央駅の北西にあった貨物駅は取り壊された。しかし、ブレーマーハーフェンのコンテナ・ターミナルの拡張により貨物交通は再び増加している。
地域交通に関してはブレーマーハーフェン、フェーゲザックおよびファルゲ、ローテンブルク (ヴュンメ)、ツヴィストリンゲン、オルデンブルク、ノルデンハム、フェルデン行きのSバーン風の周辺都市交通が運行している。Sバーンの設置は計画中である。さらにブレーマーハーフェン、ハノーファー、ハンブルク、オスナブリュック、オルデンブルク＝ノルトダイヒ・モーレ行きの高速のレギオナルエクスプレスや、リューネブルガー・ハイデを通ってエルツェンに至るレギオナルバーンが運行している。
ブレーメン＝ノルトを走るファルゲ - フェーゲザック鉄道の10 km区間は、1958年に大幅に減便され、1961年に廃止されたが、2007年12月に再開された。ノルトヴェストバーンが運営するディーゼル列車が30分間隔で運行している。電化後にはブレーメン＝ファルゲからフェルデン行きのSバーンの運行路線になる。市内には19の旅客駅が営業している。連邦鉄道局の報告によれば、ブレーメンの主要鉄道路線の総距離は24 kmである。

#### 道路交通
ブレーメンは遠距離道路網への接続も良好である。市域内を走るアウトバーンの総延長は約50kmから60kmである。
ブレーメンの市域南部を連邦アウトバーンA1号線（ルール地方 - ハンブルク）が走っている。A1号線は市南東部のブレーメン・ジャンクションでA27号線（ハノーファー（ヴァルスローデ） - ブレーマーハーフェンおよびクックスハーフェン）と交差する。このアウトバーンは市の東部を南東から北西に向かって走っている。市の北部イールポールでA27号線からA270号線が分岐し、ブレーメン＝ファルゲまで約10kmを走っている。グレーペリンゲンではA281号線の第1期分ブレーメン＝インドゥストリアルヘーフェン・ジャンクションからブレーメン＝グラムプケまでが完成した。ヴェーザー川対岸では、貨物交通センターすなわちノイシュタット港から空港すなわちエアポート・シュタットまでの区間が2008年1月に完成したこの新区間の象徴は空港近くに高さ50mの橋柱を構える 斜張橋である。両区間は2013年までにヴェーザー川の下を通る地下トンネルで結ばれ、さらにA1号線まで延長される予定である。これによりブレーメンを周回するアウトバーン・リングが完成し、市内の道路から通り抜け車両を減らすことができる。市の西をオルデンブルクに向かうA28号線が走り、フッフティング市区の外側でA1号線に接続する。

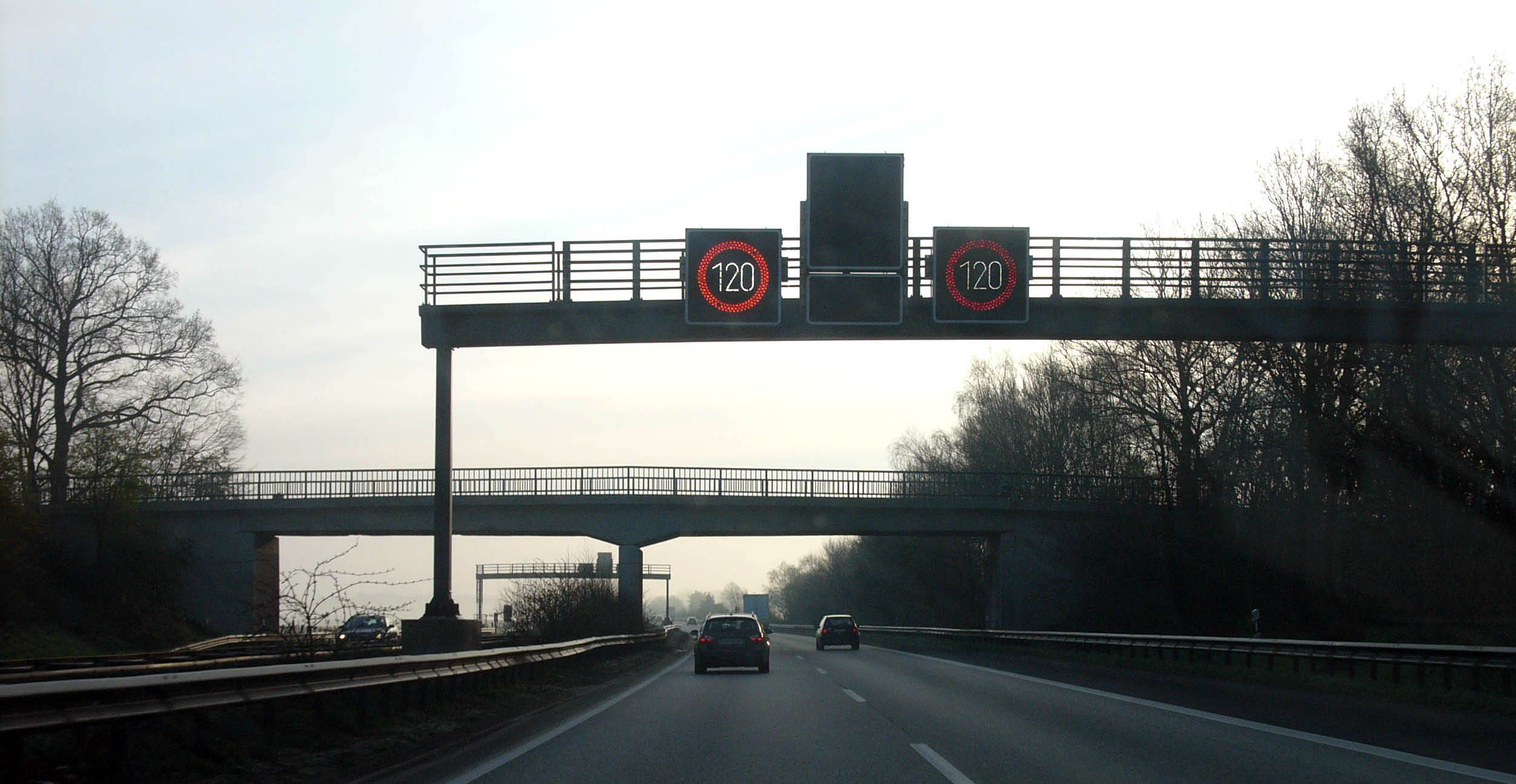
ブレーメン市内のA27号線

A1 号線は全線6車線に拡幅されているが、さらに8車線への拡張が望まれている。A27号線は、ブレーメン＝ユーバーシュタット（B6号線）とブレーメン＝ノルト（A270号線）間が、やはり6車線となっている。ブレーメン＝ユーバーシュタットとブレーメン・ジャンクションとの間は4車線であり、6車線への拡幅要望がなされている。A270号線とA281号線は4車線である。両者は（前者は騒音対策のためだが）80 km/hに速度制限されている。A1号線の交通は交通管理センターで制御されており、交通量に応じて最高速度が 60 – 120 km/h まで変化する。120 km/h 以上の速度制限のない区間は、夜間限定を含めて市内にはない。ブレーメンは市内全域の最高速度が 120 km/h に制限されたドイツ初の都市である。
この他に連邦道B6号線（南北方向）、B74号線およびB75号線（東西方向）がブレーメンを通っている。B6/B75号線のA27号線からA28号線までの間は、以前アウトバーンA282号線として計画されていた。A281号線の完成によってブレーメンを囲む環状アウトバーン網が完成するが、その際にはB212号線もルート変更がなされる。新しいB212号線はブレーメン西部でA281号線に合流し、これによってヴェーザーマルシュ郡とブレーメンとの接続の便が良好になる。
A5号線をギーセン北部（さらにはフランクフルト・アム・マイン）からブレーメンを通ってノルデンハム方面へ延伸するという1970年代に立案された計画は最終的に放棄された。A5号線はフッフティングとグロルラントの間でB75号線と交差する。
自動車で市区間を結ぶメインストリートは1914年の住民投票によって「ヘールシュトラーセ」と名付けられた道路である。

#### 公共交通機関

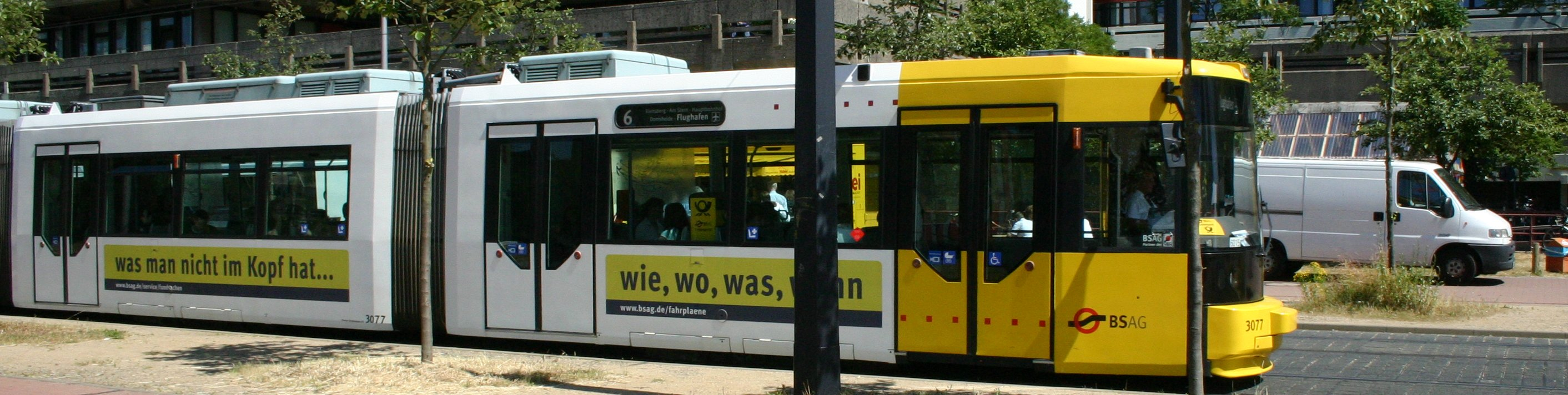
ブレーメンの路面電車

市域内の公共旅客交通 (ÖPNV) は、ブレーマー・シュトラーセンバーンAG (BSAG) が運営する8系統の路面電車（ブレーメン市電）と44系統のバス路線が担っている。ブレーメンの大部分の地区やニーダーザクセン州に属す衛星都市をÖPNV網が密な間隔で結んでいる。ブレーメン＝シュタットとブレーメン＝ノルトとの間の交通には鉄道が多く利用されている。路面電車を周辺地域に延伸させ、既存の鉄道の運行間隔を密にすることで衛星都市との交通の便を向上させようという努力がなされている。
地域交通については様々な運輸業者によるバス路線が運行している。都市交通および地域交通に関わる業者はブレーメン/ニーダーザクセン交通連盟 (VBN) に加盟している。

#### 自転車
ブレーメンには、ハンブルク - ブレーメン自転車道、ブレーメン - オスナブリュック線（ブリュッケンラートヴェク）、ヴェンメ自転車道といった自転車道が通っている。これに加えてこの都市は、ヴェーザー川の水源からブレーマーハーフェンまで伸びる人気の休暇プログラムのヴェーザーラートヴェクの重要な中継点となっている。
ブレーメンはその道路面積の22%が自転車道である。これは人口50万人以上のドイツの都市中、最も高い比率である。また人口1人あたりの自転車道の距離もドイツの大都市の中で最長である。しかしこの数値には路面状態が劣悪なものや、交通研究者が自転車道として認めない交通量の少ない自動車道と共用の「テンポ - 30 - ツォーネン」（暫定30ゾーン）と呼ばれる道路も含まれている。

### メディア

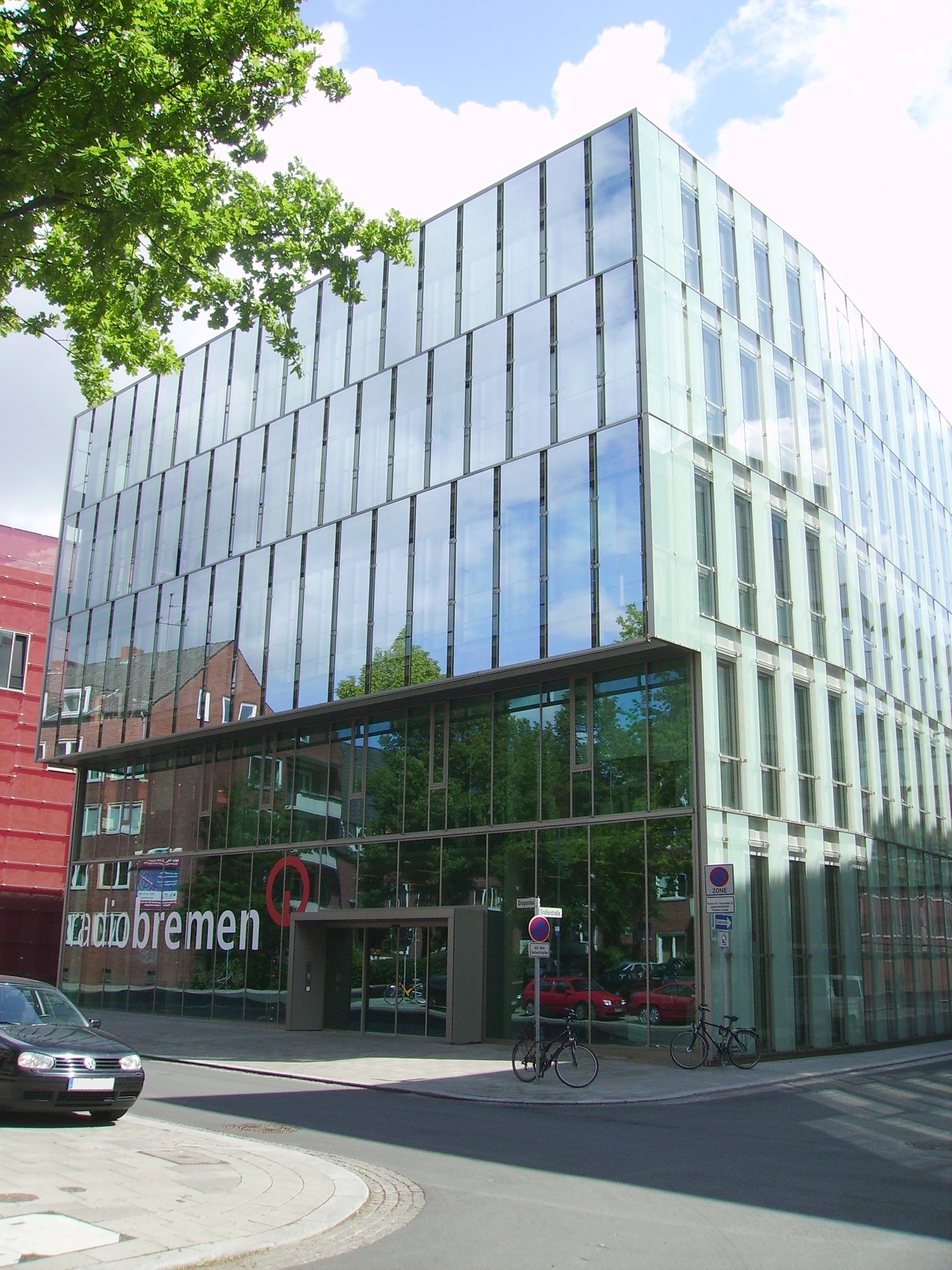
ラジオ・ブレーメン

ブレーメンはARD最小の放送局ラジオ・ブレーメンの本社所在地である（ブレーメン州の周囲は北ドイツ放送の放送エリア）。ラジオ・ブレーメンはTV局「ラジオ・ブレーメンTV」のと4つの周波数のラジオ放送を運営している。このうち1つはNDRと共同制作（ノルトヴェストラジオ）、もう一つは WDRおよびRBBとの共同制作（フンクハウス・オイローパ）の放送局である。また、もう一つの公共放送・第2ドイツテレビ(ZDF)もブレーメンに支局を置いている。民放局としてはエナジー・ブレーメンが市内でラジオ放送を行っている。また、ニーダーザクセンのラジオffnやヒットラジオ・アンテネ・ブレーメンもこの街をサービス提供エリアとしている。民放テレビのRTLやSat1はブレーメンに駐在員を置いており、ブレーメンやニーダーザクセンに関する30分のレポート番組を制作している。ビュルガールントフンク・ブレーメンでは、ブレーメン市民は無料でラジオやテレビの放送を制作することができる。2007年9月初めから民放TV局のcenter.tv がブレーメンに設立された。この放送局はブレーメンから毎日生放送を行っている。

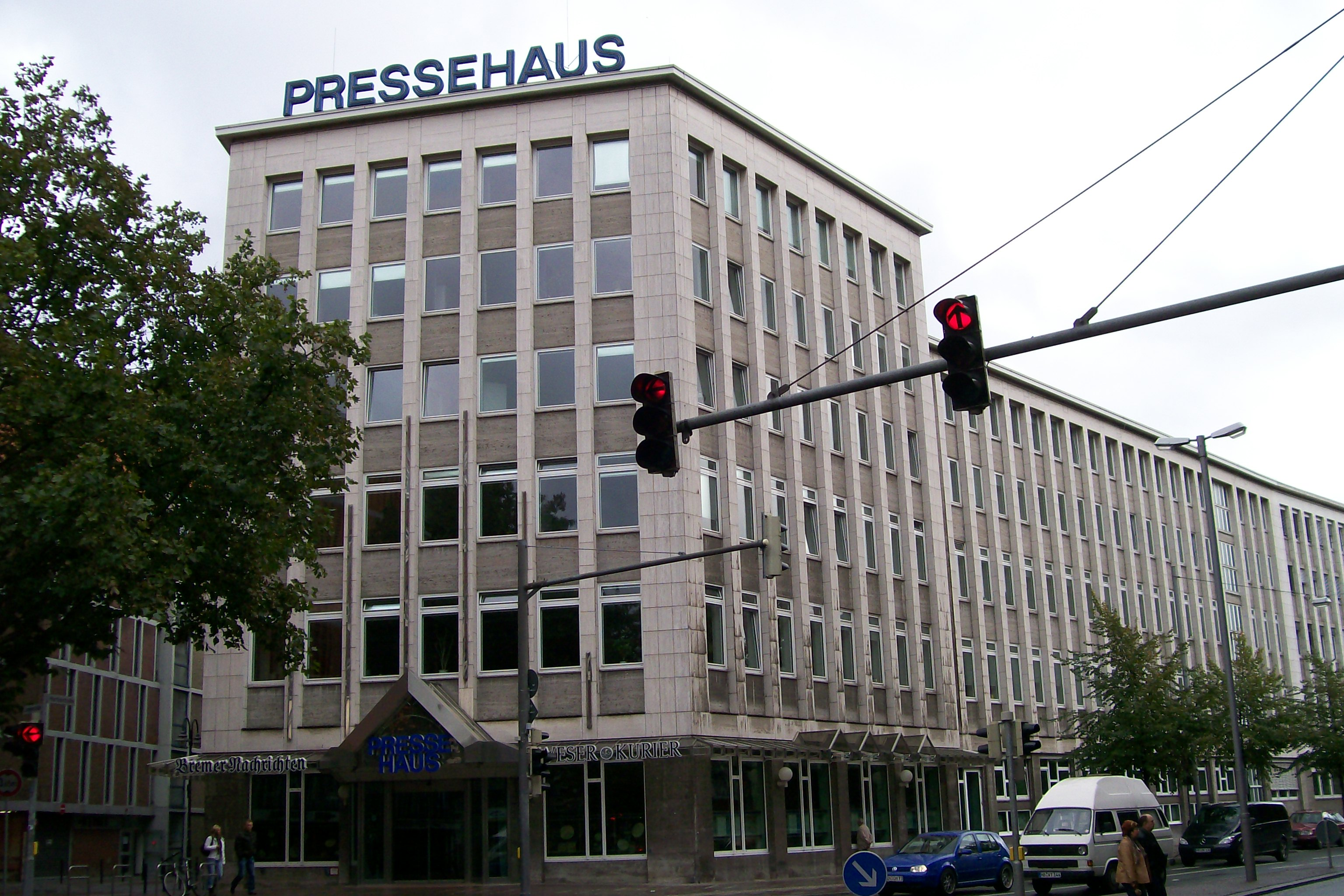
ブレーマー・ナホトリヒテン紙とヴェーザー＝クリールの編集部が入居しているプレスハウス

日刊紙は『ヴェーザー＝クリール』と、それとほとんど同一の『ブレーマー・ナハリヒテン』が刊行されている。後者は、タイトルだけであるが、現在も刊行されているドイツの日刊紙で3番目に古いものである。また、『ビルト』のブレーメン大都市圏向けの版が発刊された。一方、『ターゲスツァイト』(taz) のブレーメン版は経済上の理由で廃刊され、taz 北部版に統合された。この新聞には地域全般の一般記事が3面と、ブレーメン地区とハンブルク地区の話題が交互に掲載される紙面が1面設けられている。
ブレーメンには週刊誌が3誌ある。『ヴェーザー＝クリール』と『ブレーマー・ナハリヒテン』の広報誌である『ブレーマー・アンツァイガー』、『ヴェーザー・リポート』、ブレーメン＝ノルトの『Das BLV』である。『ブレーマー』、『プリンツ・ブレーマー』、『ブレーメン＝マガツィーン』、タウン誌『ミックス』、『ビッグ・ブレーメン』、『ブレムボリウム』、ブレーメン＝ノルトの『ノルトアンシュラーク』が独立のタウン誌である。さらに人文社会雑誌『ホイヤー』や『ブリラント』があり、いくつかの市区では、その特色を強く打ち出した小規模な出版社が数多く存在している。
大手の通信社、ドイツ北西部の大手出版社のほとんどや数多くのラジオ局がブレーメンに駐在所や地方編集局を置いている。

### 健康・保健

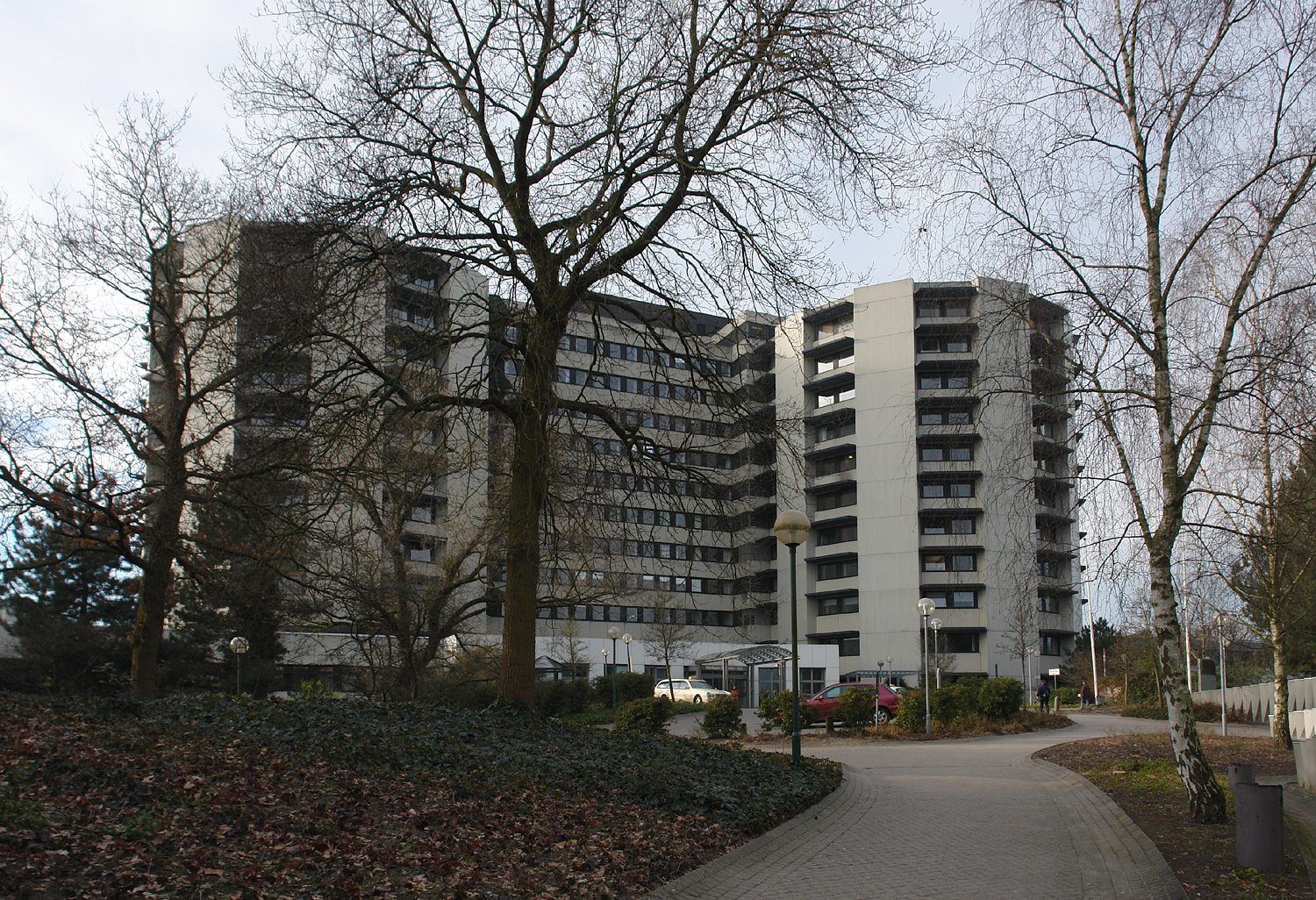
ブレーメン＝オスト病院

以下の4つの州立病院は北部健康病院連盟gGmbHにより組織化されている。
- ブレーメン＝ミッテ病院（中部病院）
- ブレーメン＝ノルト病院（北部病院）
- ブレーメン＝オスト病院（東部病院）
- ヴェーザー左岸病院

この他の病院には以下のものがある。
- グレーペリンゲン・ディアコニッセン病院（プロテスタント）
- シュヴァッハハウゼンの聖ヨーゼフ財団病院（カトリック）
- ノイシュタットの赤十字病院

さらに、ローラント・クリーニク、クアフュルステンクリーニク、Dr.ハイネ・クリーニクといった小規模な専門診療施設もある。

### 公共施設、官公庁

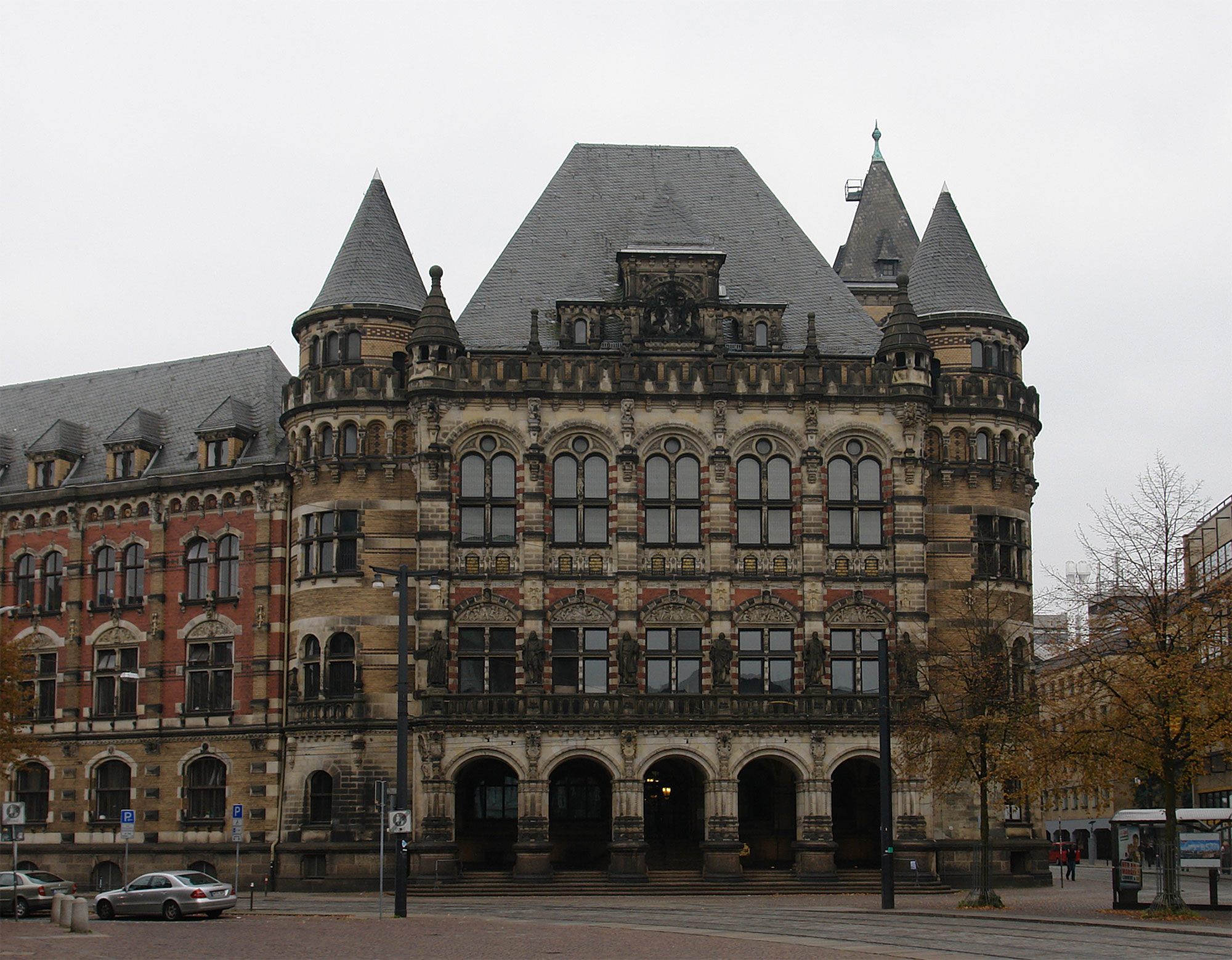
ブレーメン地方裁判所

ドイツの地方組織のほとんどがブレーメンに支部・支局を置いている。貿易分野での重要性を反映して40以上の領事館や名誉領事館がある。特殊な機関としてはブレーメン被雇用者会議所が挙げられる。これは弱い立場にある労働者の利益を保護するための代表機関で、同じく小さな州であるザールラント州にも同様の機関がある。
ブレーメンに本部を置く連邦レベルの機関としては、ドイツ海難救助組合と全ドイツ自転車クラブが挙げられる。その他の公的機関は以下の通り。
| 公的法人 ブレーメン・ローマ・カトリック教会 ブレーメン福音主義教会 ブレーメン州の福音派自由教会連盟 ブレーメン被雇用者会議所 ブレーメン健康保険医師会 ブレーメン健康保険歯科医師会 ブレーメン税理士会 ブレーメン獣医師会 ブレーメン医師会 公益企業 ラジオ・ブレーメン (ラジオ・ブレーメンTV、ブレーメン・アインス、ブレーメン・フィーア、ノルトヴェストラジオ) ブレーメン州立メディア・プレイス | 司法 ブレーメン州立法廷 ブレーメン州上級地方裁判所 ブレーメン州上級行政裁判所 ブレーメン地方労働裁判所 ニーダーザクセン州＝ブレーメン州地方社会裁判所（支所） ブレーメン金融裁判所 ブレーメン地方裁判所 ブレーメン＝ブレーマーハーフェン労働裁判所 ブレーメン州行政裁判所 ブレーメン社会裁判所 ブレーメン区裁判所とブレーメン＝ブルーメンタール区裁判所 |

### 教育、研究

#### 大学
ブレーメンには州立ブレーメン大学 (Universität Bremen)、州立ブレーメン専門大学 (Hochschule Bremen)、州立ブレーメン芸術大学および私立のヤーコプス大学ブレーメンがある。さらに大学以外の研究施設も数多くある。ブレーメンはブレーマーホーフェンとともにドイツ学問研究財団により、ドイツ36都市の中から「学究都市2005」に選ばれた。

##### 総合大学

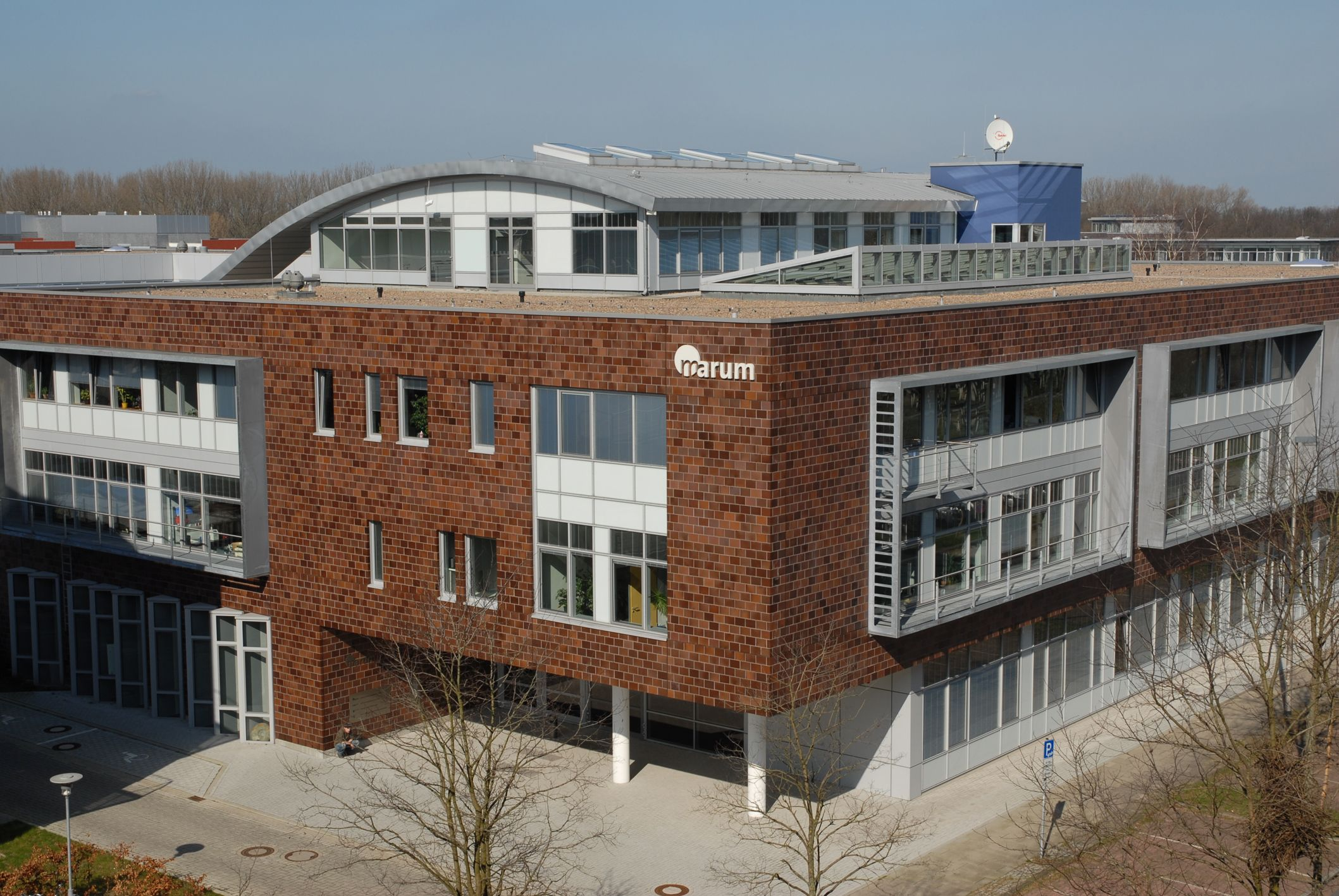
ブレーメン大学の海洋環境研究 (MARUM) 棟

ブレーメン大学（Uni ブレーメン）は約2万人の学生と1,500人以上の研究者を擁するブレーメン州最大の大学である。この大学は1971年から72年にかけての冬学期に開校した。定礎式は1970年11月11日に行われた。1973年からは教育大学を併合した。その後しばらくは教員育成がこの大学の主眼となっていた。現在では医学部と神学部を除くほとんどの学部が存在する総合大学となっており、特殊な研究分野（およびその施設）もいくつかある。たとえば、ブレーマー・ファルトゥルム（ブレーメンの落下塔）はヨーロッパ最大の無重力研究用シミュレーション施設である。研究の価値を計る指標に「ドリットミッテル」と呼ばれるものがある。ブレーメン大学はこの指標で、エクセレンス・イニシアティヴの第1回ラウンド（2006年）において認定を受けた。

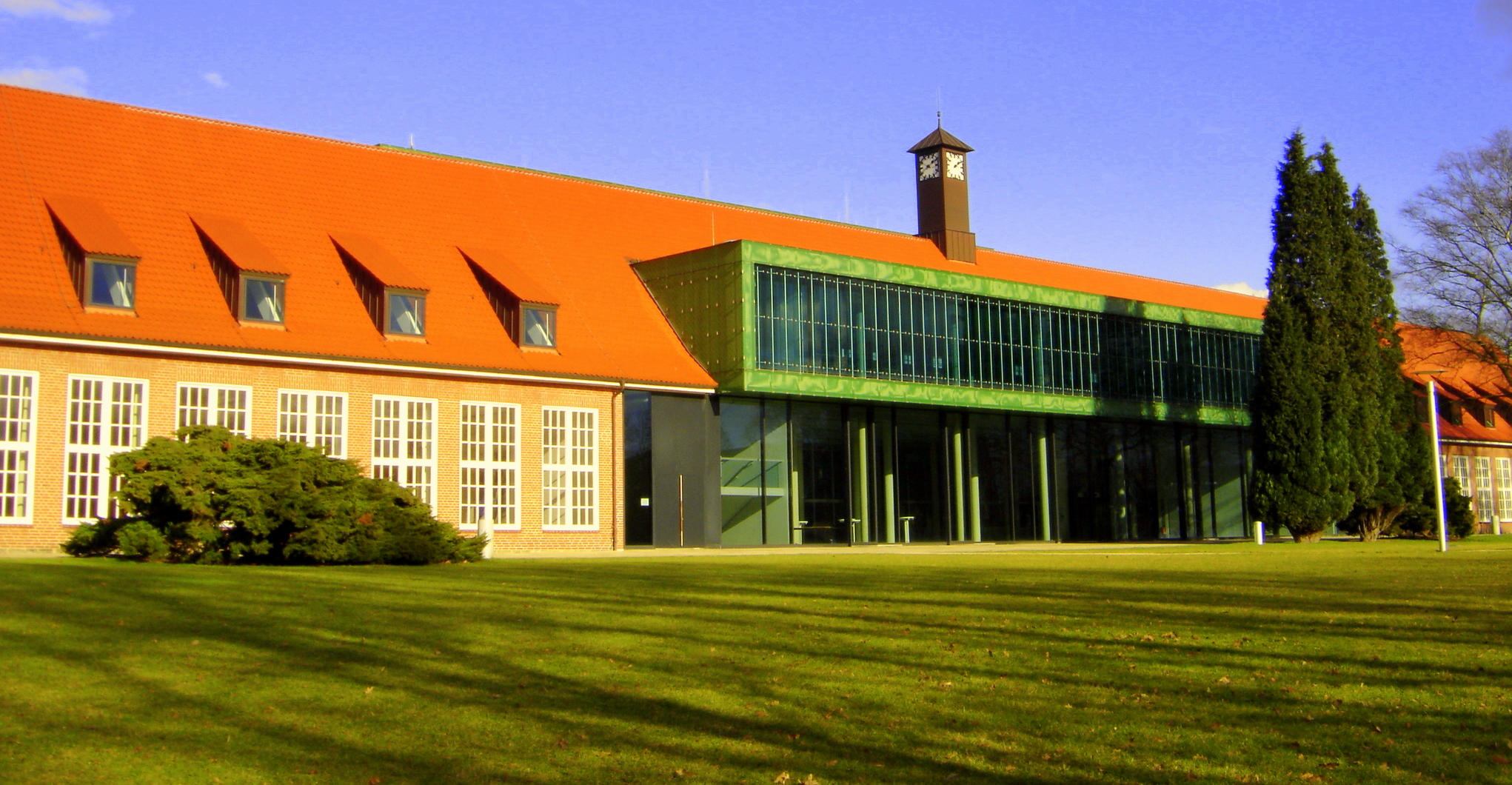
ヤーコプス大学ブレーメン

 ヤーコプス大学ブレーメン（2007年までは国際ブレーメン大学と称していた）は、アメリカ合衆国の大学をモデルに1999年に設立された。この大学はグローン市区フェーゲザックの旧連邦軍養成教育兵舎跡に位置している。講義は英語でなされている。スイスで暮らしていたブレーメン商人クラウス・J. ヤーコプスが2006年11月に2億ユーロという前例のない巨額な資金の提供を大学財団に申し入れた。これに感謝して大学は2007年春に「ヤーコプス大学ブレーメン」と改名された。

##### 専門大学

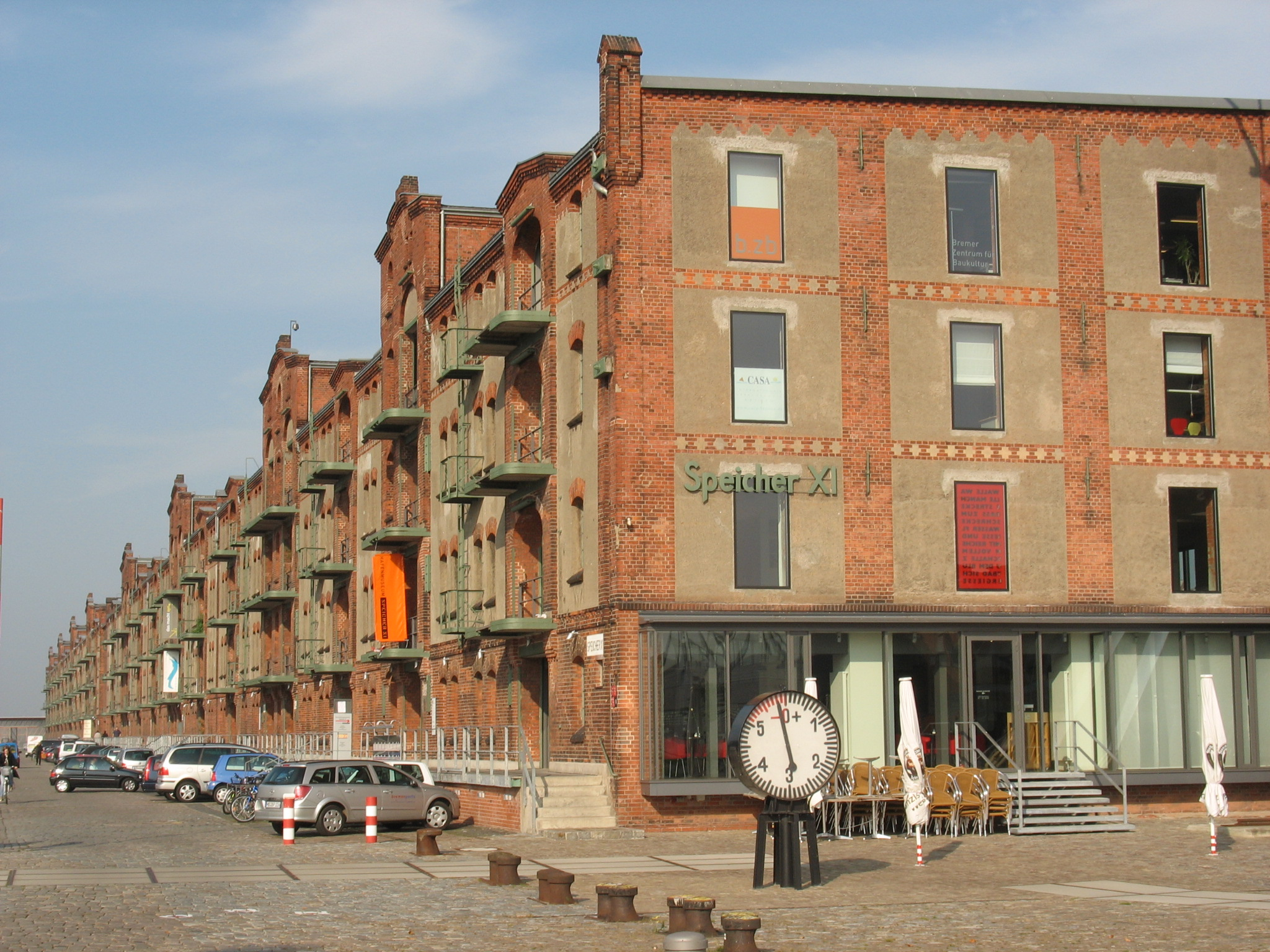
ユーバーゼー地区の旧倉庫街を改造したブレーメン芸術大学の美術部棟

ブレーメン専門大学は、1982年に経済大学、工科大学、社会学大学、航海大学の4つの単科大学が併合され、設立された。最も古い前身は 1799年に創設されている。この大学は世界中の250以上の大学と共同研究を行っており、二重に学位を得ることが可能な点がユニークである。大学の敷地内には、ヴァルター＝シュタイン天文台や経済・経営大学（エッセン）の研究センターがある。
ブレーメン芸術大学（HfK ブレーメン）は、70人の教授、約900人の学生（このうち約300人が留学生）を擁する州立の芸術・音楽大学である。その前身となる研究所は1873年に創設された。ブレーメン芸術大学はユーバーゼー地区にある美術・デザイン部と旧市街デヒャナート通りにある音楽部からなる音楽大学と美術大学が一つの大学として統合されている大学はドイツではベルリン芸術大学とここだけである。

#### 研究所
全部で57あるフラウンホーファー協会の研究所のうち、製造技術・応用材料工学研究所 (IFAM) と医用画像演算研究所 (MeVis) の2つがブレーメンにある。IFAMは造形技術、機能性素材、接着技術と表面加工の分野における応用研究や新素材開発を行っている。特に粉体冶金、粉体工学、鋳造技術、泡工学、工業的接着技術、機能集約的建築法、プラズマ技術、表面加工技術に重点を置いている。MeVisは医療画像データの効果的な視覚化と定量分析を行うためのワークフロー・エントリーなソフトウェアの開発を行っている。これにより血液循環器、脳、肝、肺あるいはガン患者といった免疫学上重要な研究に集中することができる。
ドイツで2番目に大きな学術振興財団であるマックス・プランク協会はマックス・プランク海洋微生物学研究所 (MPI-MM) をブレーメンに置いている。この研究所では海洋中の物質循環と、これに対する微生物の寄与に関わる基礎研究がなされている。
ブレーメンは「システム・エルデ」（大地のシステム）というテーマで「学術年 2009」の「ドイツの10大学術都市」に選ばれた。ブレーメン以外の9都市は、アーヘン、ダルムシュタット、ドレスデン、ゲッティンゲン、ハイデルベルク、イェーナ、カールスルーエ、マインツ、ニュルンベルク/フュルト/エアランゲン都市群であった。

### 図書館

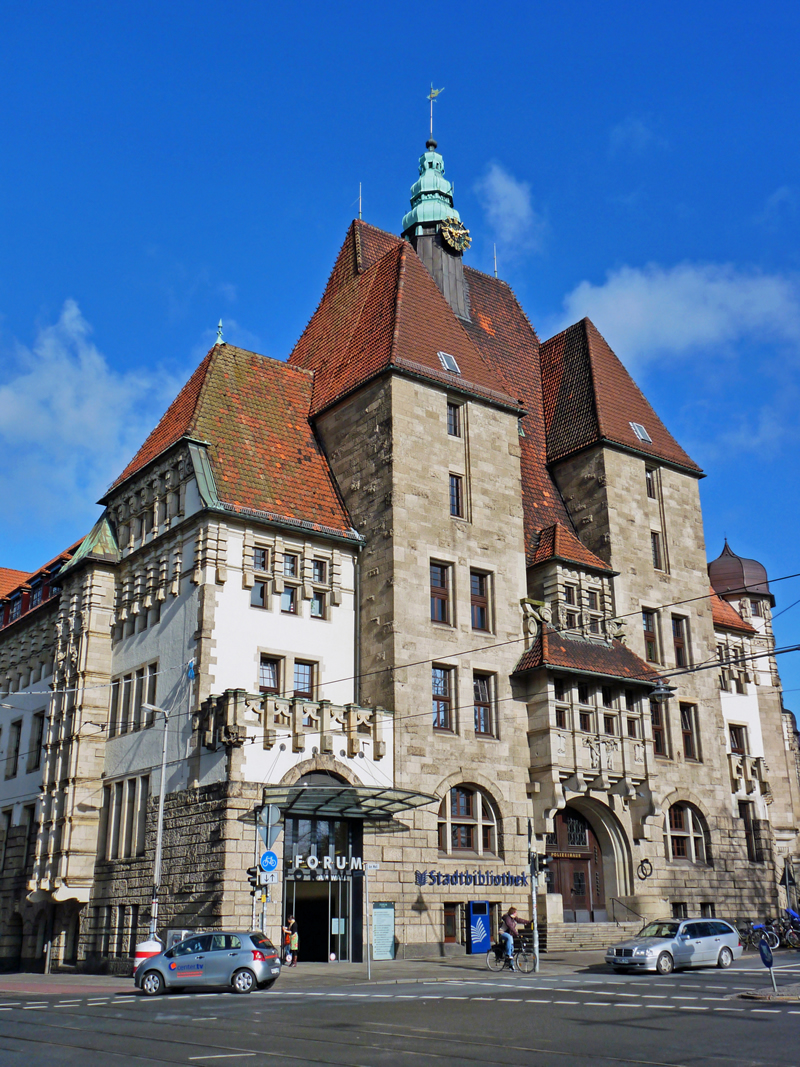
市立図書館

フォーラム・アム・ヴァル内のブレーメン市立図書館は514,000冊の蔵書を有し、年間来訪者約130万人、貸出件数350万件を数えるブレーメン市立の 図書館である。これは北ドイツで最大規模の公共図書館の一つである。この他に6つの市区博物館、9つの児童・学校図書館、学校図書館作業部会、バス図書館、刑務所内図書館、東病院図書室が図書館ネットに参加している。
ブレーメン大学キャンパス内の州立・大学図書館は、ブレーメン州およびブレーメン大学の学術図書館である。2007年時点で図書館を訪れた利用者数は約38,000人で、期間延長を含め貸し出し手続き件数は1,972,247件であった。蔵書（書籍、新聞）は3,198,948、240,132点の学術論文、6,438点の資料、13,596点の稀覯本、184点のインキュナブラ（1500年より以前の活版印刷物）、66,963点の楽譜、96,680点のAV資料、8,257点の一般雑誌、 21,003点の電子マガジンを所蔵している。

## 文化と見所

### 建築

#### マルクト広場周辺

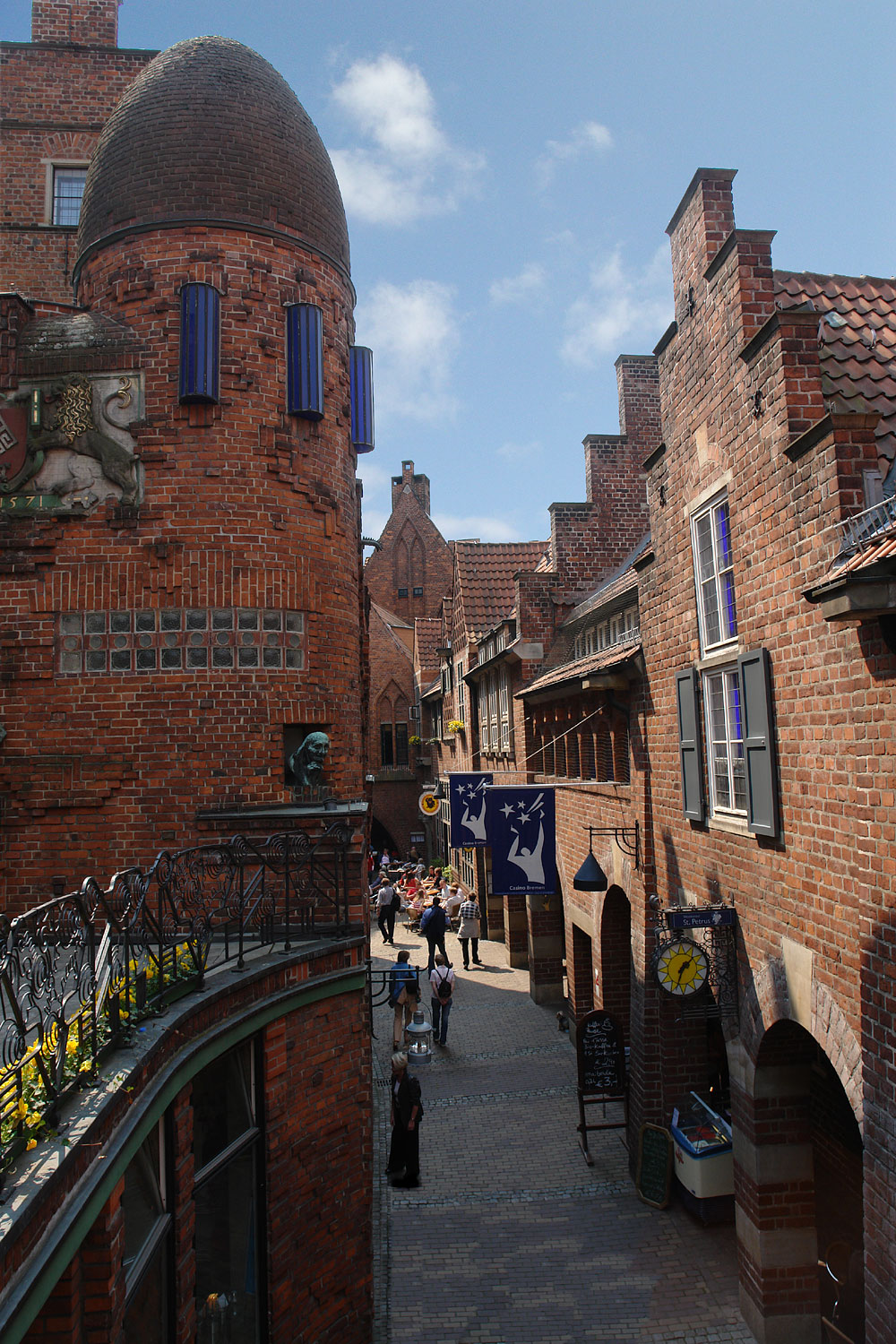
ベトヒャー通り

ローラント像は街の中心に建つブレーメンの象徴である。ローラント像のオリジナルの頭部はフォッケ博物館（ブレーメン州立芸術文化史博物館）に収蔵されている。第二次世界大戦中に爆撃による破壊を恐れてコピーと取り替えられていた。ローラント像は公正をあらわす剣と皇帝の鷹が描かれた盾を持っており、その視線は聖ペトリ大聖堂に向けられている。ローラント像と市庁舎は「ブレーメンのマルクト広場の市庁舎とローラント像」としてユネスコ世界遺産に登録されている。市庁舎の西壁に、やはりこの街を象徴する『ブレーメンの音楽隊』の像がある。ここはドイツ・メルヘン街道の終点である。その隣が聖母教会である。
マルクト広場の向かい側には商人の館であるシュッティングがある。広場の東側はブレーメンの議事堂、西側は18世紀から19世紀の館が並んでいる。シュッティングとブレーメン綿取引所の間に1922年から1931年に造られた総合芸術であるベトヒャー通りがある。この通りはコーヒーで財を成したロゼリウスが、ゴシック様式とアール・ヌーヴォーを取り入れた通りを造ろうと、地元の芸術家に造らせた通りである。この通りはヴェーザー川沿いのマルティン教会に通じている。

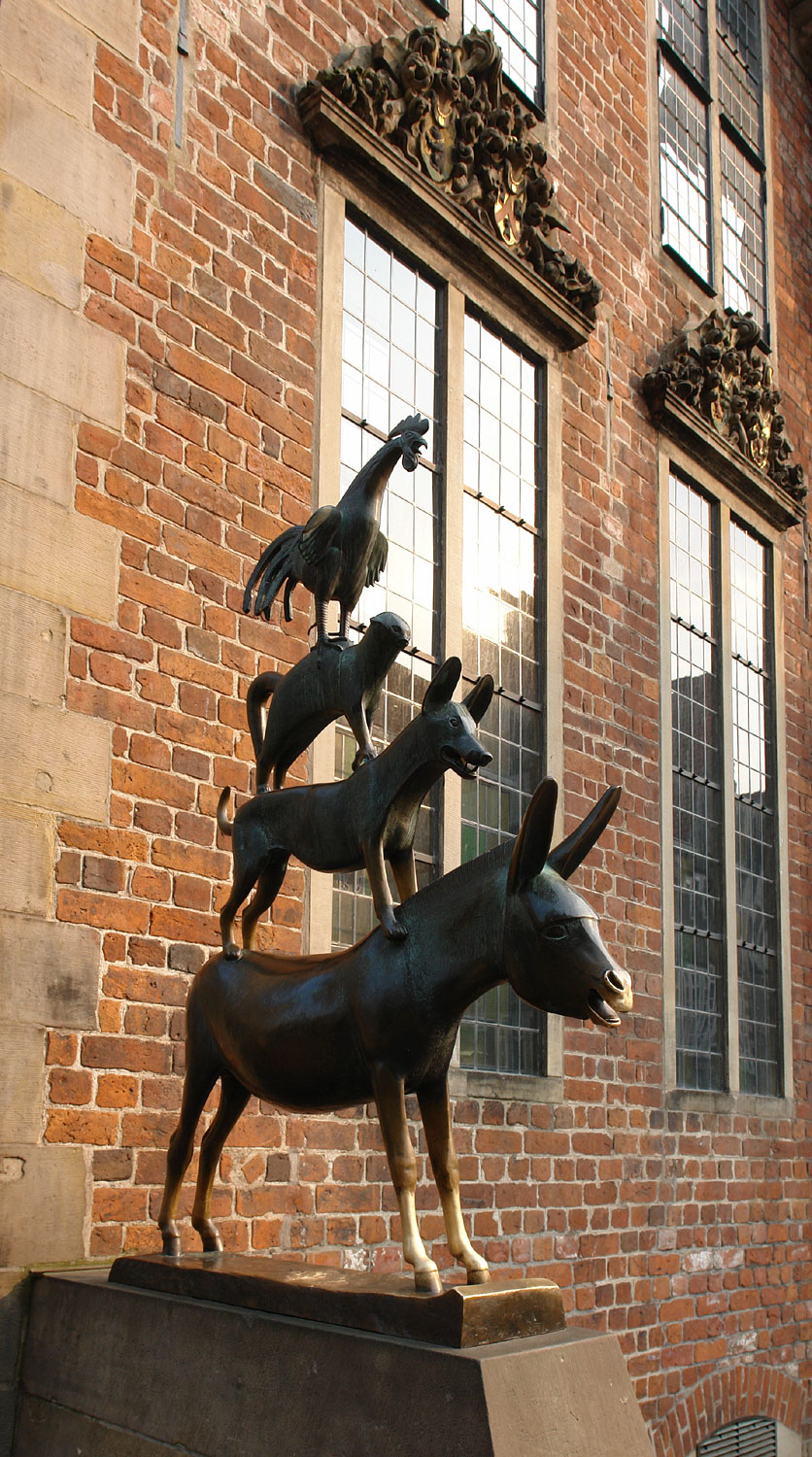
『ブレーメンの音楽隊』の像
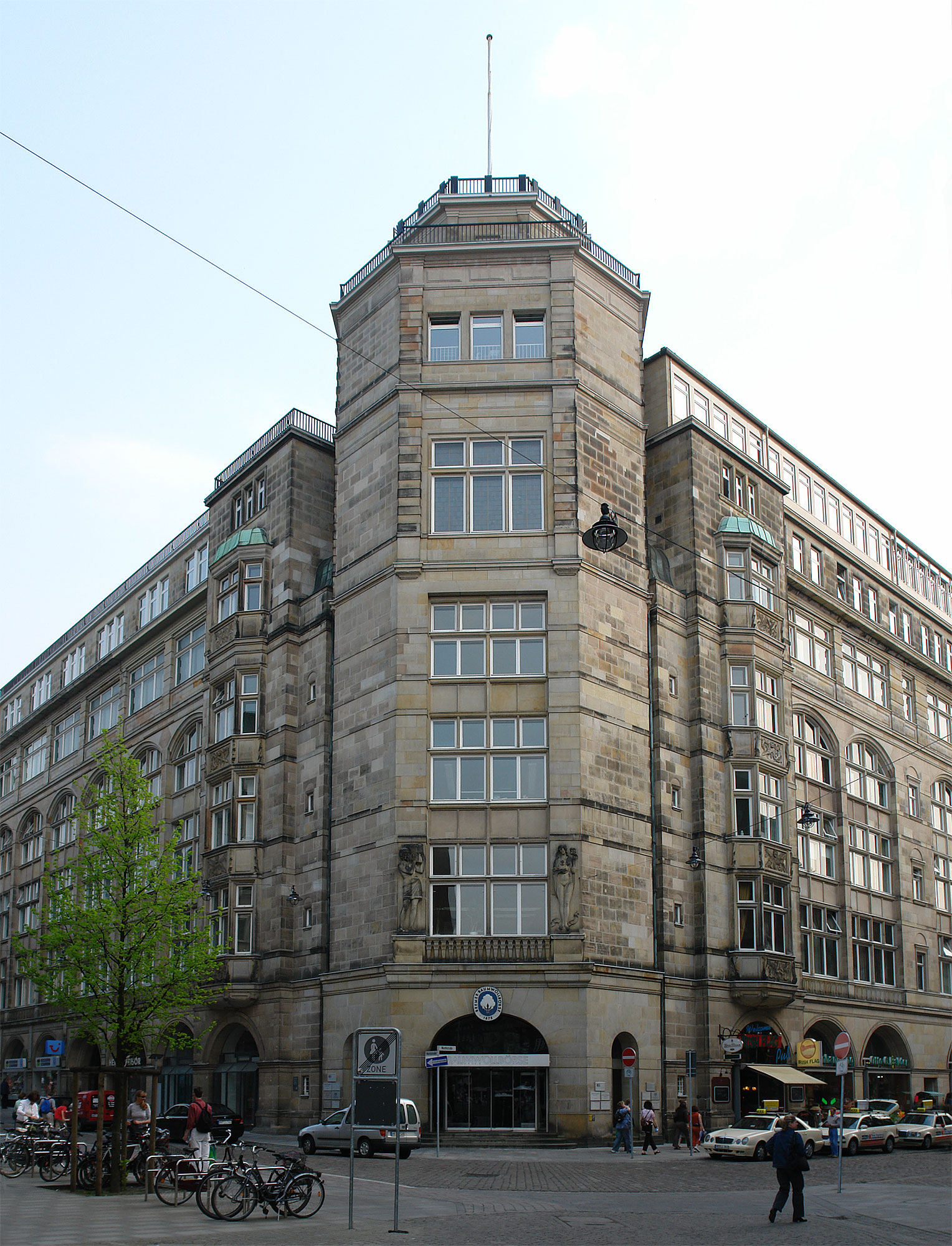
ブレーメン綿取引所
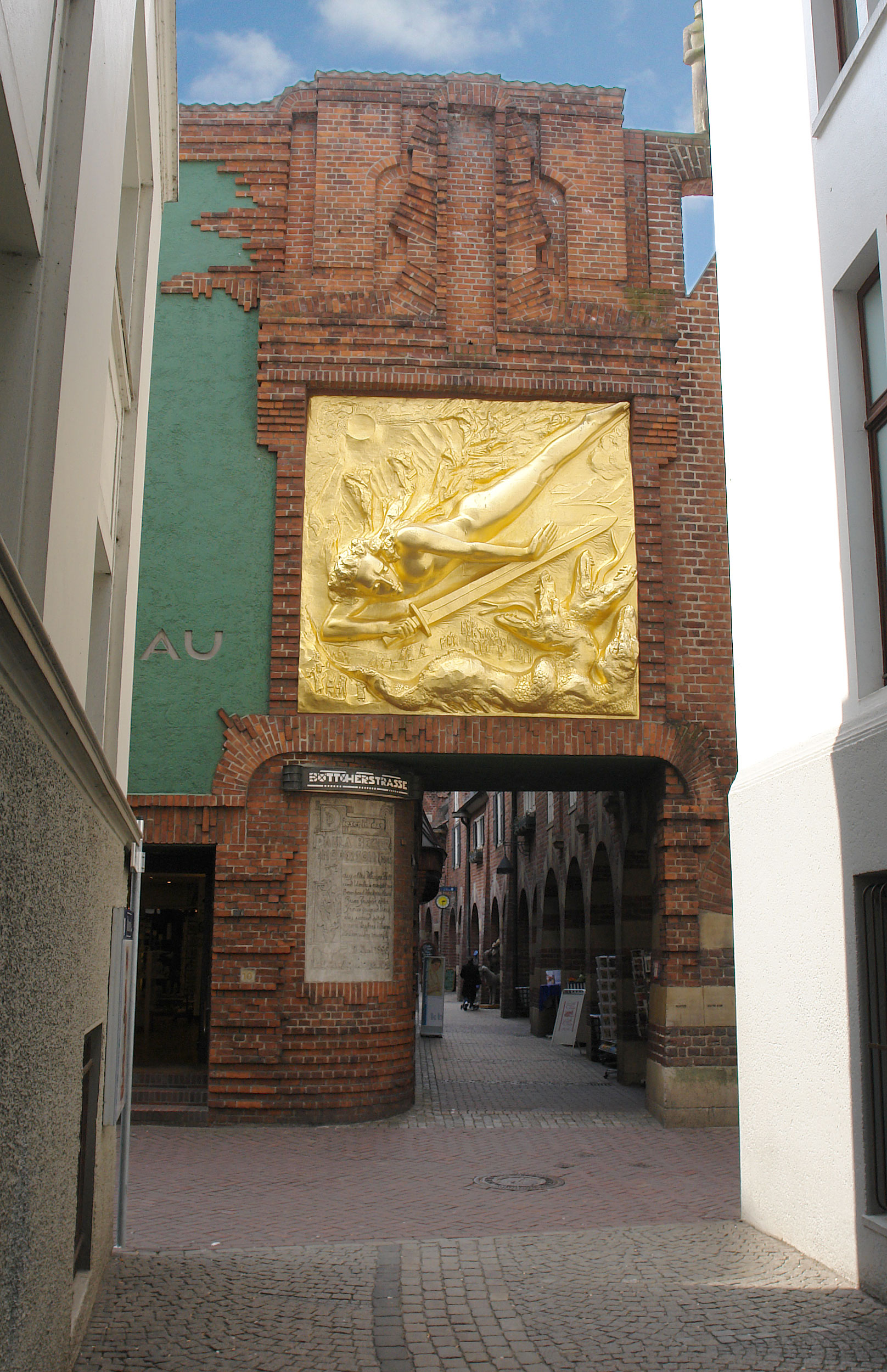
ベトヒャー通りの入り口

#### 旧市街のゴシック教会

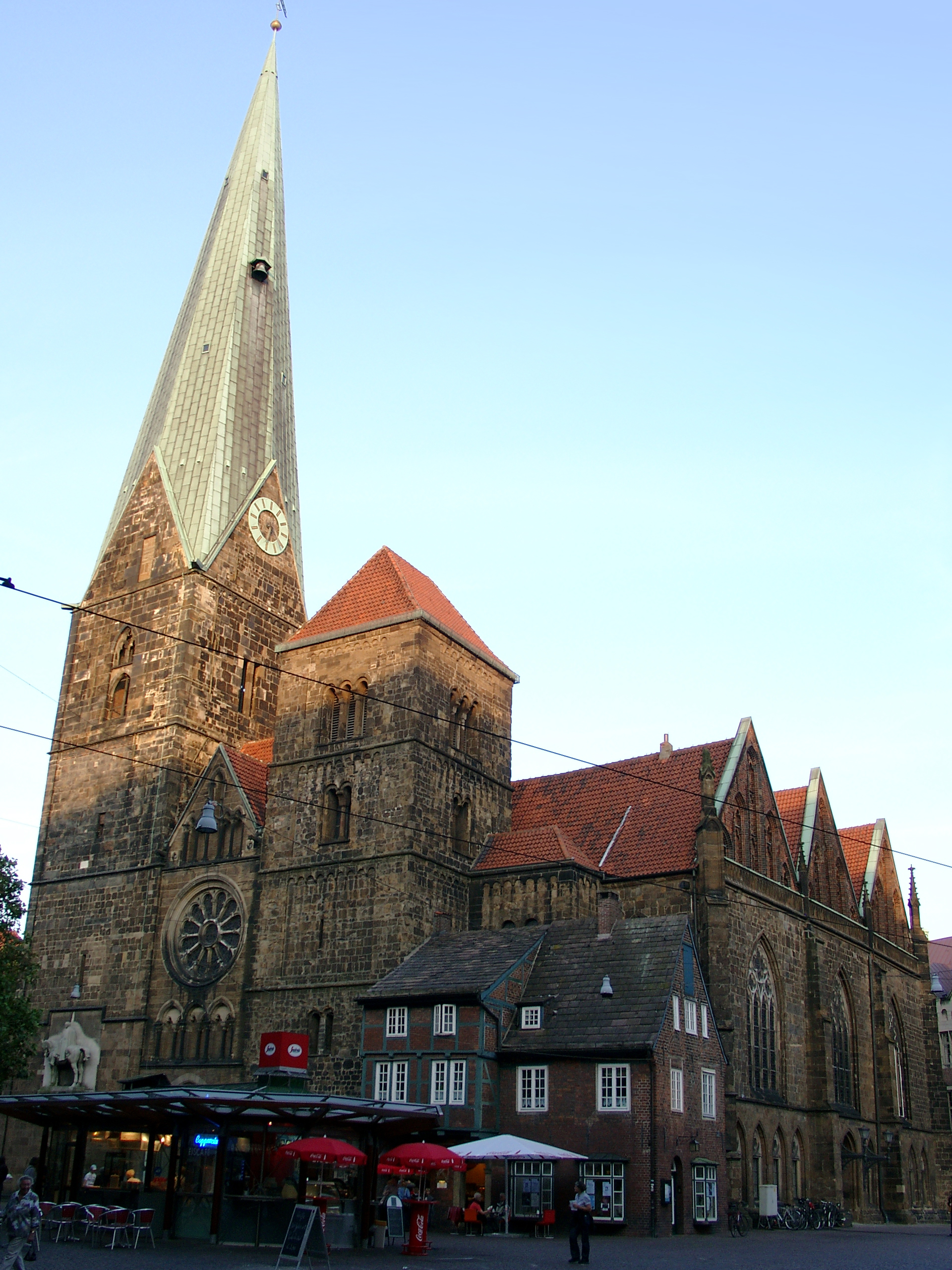
オーベルン通りの聖母教会

ゴシック時代に建造されたブレーメンの教会の中でアンスガリ教会は遺っていない。
- マルクト広場にはプロテスタントのブレーメン大聖堂が建っている。この教会は、一部ロマネスク様式に初期から後期までのゴシック様式が混淆した三連長堂式ホール教会である。この教会はかつてブレーメン司教区の大司教座教会であった。聖堂内には聖堂博物館やブライケラー（地下墓室）がある。ローラント像の近くには市庁舎がある。市庁舎は1405 - 1410年にゴシック様式で建築され、その約200年後の1609 - 1612年にルネサンス様式のファサードが造られた。現在、地下のワイン貯蔵庫にはラーツケラー(レストラン)があり、数多くのワインを楽しめる。また、12使徒にちなんで名付けられた、17～18世紀の12個の大きなワイン樽がある。
- ブレーメン市庁舎の隣には1229年建造の初期ゴシック様式による聖母教会である。この教会はブレーメンで最も古い教会で、非常に高い塔を持つ。
- 旧市街のヴェーザー川沿いにマルティン教会がある。この教会は1229年に建造された後、増改築が繰り返されたゴシック建築で、1384年に現在のレンガ造りのホール式教会に改築された。その後第二次世界大戦で破壊されたため、1960年に再建された。
- 聖堂広場とシュノーアの間に、現在首席司祭座教会となっている聖ヨハン教会がある。この教会は元々14世紀に建造されたフランシスコ修道会の三廊式ホール教会だった建物で、ブレーメンでは唯一現存する修道院教会である。
- ゼーゲ通りと聖堂広場の間にあるカタリーナ小路には聖カタリーナ教会跡を含むドミニコ会修道院跡がある。
- ブレーメン旧市街の西端にあたるシュテファン街にプロテスタントの聖シュテファニ教会が建っている。これはゴシック様式のホール式教会で高さ約75mのネオゴシック様式の塔を持つ。

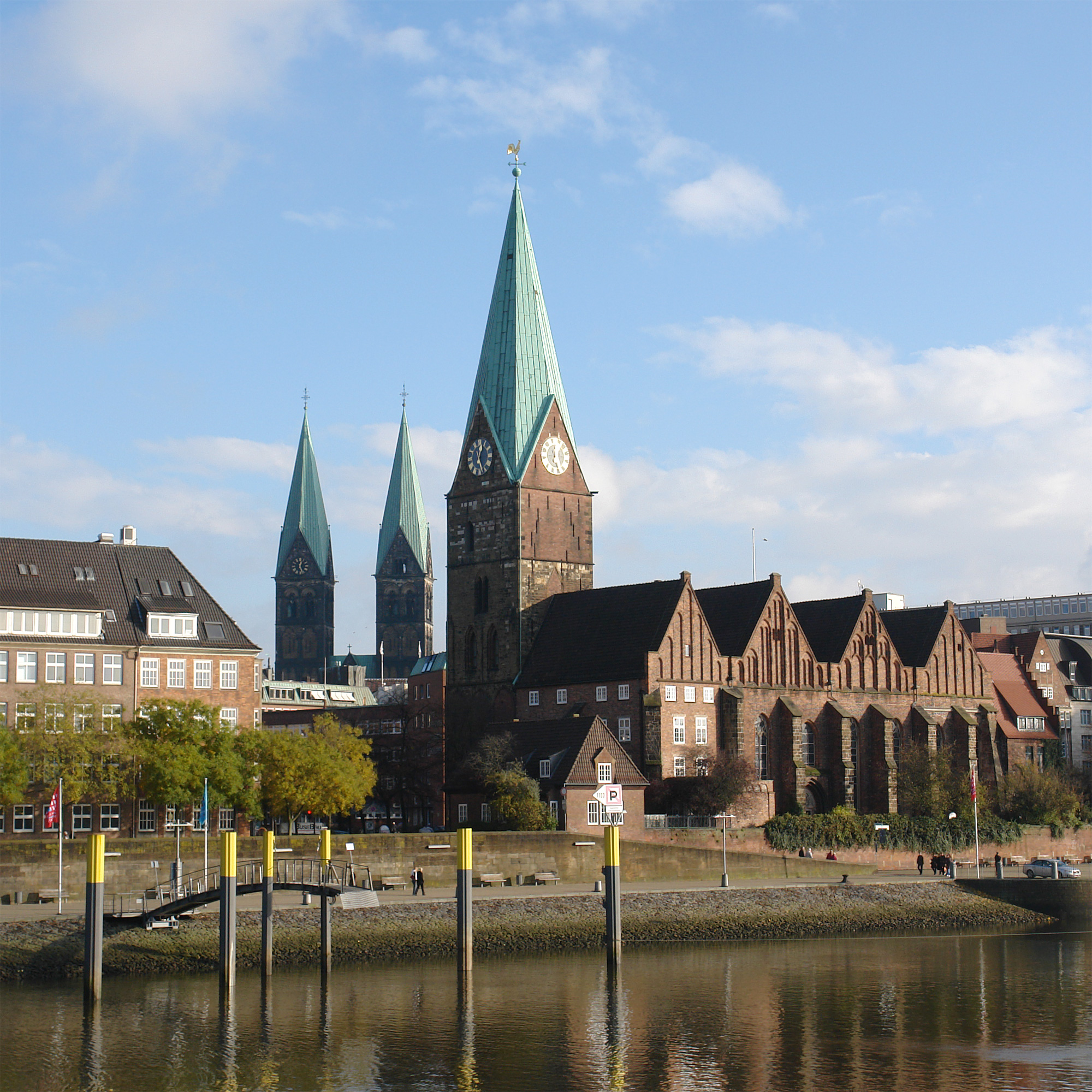
ヴェーザー川沿いに建つマルティン教会
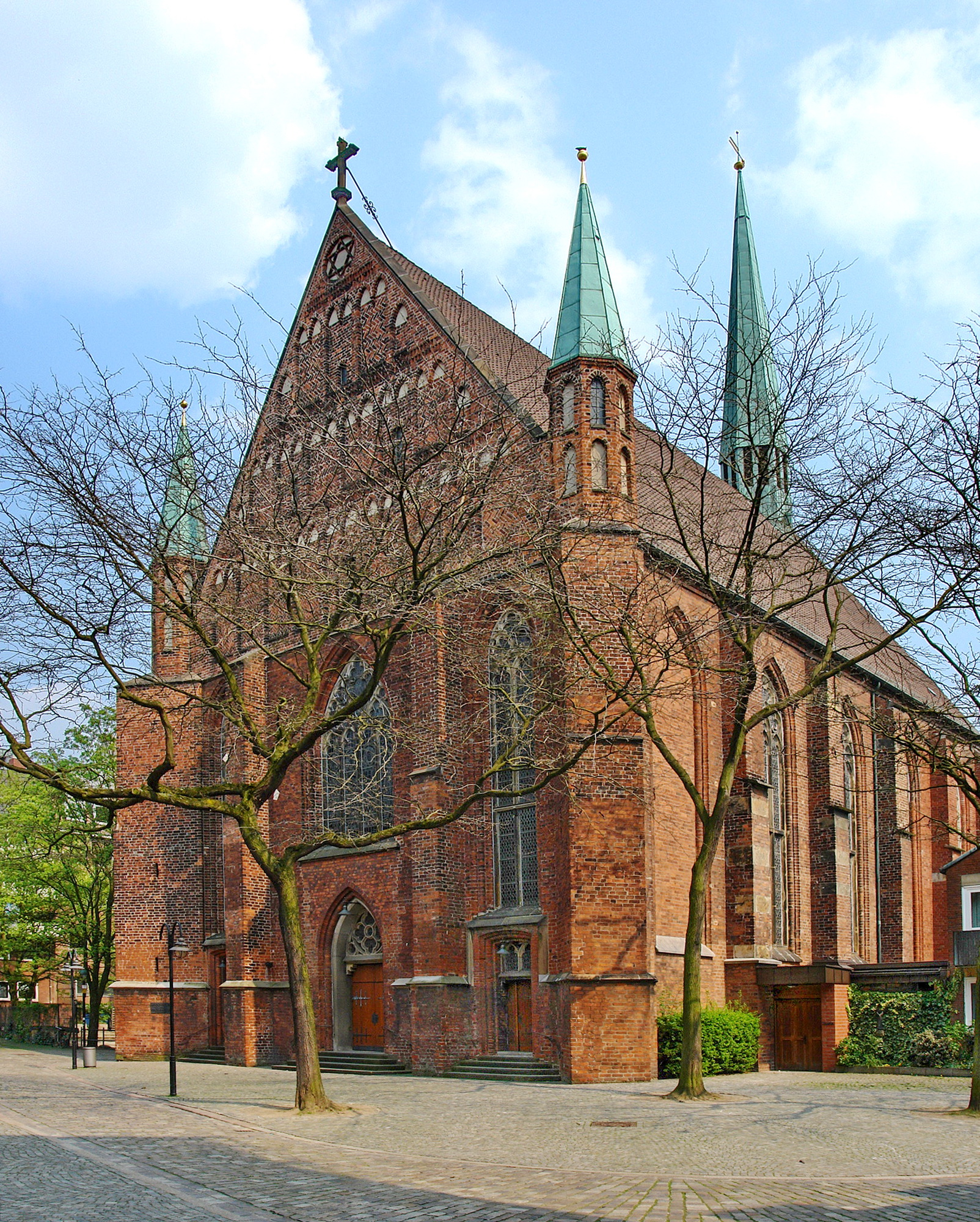
聖ヨハン教会
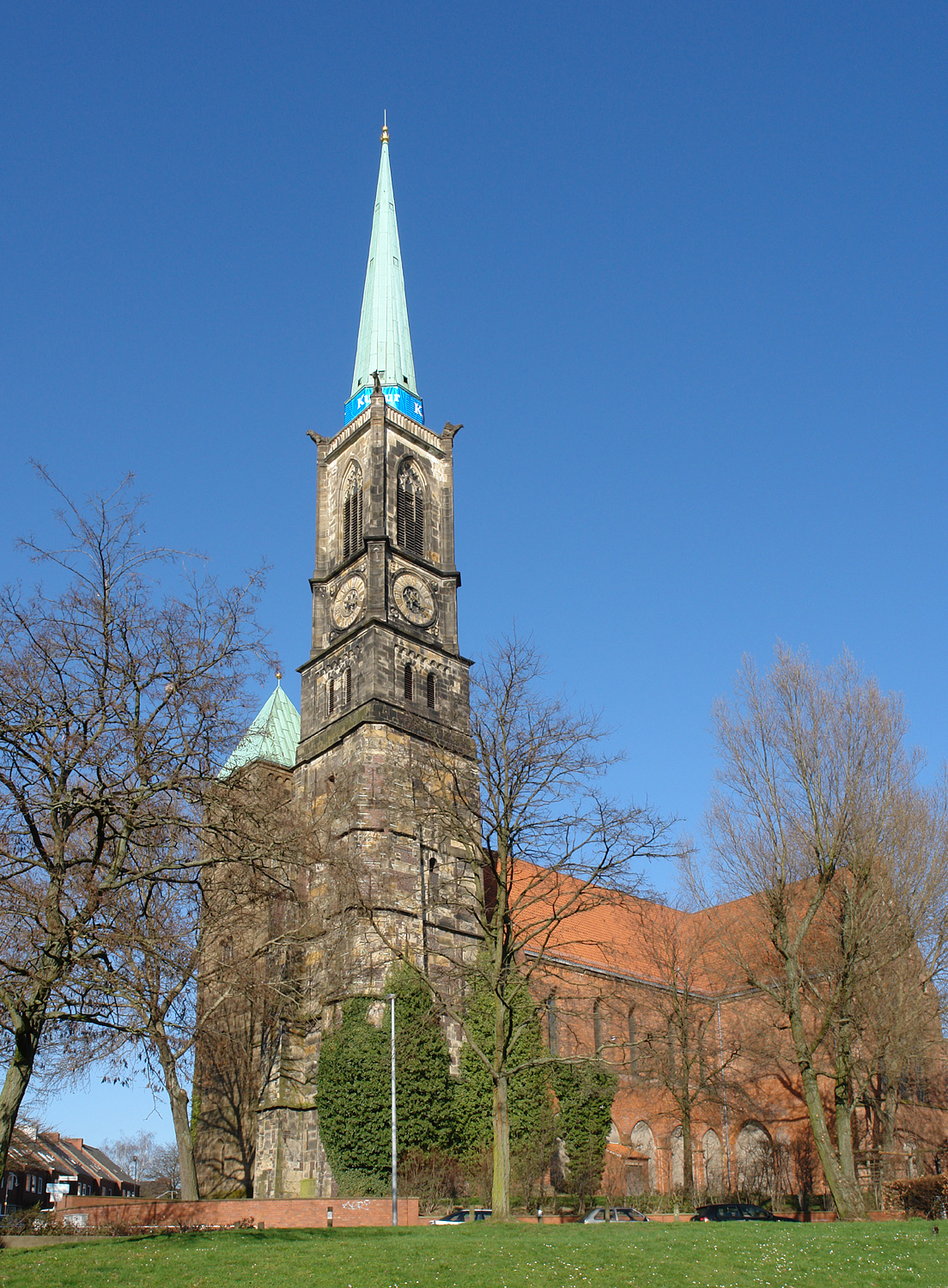
聖シュテファニ教会

#### ヴェーザー川沿い

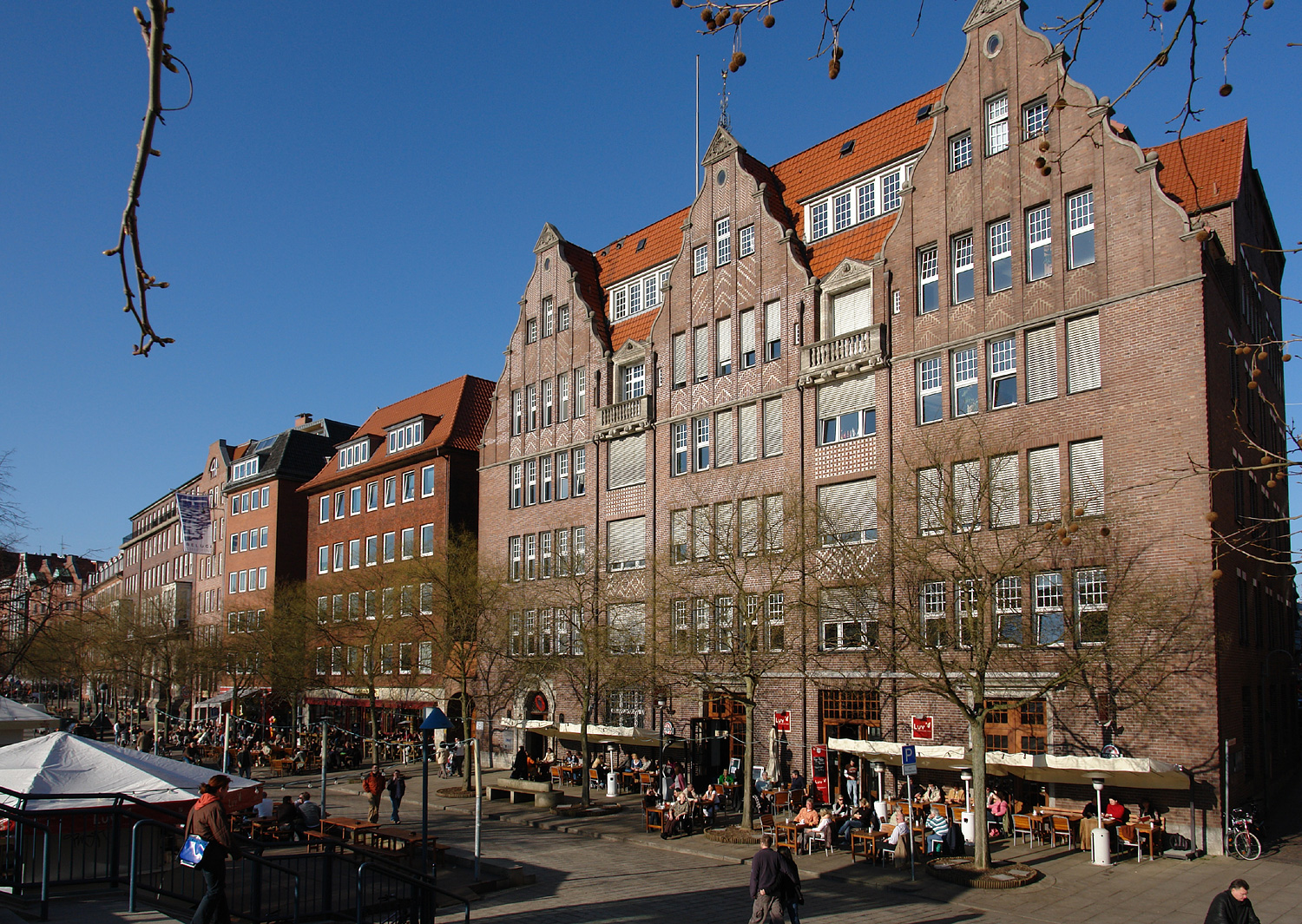
シュラハテ

マルティン教会のある高台から「シュラハテ」が伸びている。これは1990年代に近代化された、歴史的な堤防沿いの散策路で、数多くの飲食店が軒を連ねている。対岸の、ヴェーザー川とクライン・ヴェーザー川にはさまれた半島状のテーアホーフにはヴェーザーブルク新美術館や1990年代に建てられた民家が並んでいる。数km下流のグレーペリンゲン区にはスペース・パークがあった。この施設は2003年12月に旧ヴェルフトAGヴェーザーの跡地にオープンしたのだが、数年後に閉鎖された。その建物はショッピングセンター「ウォーターフロント」として改築されている。

#### シュノーア街

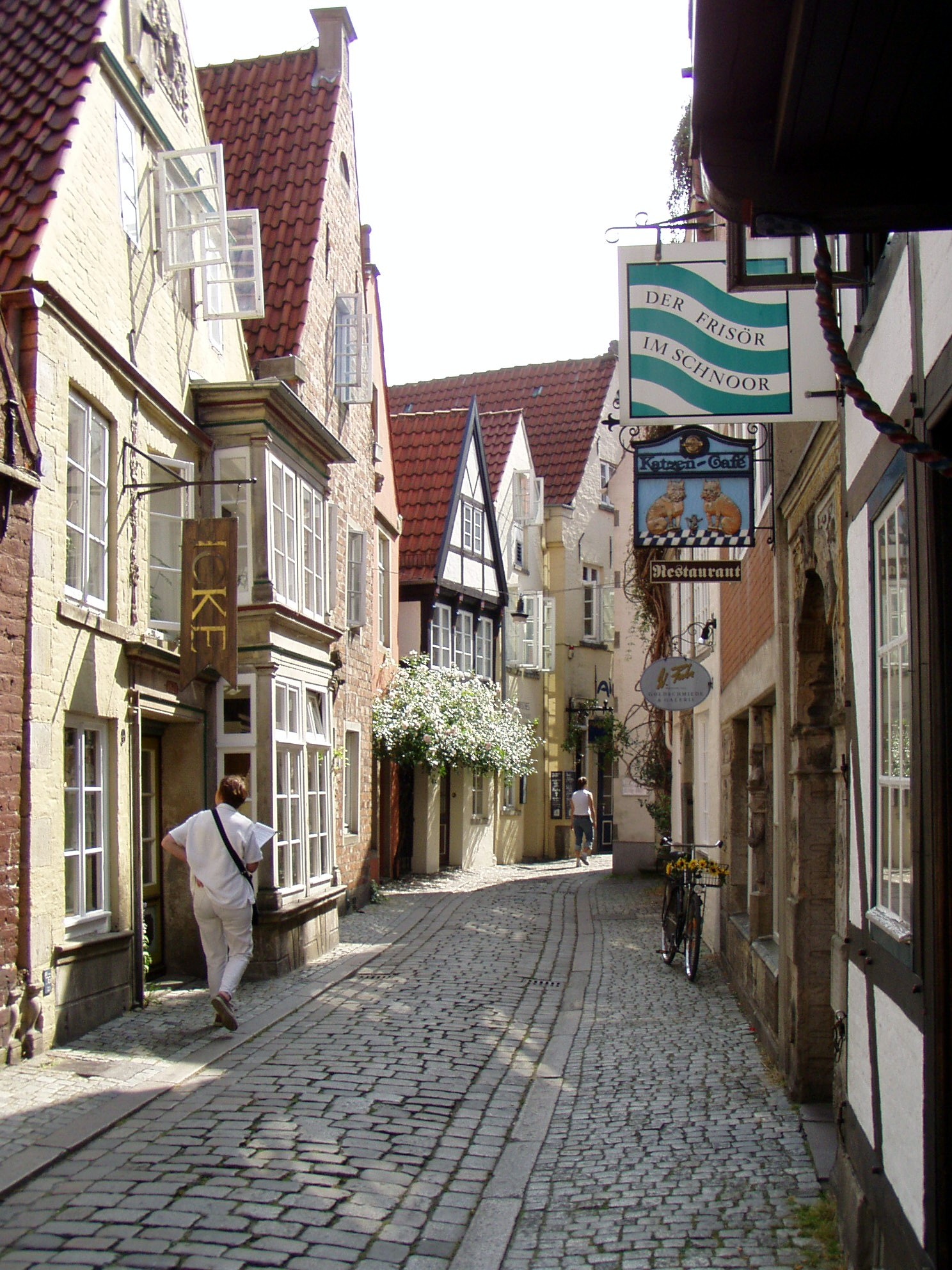
シュノーア街

シュノーア街はブレーメン旧市街の中でも中世風の路地が遺る地区で、おそらく最も古くからの中心街区であったと推測されている地区である。この街区の名前は、船舶関連の手工業に由来している。家々の間の路地は、当時は同じ職業や関連する物品を扱う者が一本の路地に集まって住んでいる場合がしばしばあった。縄や綱を作る者達が集まった街区をシュノーア街（Schnoor は現代ドイツ語の Schnur にあたり、「より糸」を意味する）と称し、その近くにあった針金や鎖を作っていた街区をヴィーレン街（Wieren は現代ドイツ語の Draht にあたる単語で、「針金」を意味する）と呼んだのである。シュノーア街の多くの家屋は17 - 18世紀から保存されているもので、古い時代の暮らしを彷彿とさせる。1856年から1857年にラントヘルアムトが造られたが、1945年9月19日にラントヘル制度は廃止された。

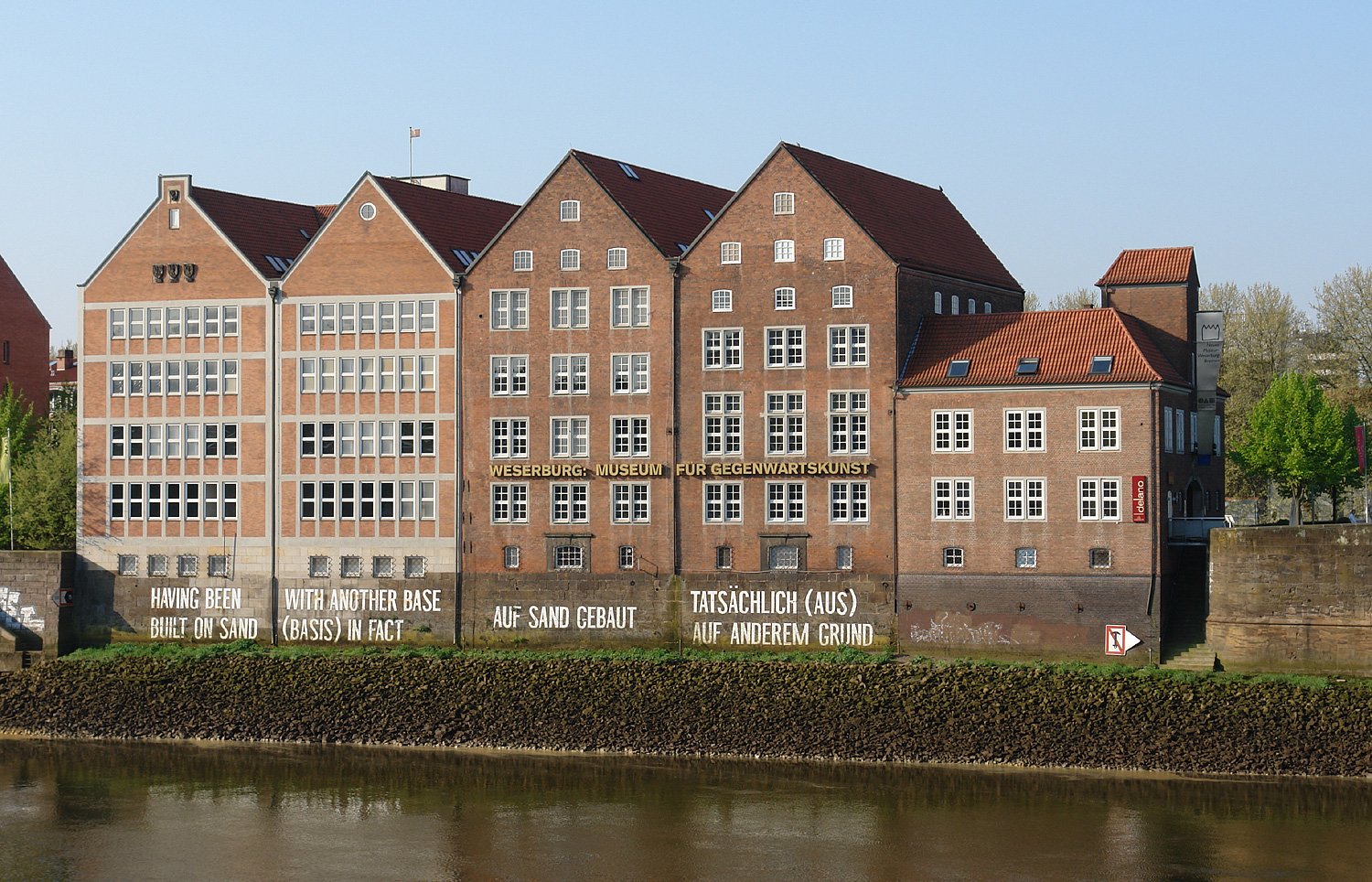
テーアホーフのヴェーザーブルク新美術館
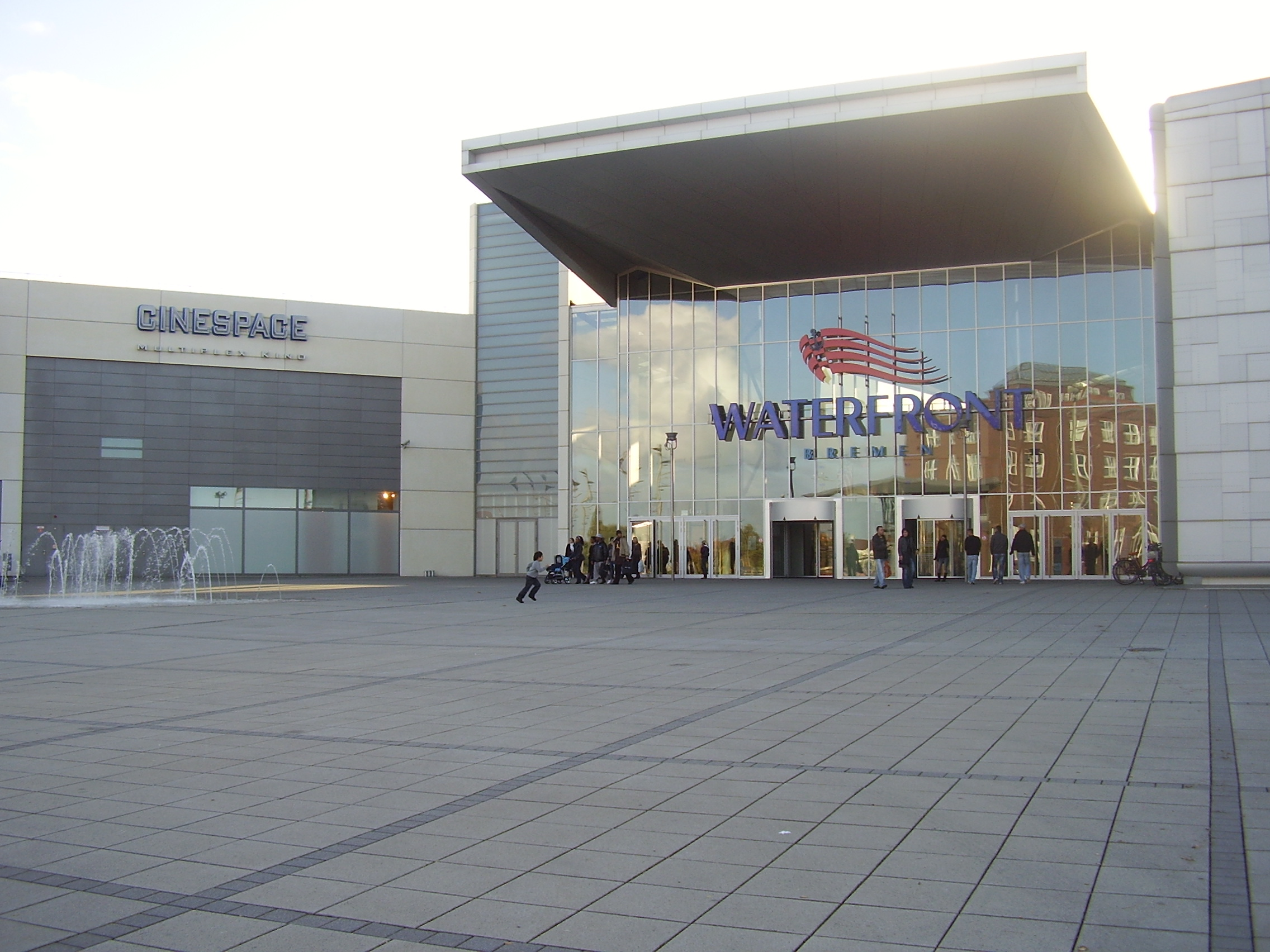
ショッピングセンター「ウォーターフロント」
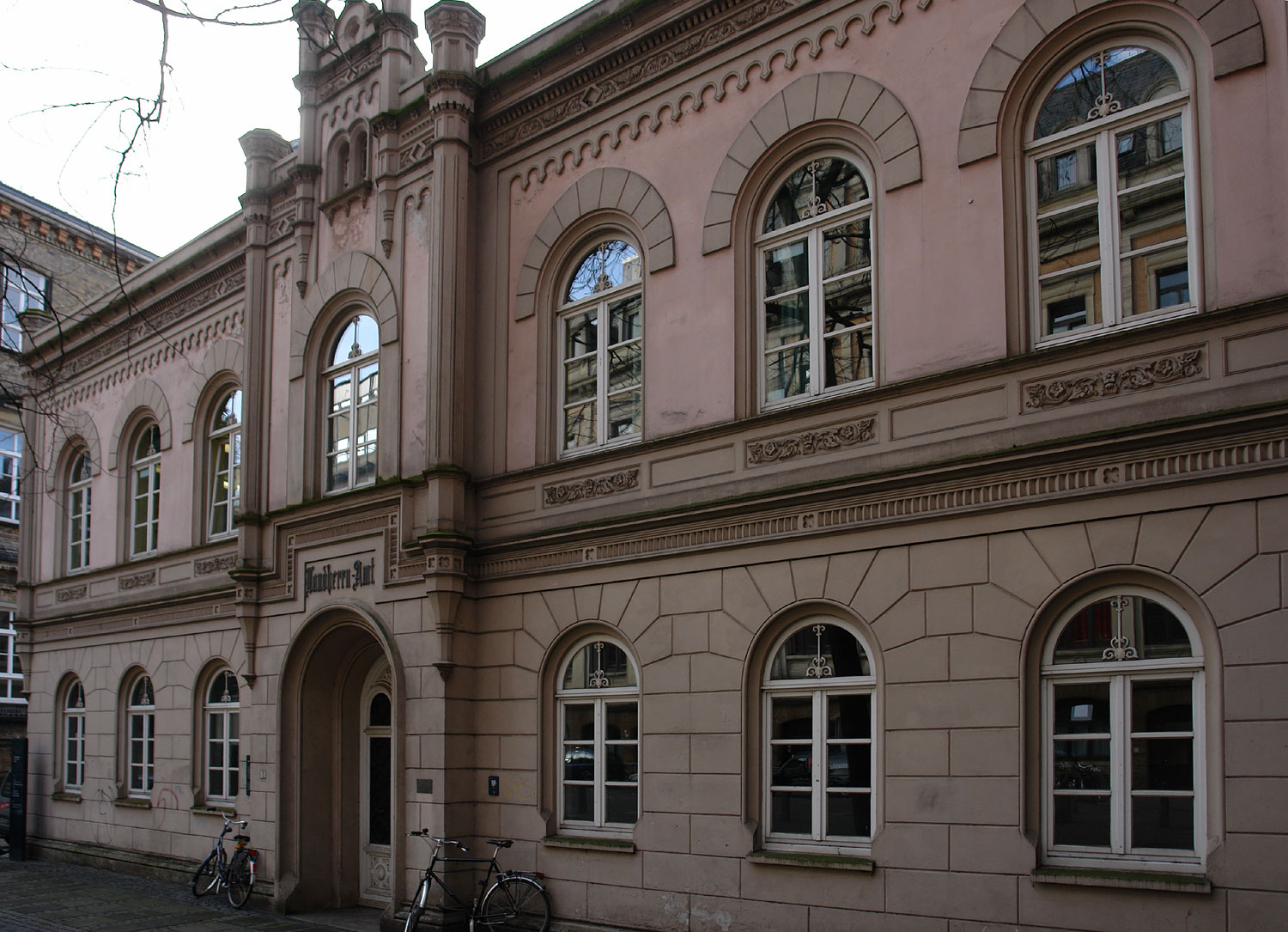
シュノーア街のラントヘルアムト

#### ヴェーザールネサンスとネオルネサンス

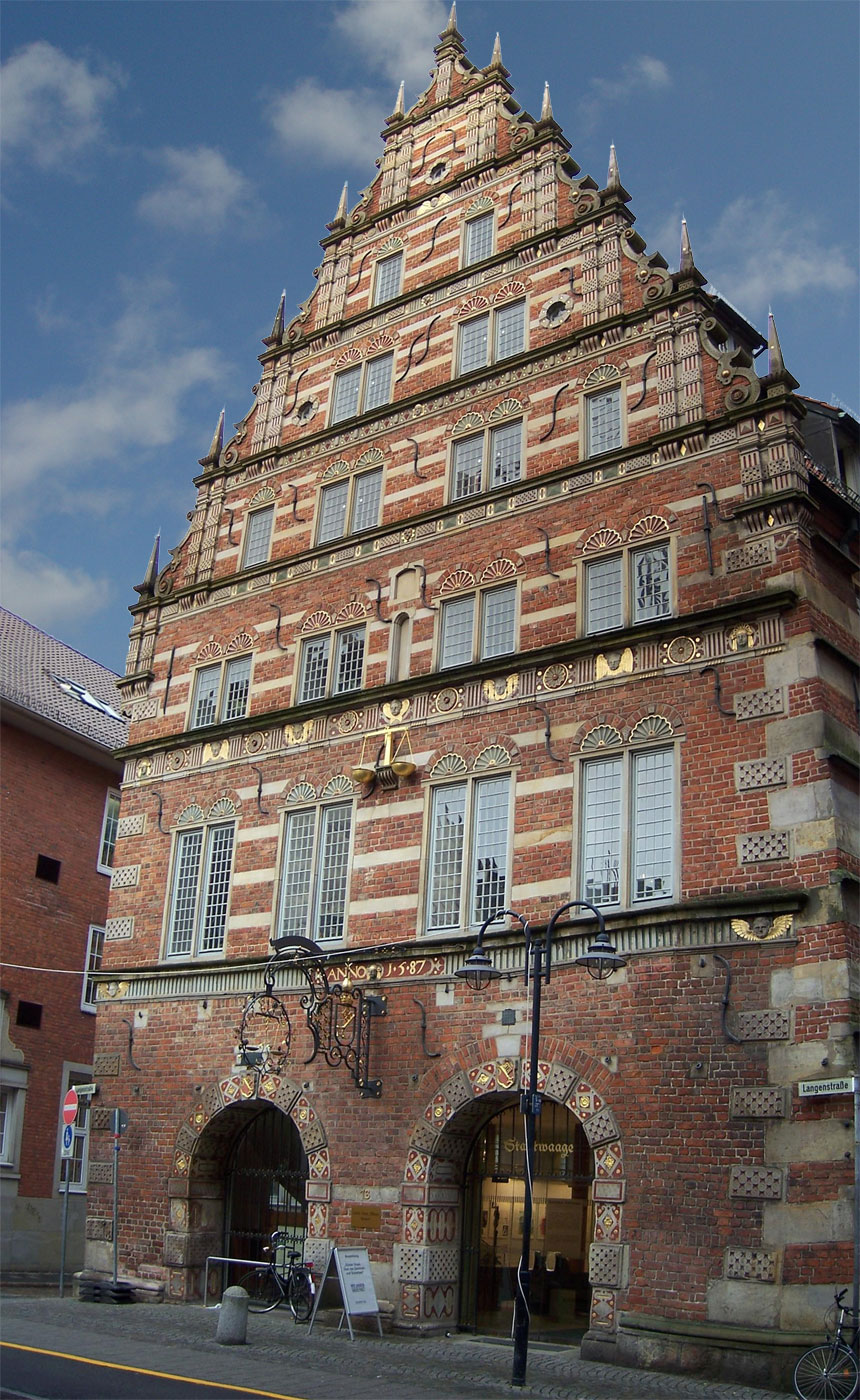
シュタットヴァーゲ

ヴェーザールネサンス時代の建物はブレーメンにも数多く遺っている。たとえば、1612年のブレーメン市庁舎（中核となる建物部分はゴシック様式）や 1538年のシュッティング、ランゲン通りの1587年建造のシュタットヴァーゲ（市計量所）や1618年のエッシヒハウス（エッシヒハウスは玄関部のみが保存されている）あるいは1620年のアンガリーキルヒホーフのゲヴェルベハウスなどである。
19世紀から20世紀には歴史復古様式であるネオルネサンス様式のドームスハイデ第1郵便局（1879年）、ブレーメン綿取引所（1902年）、聖堂広場のブレーメン銀行（1905年）が建てられた。

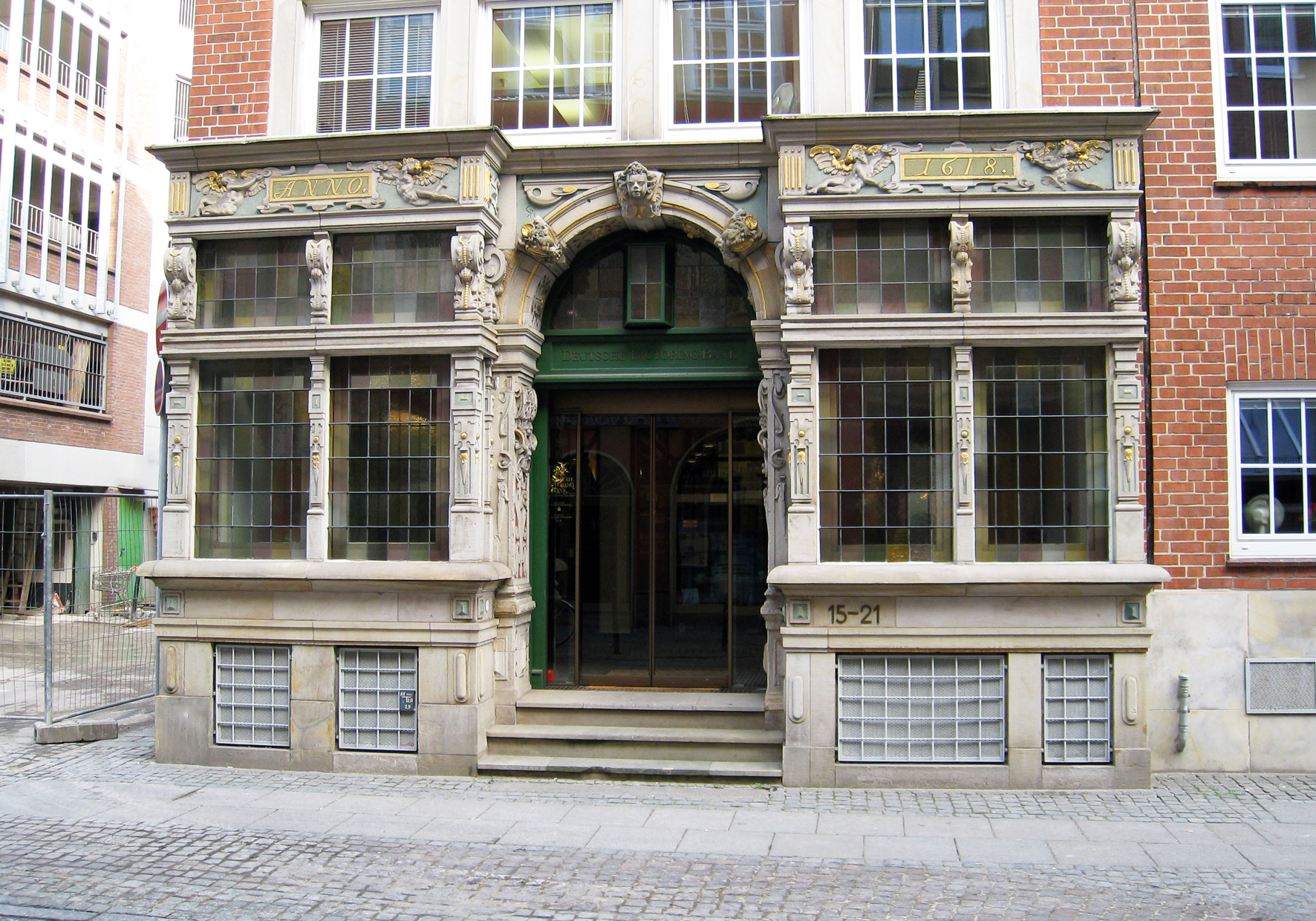
エッシヒハウス玄関
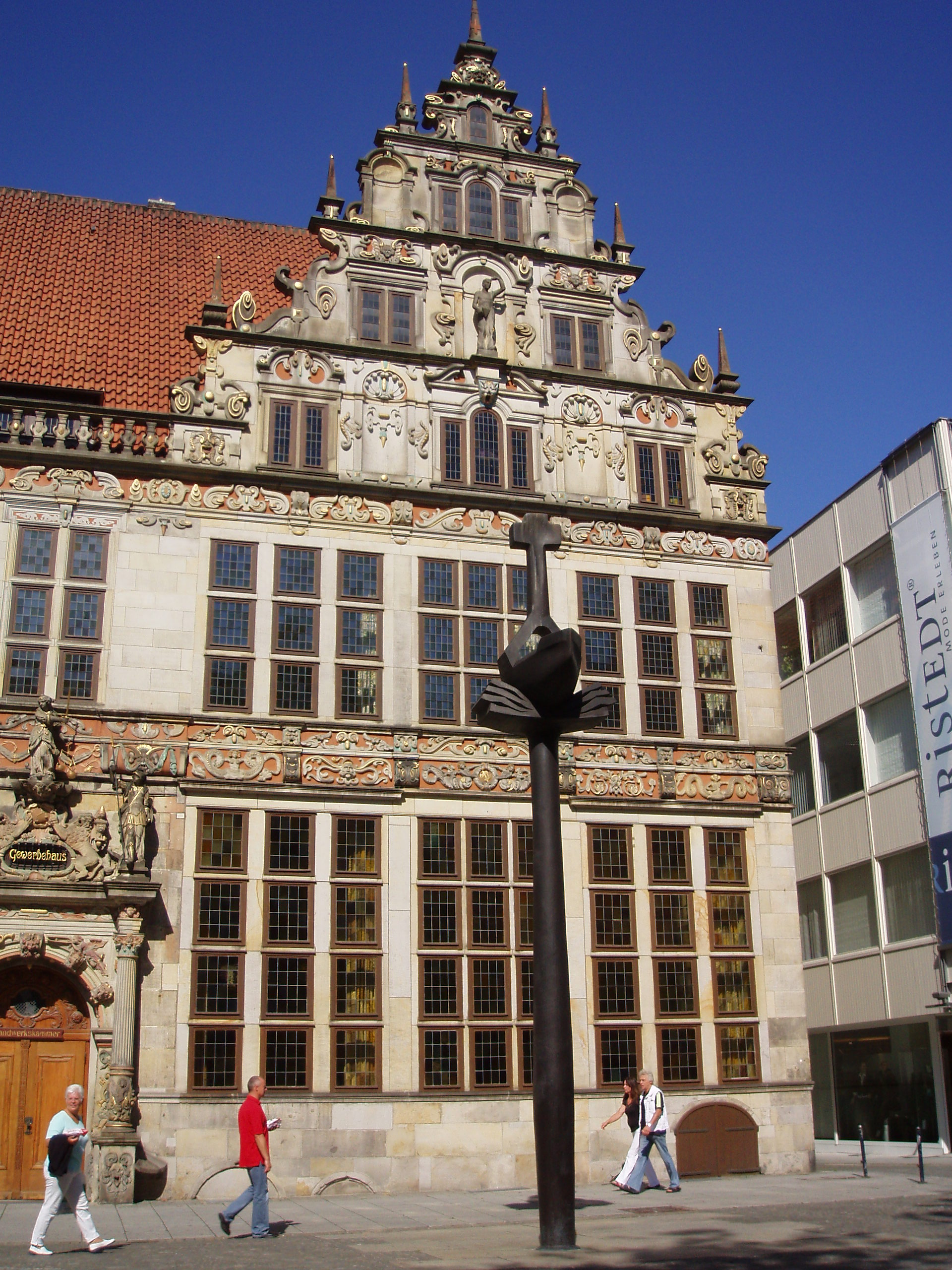
ゲヴェルベハウス（正面玄関に向かって右側のファサード）
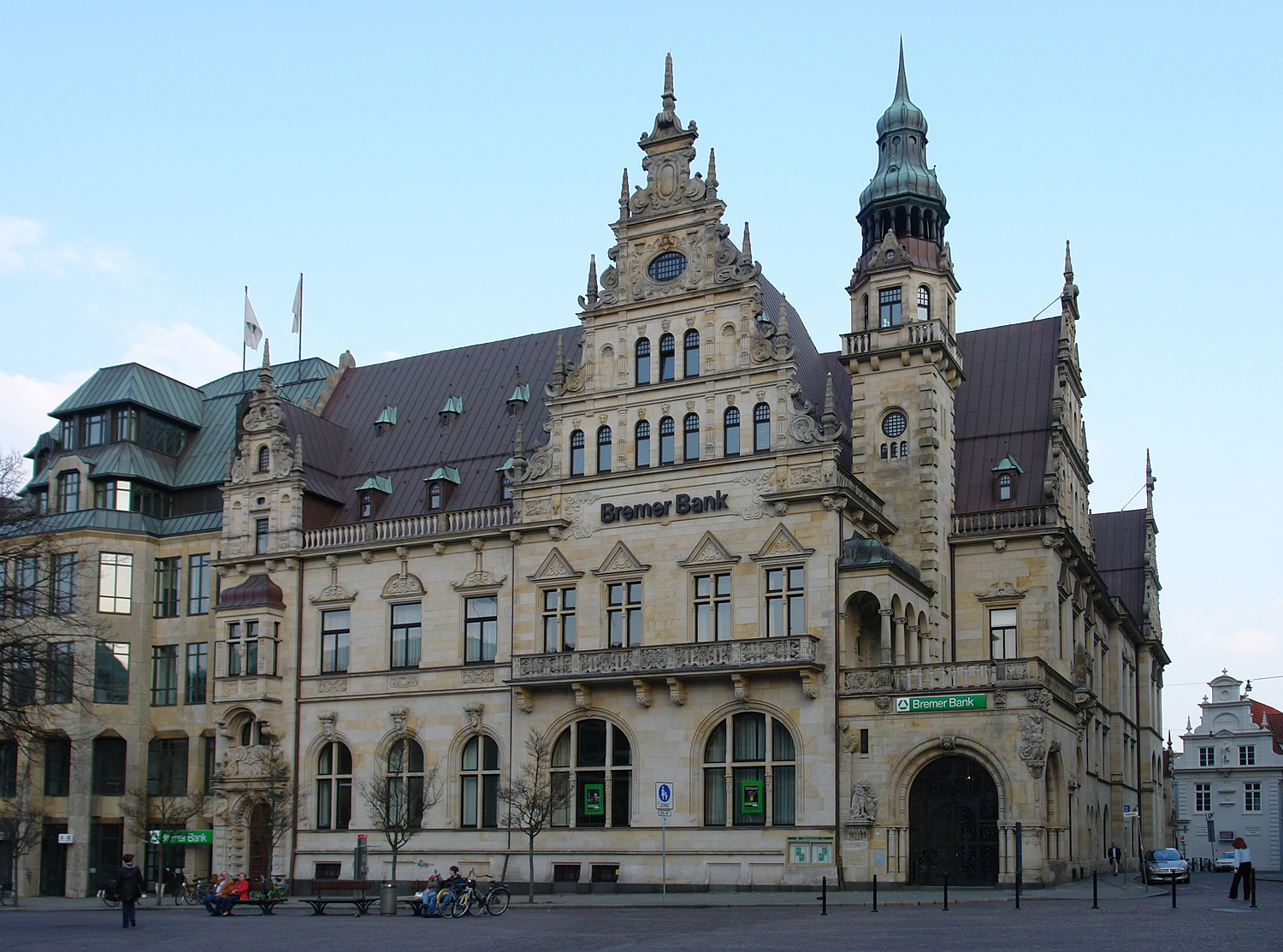
聖堂広場のブレーメン銀行

#### その他の重要な建造物

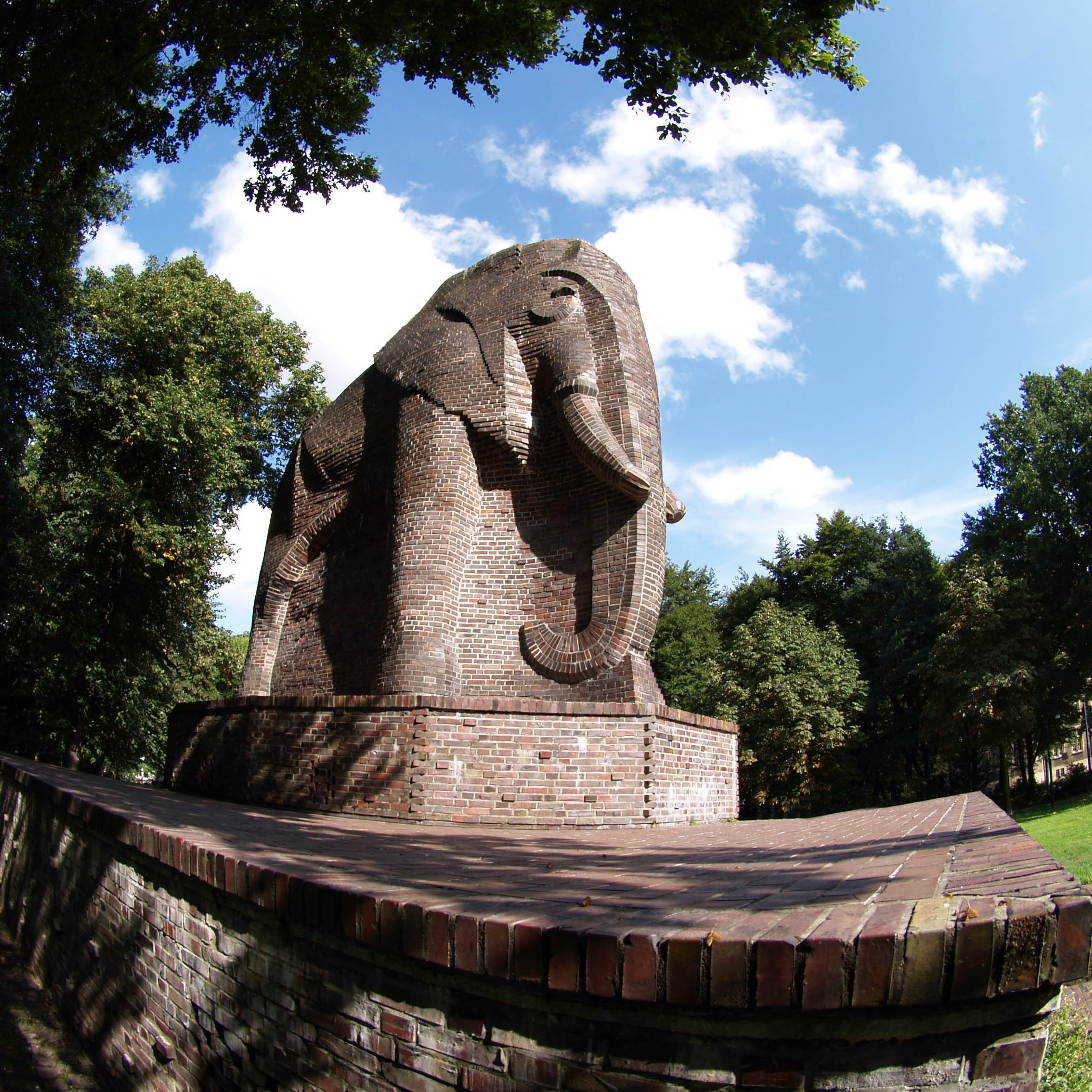
反植民地記念碑

その他の重要な、あるいは特徴のある建造物として以下のものが挙げられる。シュヴァッハハウゼン区の中州にある給水施設（1873年）には植民地を記念した（現在は反植民地記念碑となっている）象のモニュメントがある。バーンホーフスフォアシュタットのハウス・デス・ライヒス（1930年）、ノイエン・ファールのアールト＝ホッホハウス（1962年）、ビュルガーヴァイデのブレーメン・アレーアン（1964年/2005年）、ブレーメン大学のファルトゥルム（落下塔、1990年）や大学サイエンスセンター「ウニヴァーズム」がある。

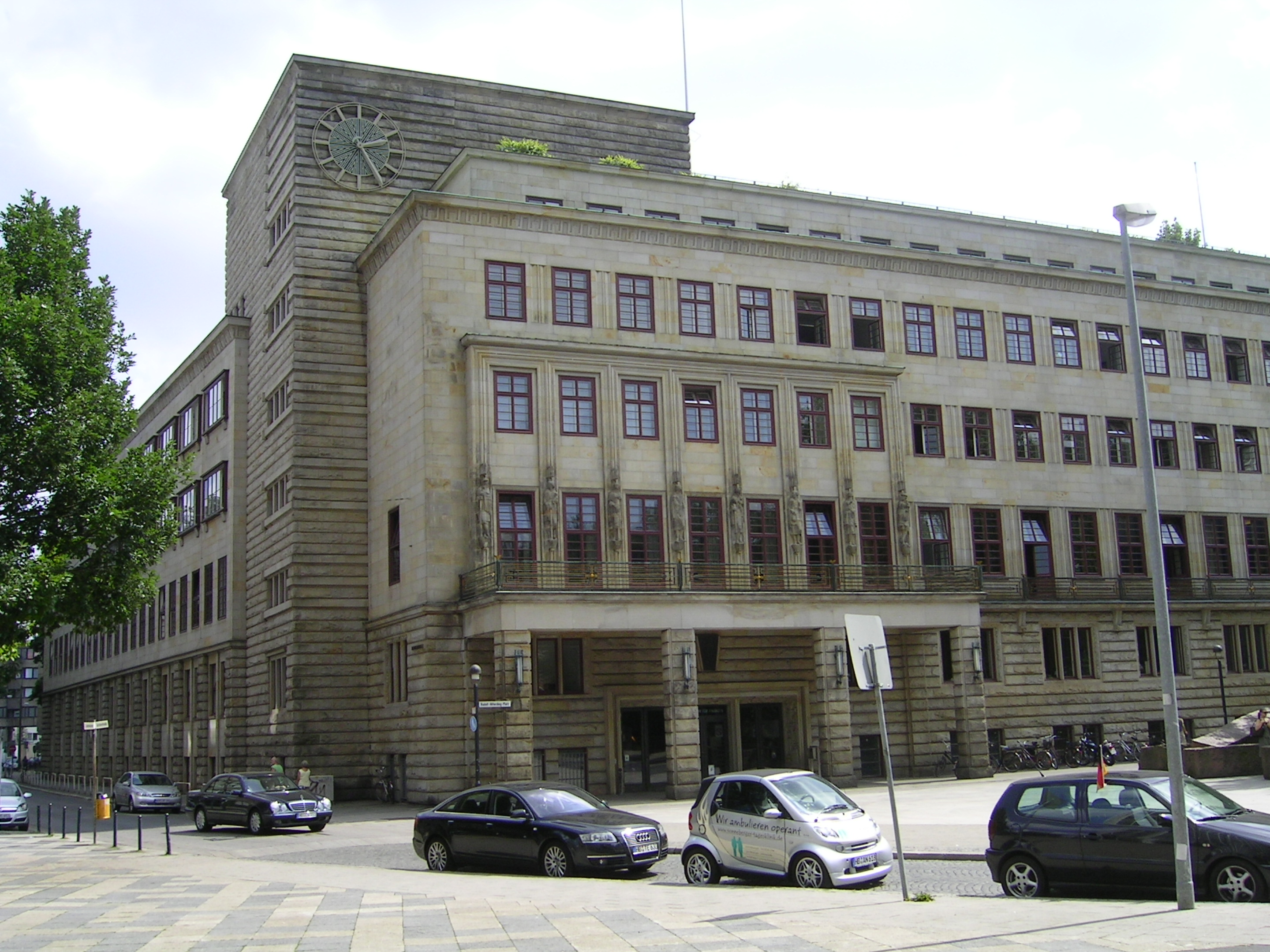
ハウス・デス・ライヒス
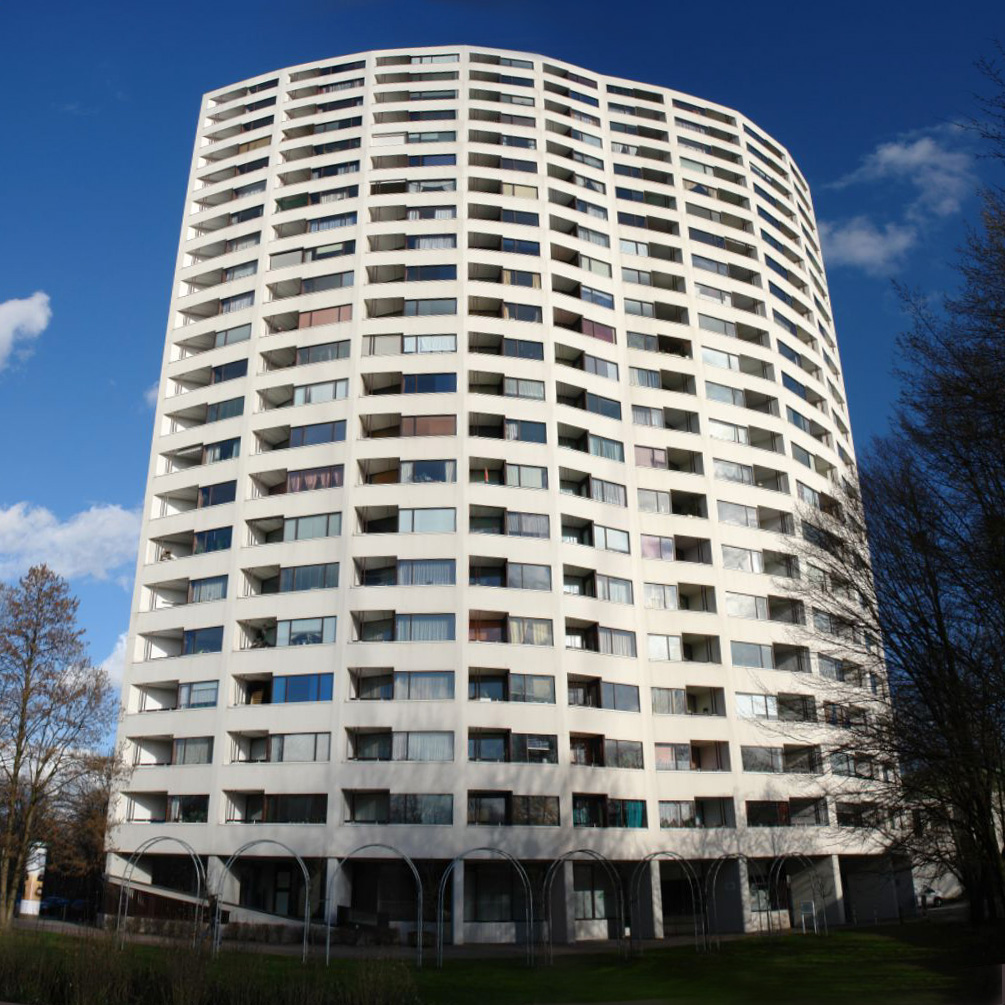
アールト＝ホッホハウス
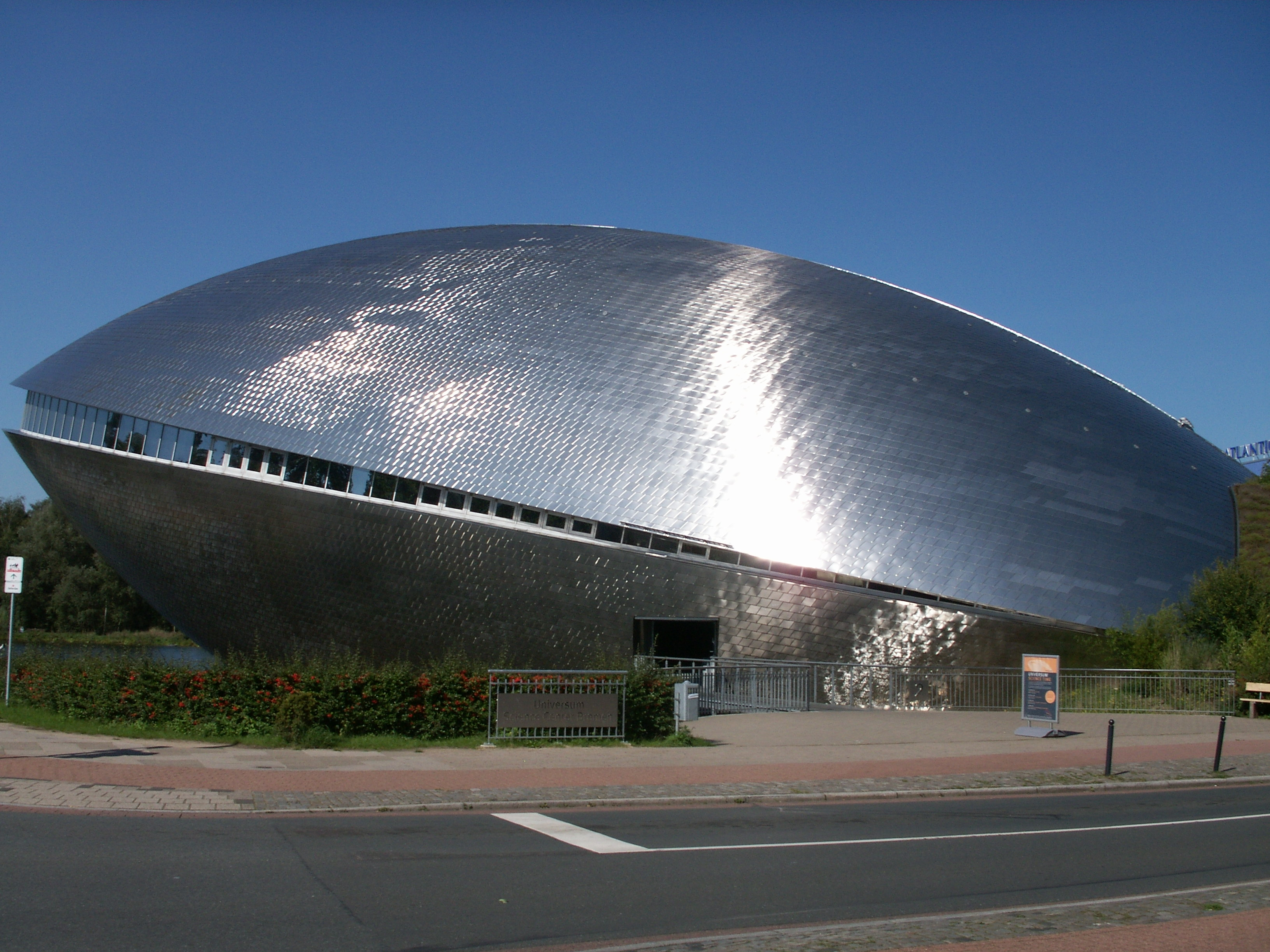
ウニヴァーズム

#### ブレーマー・ハウス

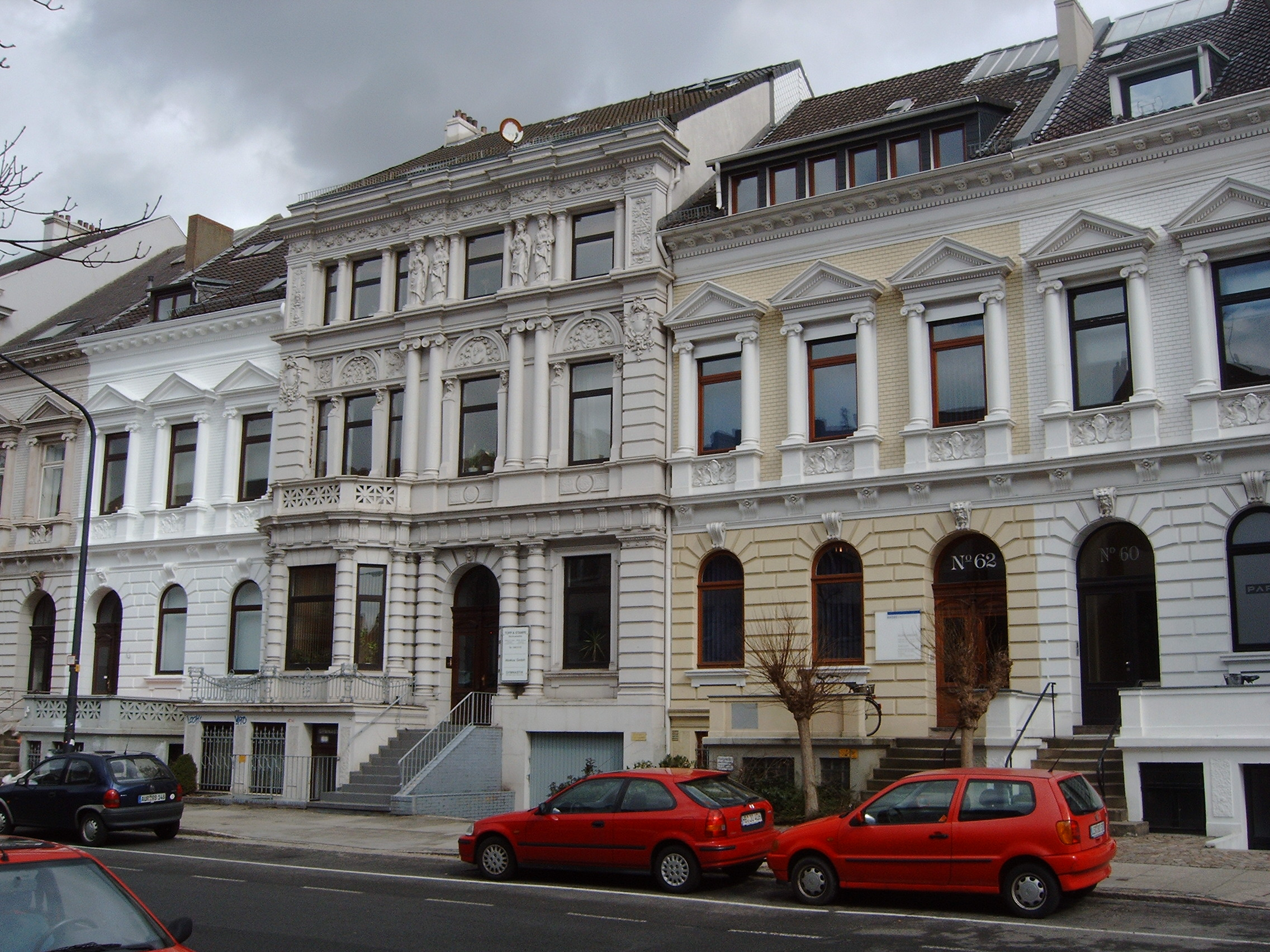
ブレーマー・ハウス

ブレーマー・ハウスはイギリスを起源とする列状住宅の典型例である。この住宅はいくつかの大きさがあるが、それらはあらゆる社会階層向けにそれぞれ設計されており、19世紀半ばから1930年代までブレーメンの住宅として多く建てられた。シュヴァッハハウゼン、シュタイントーア、オスタートーアおよびノイシュタットの各市区で、主に比較的裕福な市民向けの大きなタイプの住宅を見ることができる。ヴァレやグレーペリンゲンといった労働者の居住地域では、 1-2階建てのより小さなタイプが見られる。

#### ブレーメン＝ノルト

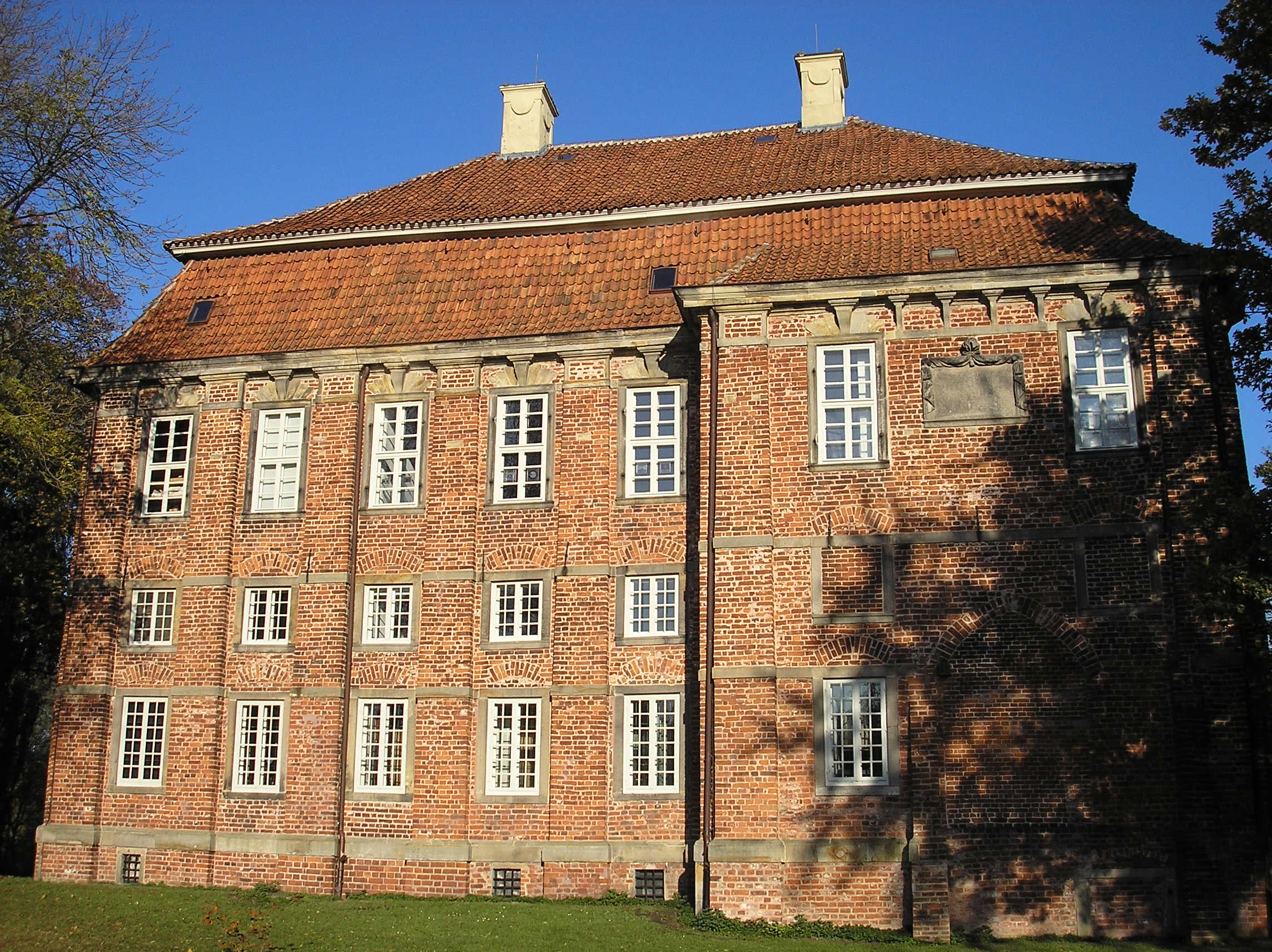
シェーネベック城

ブレーメン＝ノルト（ブレーメン北管理区）の重要な建物としてはフェーゲザック港の港湾ハウスや19世紀の倉庫（特にキトハウスとよばれるもの）が挙げられる。レーズム川のフェーゲザック堤防には演習船ドイチュラント号が繋留されている。この他の見所としては、シェーネベック城、ブローメンダール城、ファルゲ地区のUボート掩蔽壕「ファーレンティン」が挙げられる。
ブルーメンタールのスカイラインも見所である。カトリックの聖マルティン教会、ルター派のマルティン・ルター教会および改革派教会、給水塔がスカイラインを形成する。給水塔はバックシュタインゴシック手法のネオゴシック様式で建造されている。

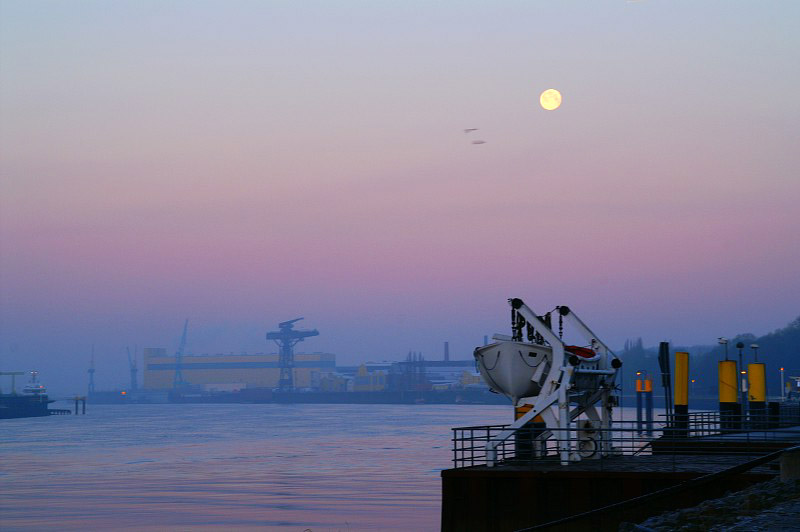
フェーゲザック港の演習船ドイチュラント号
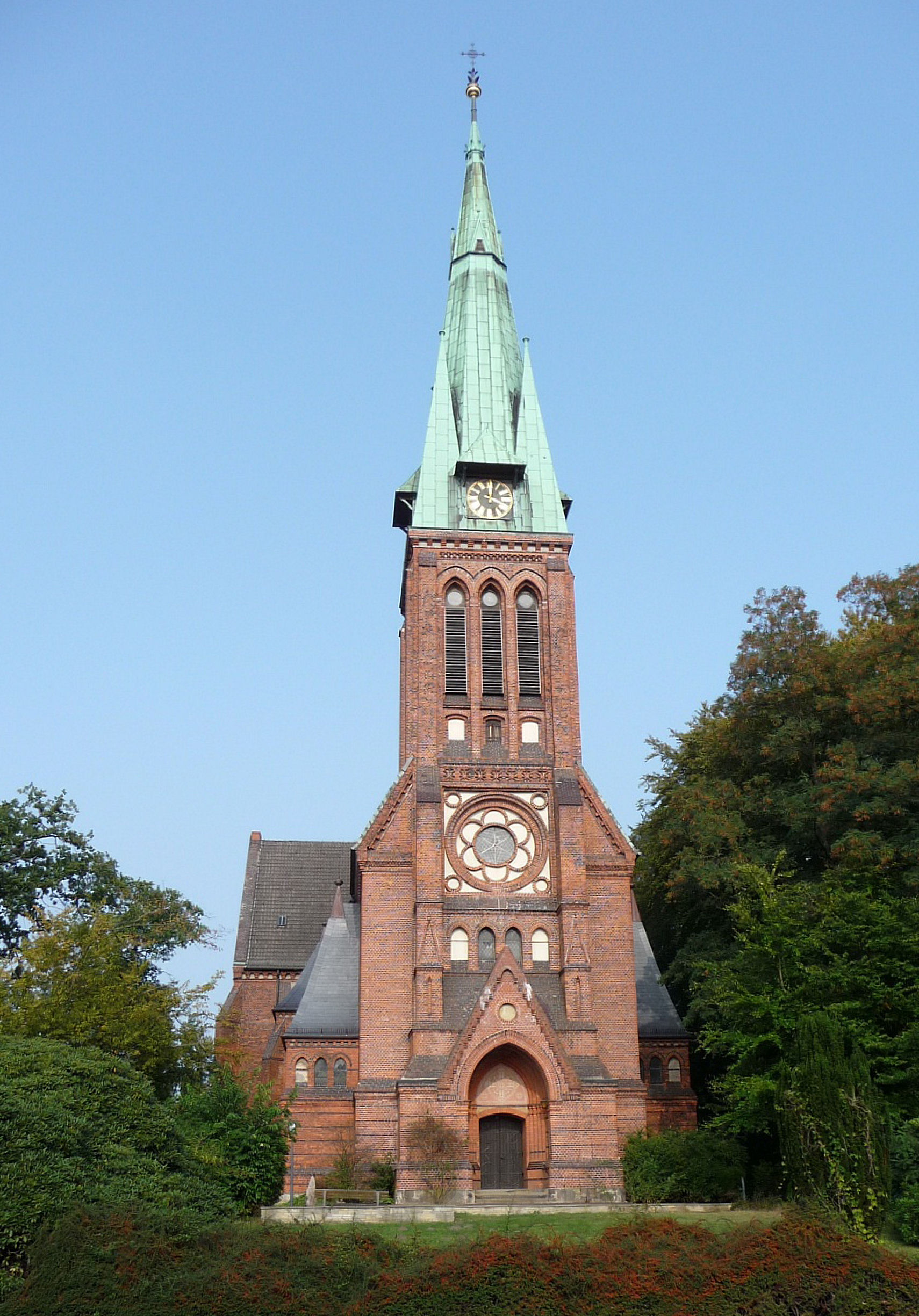
ブルーメンタールの改革派教会
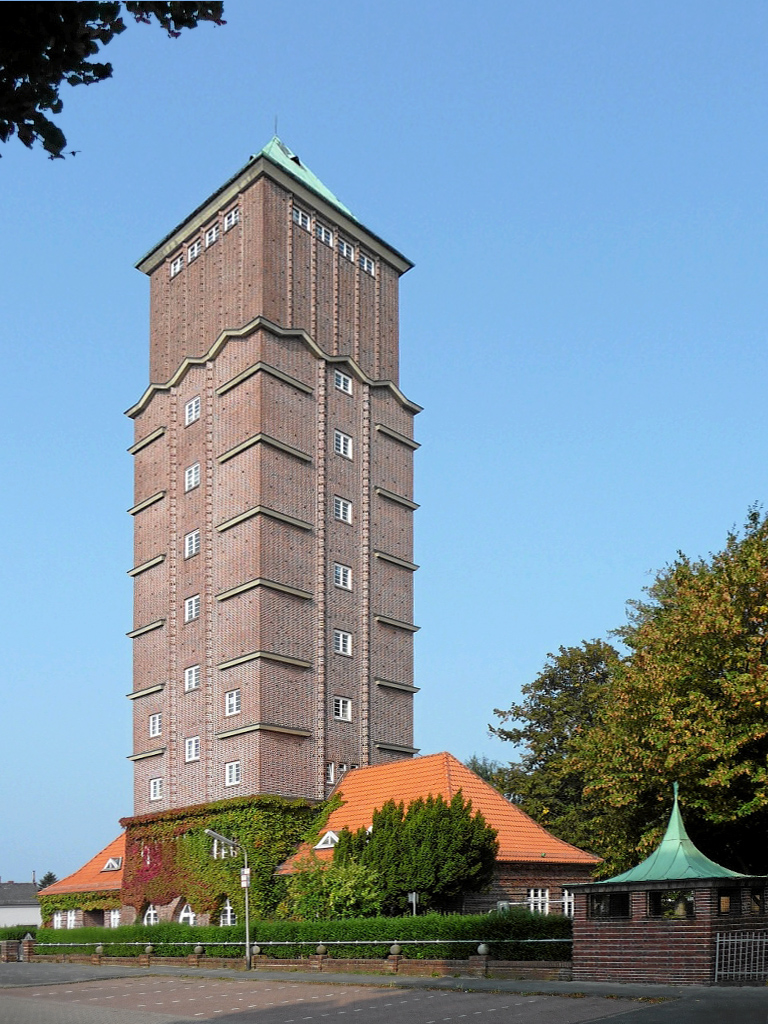
ブルーメンタールの給水塔

### 演劇

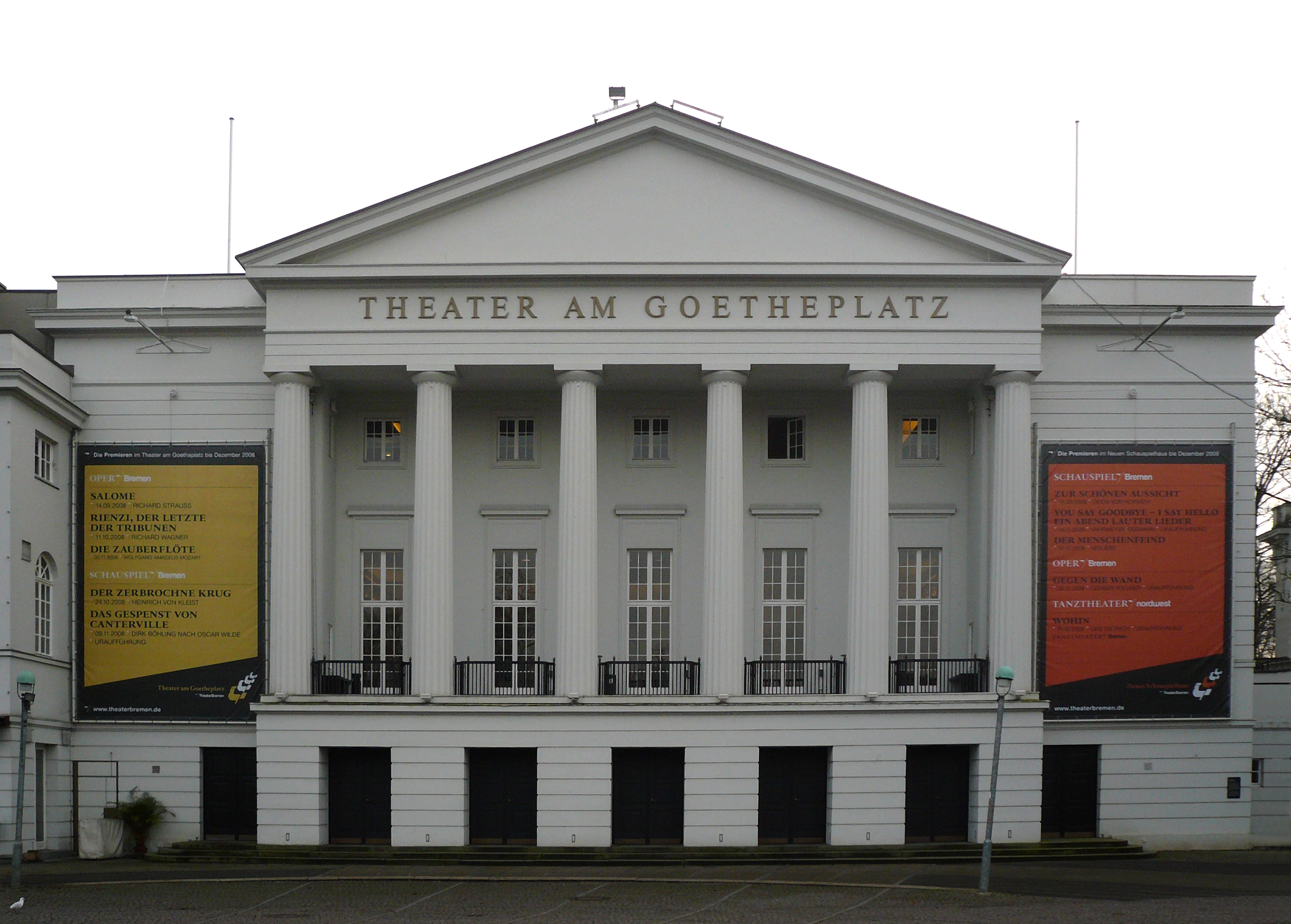
ブレーメン劇場テアター・アム・ゲーテプラッツ

ブレーメン劇場はオペラ、オペレッタ、ミュージカル、演劇、舞踊の上演が行われるブレーメンの市立劇場である。この劇場はいくつかのホールからなっている。その最大のものがテアター・アム・ゲーテプラッツである。ブレーメン劇場はクラウス・ピールヴォスによって2007年の『今年のオペラハウス』に選ばれた。他のドイツ圏の諸都市と同じくオペラ・演劇・舞踊を兼ねた3点劇場であるが(これに対しベルリン、ウィーン、ミュンヘン、ハンブルクなどはオペラ専用劇場である)、オペラ部門だけをさしてブレーメン歌劇場と少数することも多い。
この他にブレーメンでは数多くの劇団が多層的な演劇シーンを創り出している。ブレーメン・シェイクスピア・カンパニーはテアター・アム・ライプニッツプラッツでその名にちなんだ演目を上演している。シュノーア街にあるマダム・ロタール劇場のコメディー劇場はブレーメン市の施設である。現代作品の上演はユンゲス・テアターで見ることができる。シュニールシュー劇場は小児・児童演劇場として知られている。1976年に設立されたこの劇場では朗読会や音楽イベントも開催される。

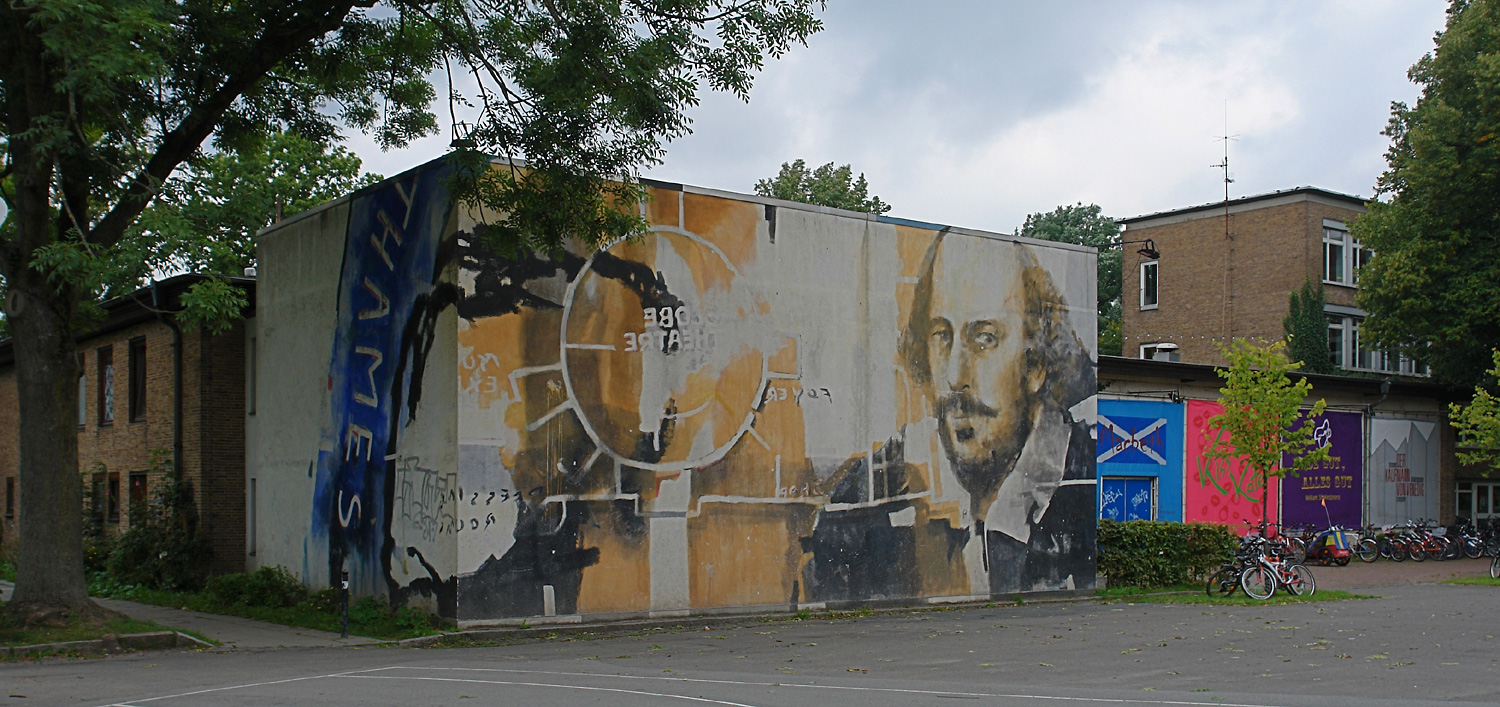
テアター・アム・ライプニッツプラッツ
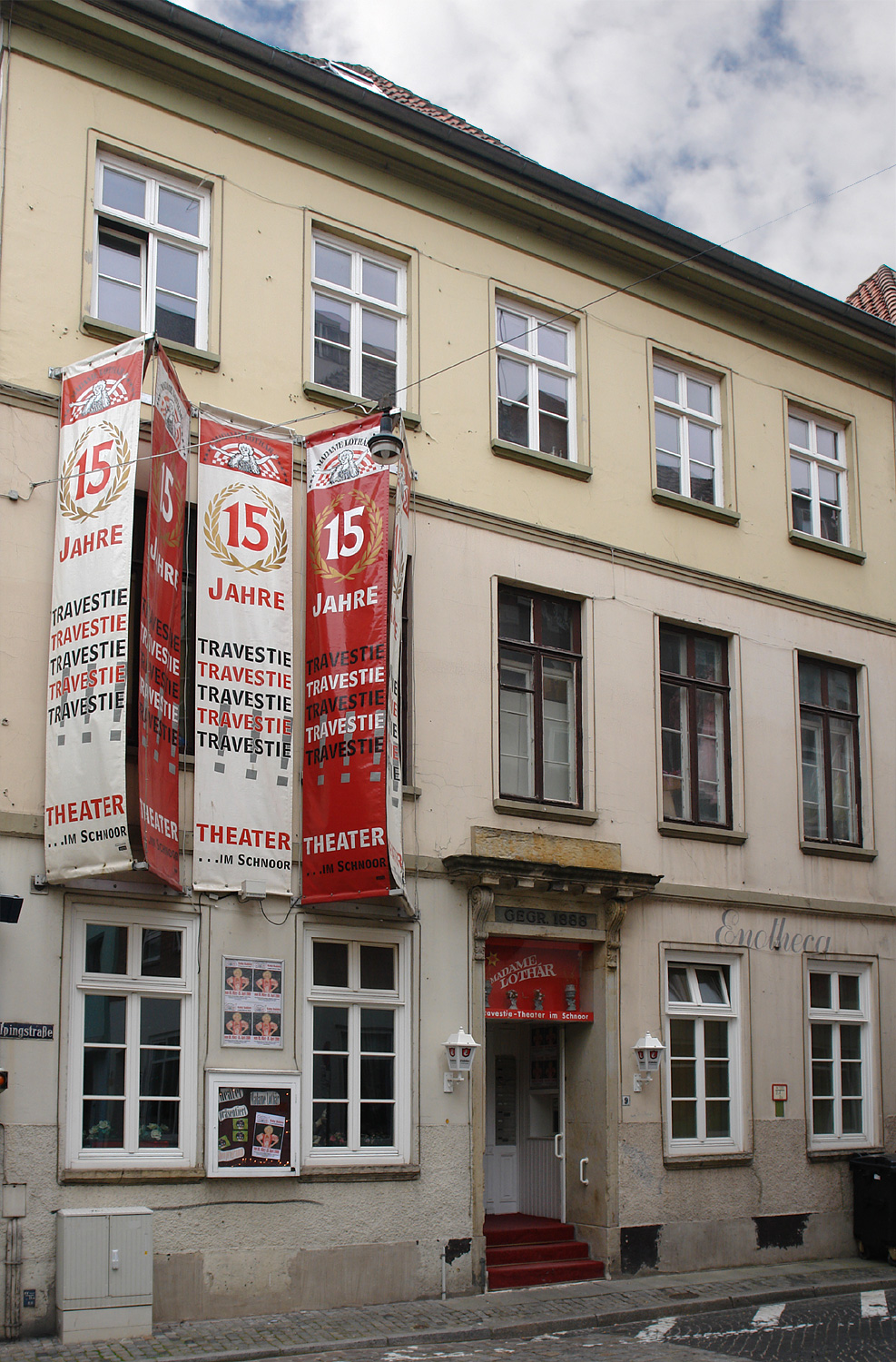
マダム・ロタール劇場
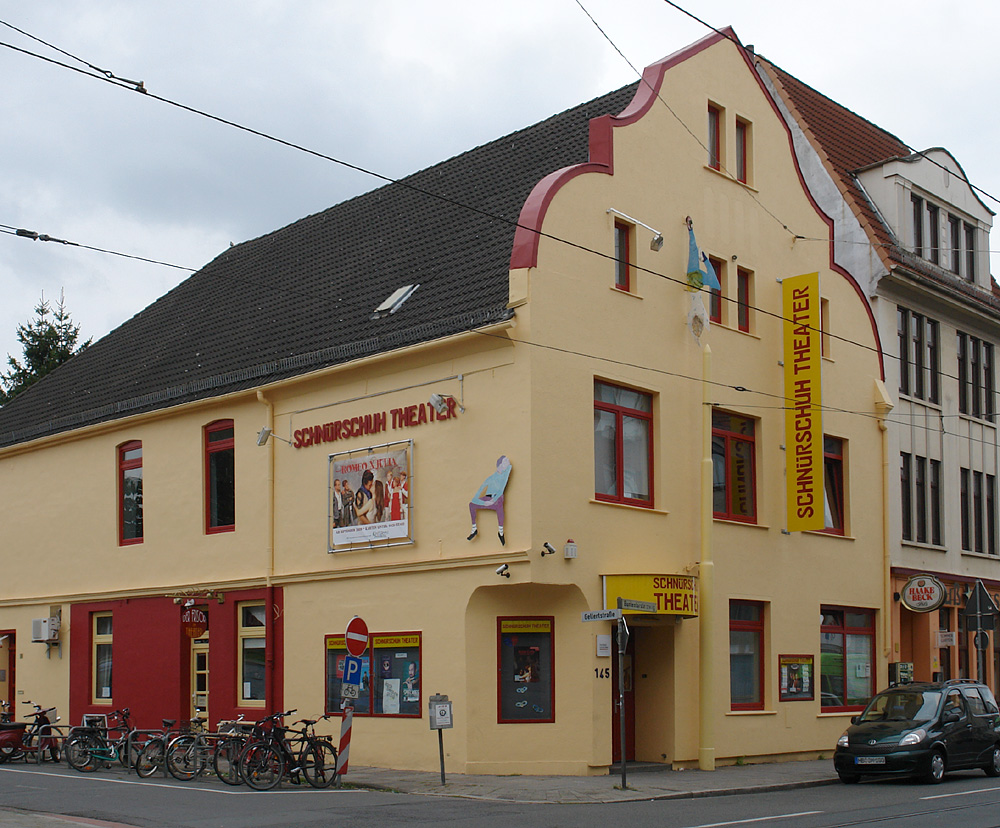
シュニールシュー劇場

### 博物館
ブレーメンには多彩な博物館・美術館がある。

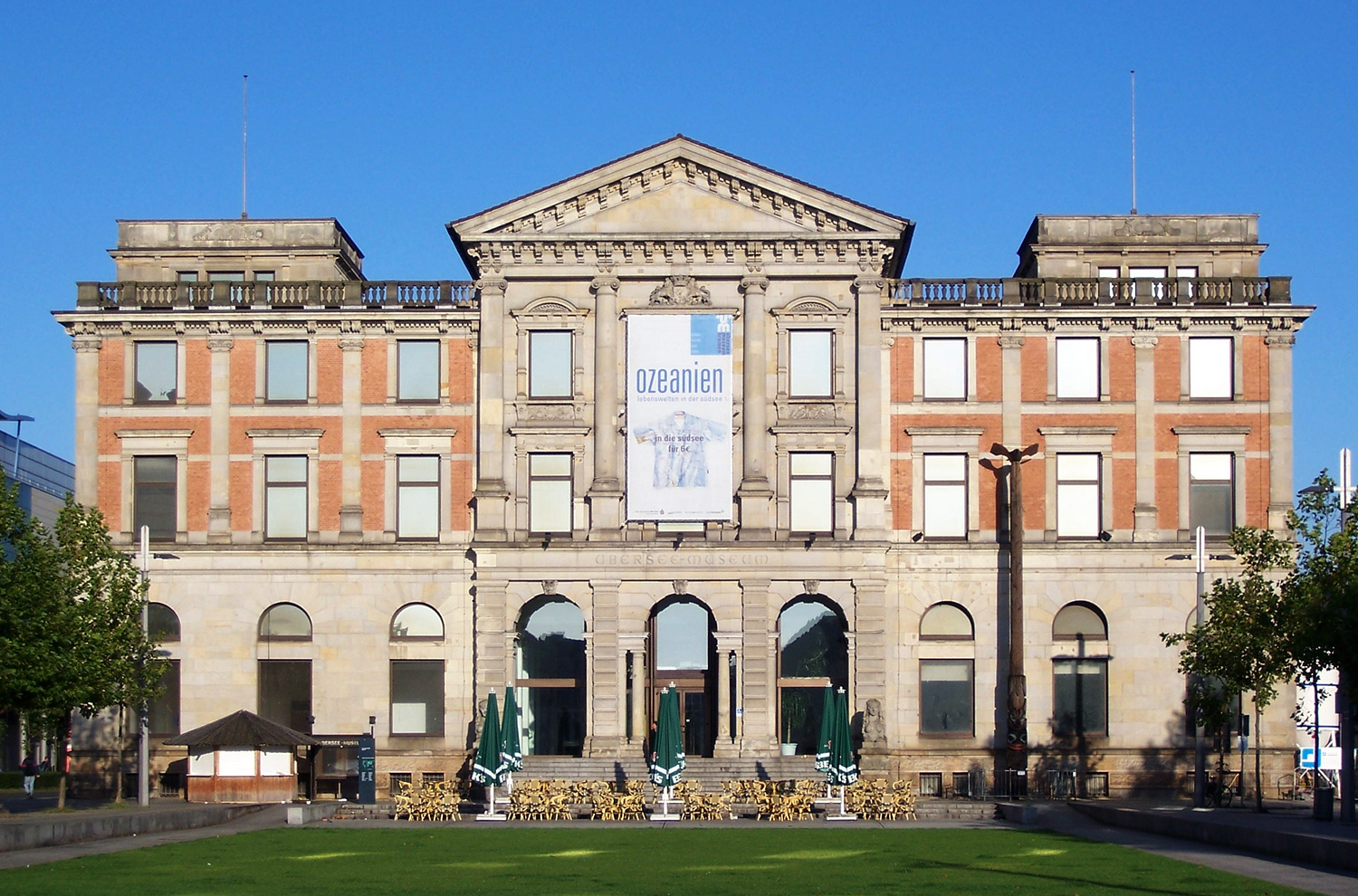
ユーバーゼー博物館

- ユーバーゼー博物館はヨーロッパで最も重要な民族博物館の一つである。この博物館は100年以上の伝統を持ち、オセアニア、アジア、アフリカ、アメリカの自然文化や手工芸作品の膨大なコレクションを収蔵・展示している。
- ブレーメン市が設立したクンストハレ（芸術ホール）は1849年にリューダー・ルーテンベルクの設計に基づいて建設された。その収蔵品は中世から現代に至るヨーロッパの美術品を包含している。
- ヴェーザーブルク新美術館にはモダンアートが展示されている。
- ベトヒャー通りのパウラ・モーダーゾーン＝ベッカー美術館およびローゼリウス邸内の美術館を含む美術コレクション
- アム・ヴァル地区のゲルハルト・マルクス・ハウスとヴィルヘルム・ヴァーゲンフェルト・ハウス
- ノイシュタットのキュンストラー・ハウスとブレーメン市立ギャラリー
- フォッケ博物館は芸術・文化史の州立博物館である。
- シェーネベック城郷土博物館は周辺地域の文化・郷土史を展示している。
- 聖ペトリ大聖堂内の聖堂博物館とブライケラー
- ウニヴァーズムはブレーメン大学構内にあるサイエンスセンターである。
- ハーフェン博物館（港湾博物館）は2004年に開館した博物館で、ブレーメン市の港湾の発展を紹介している。
- シュノーア街のアンティーク博物館（ギリシア古典期博物館）は2005年に開館した博物館で、紀元前560年から紀元前350年のギリシア花器専門の博物館である。

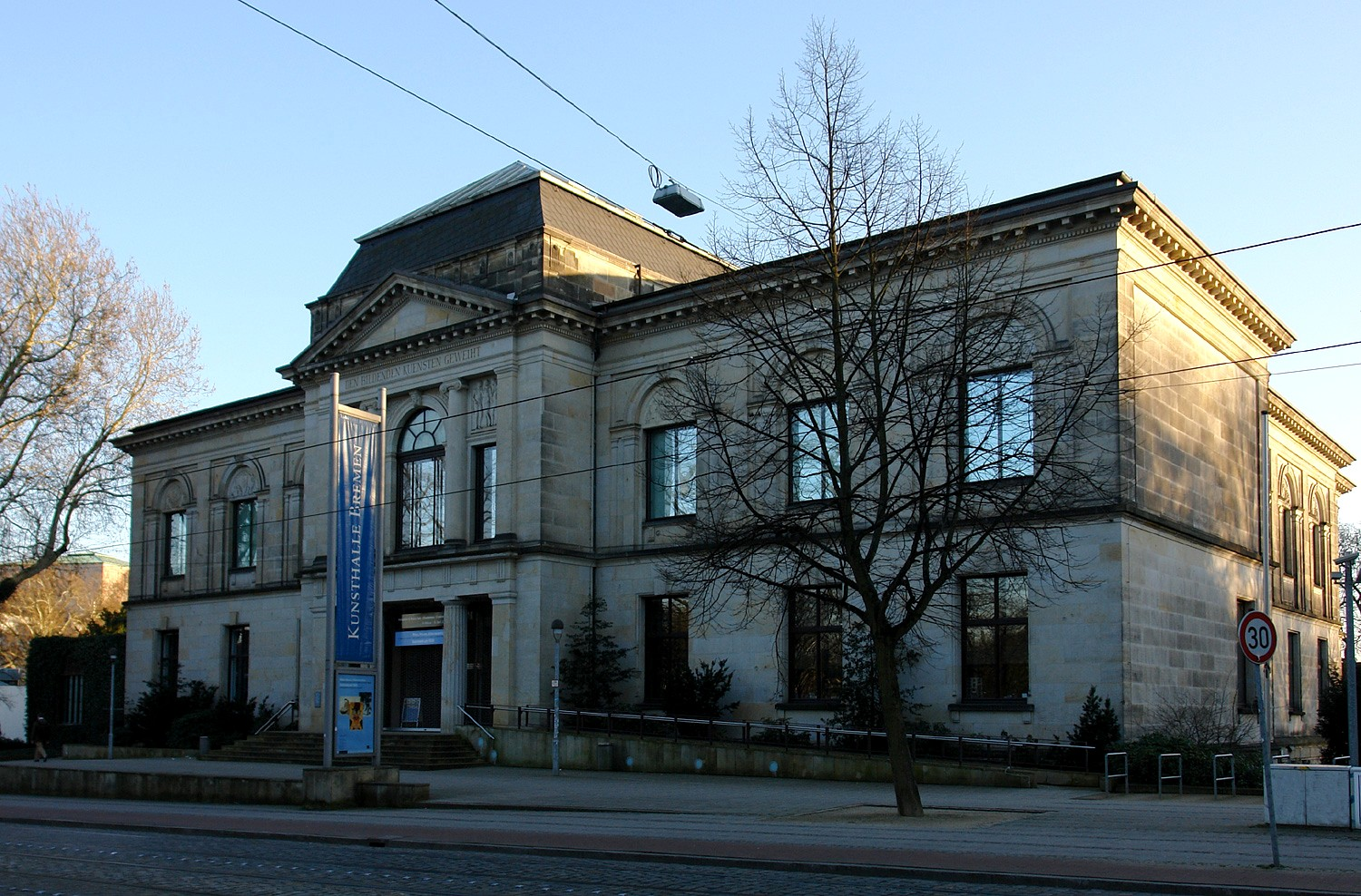
クストハレ・ブレーメン
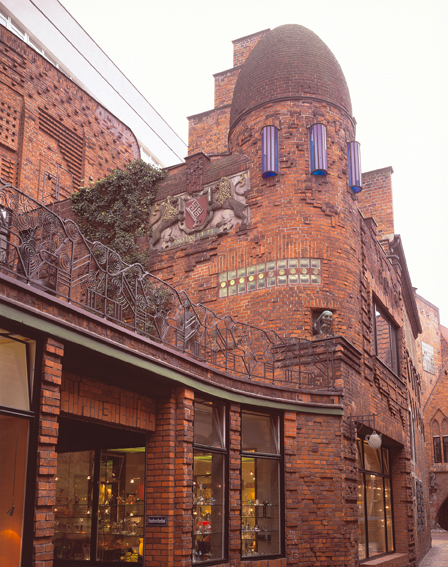
パウル・モーダーゾーン＝ベッカー美術館
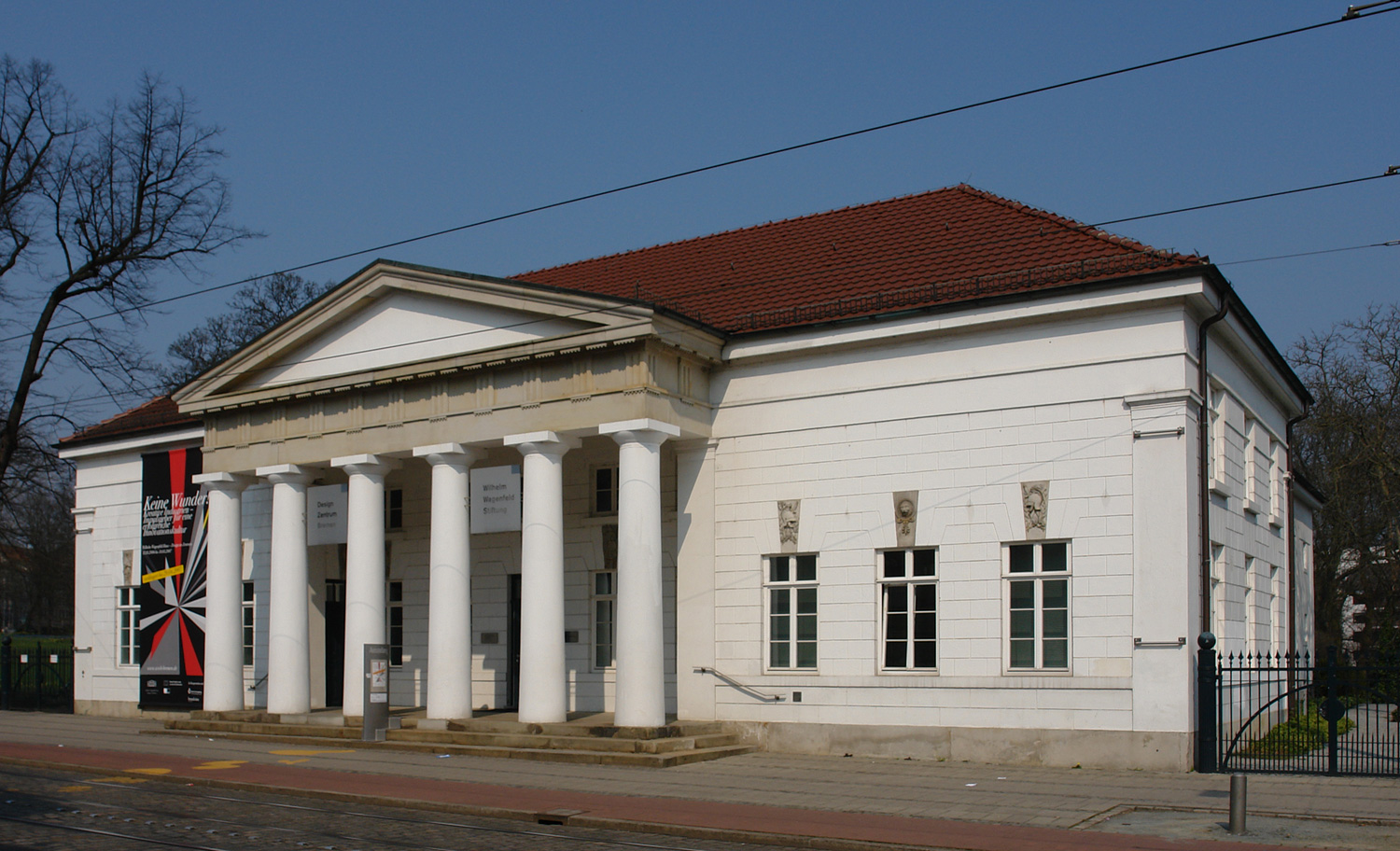
ヴィルヘルム・ヴァーゲンフェルト・ハウス
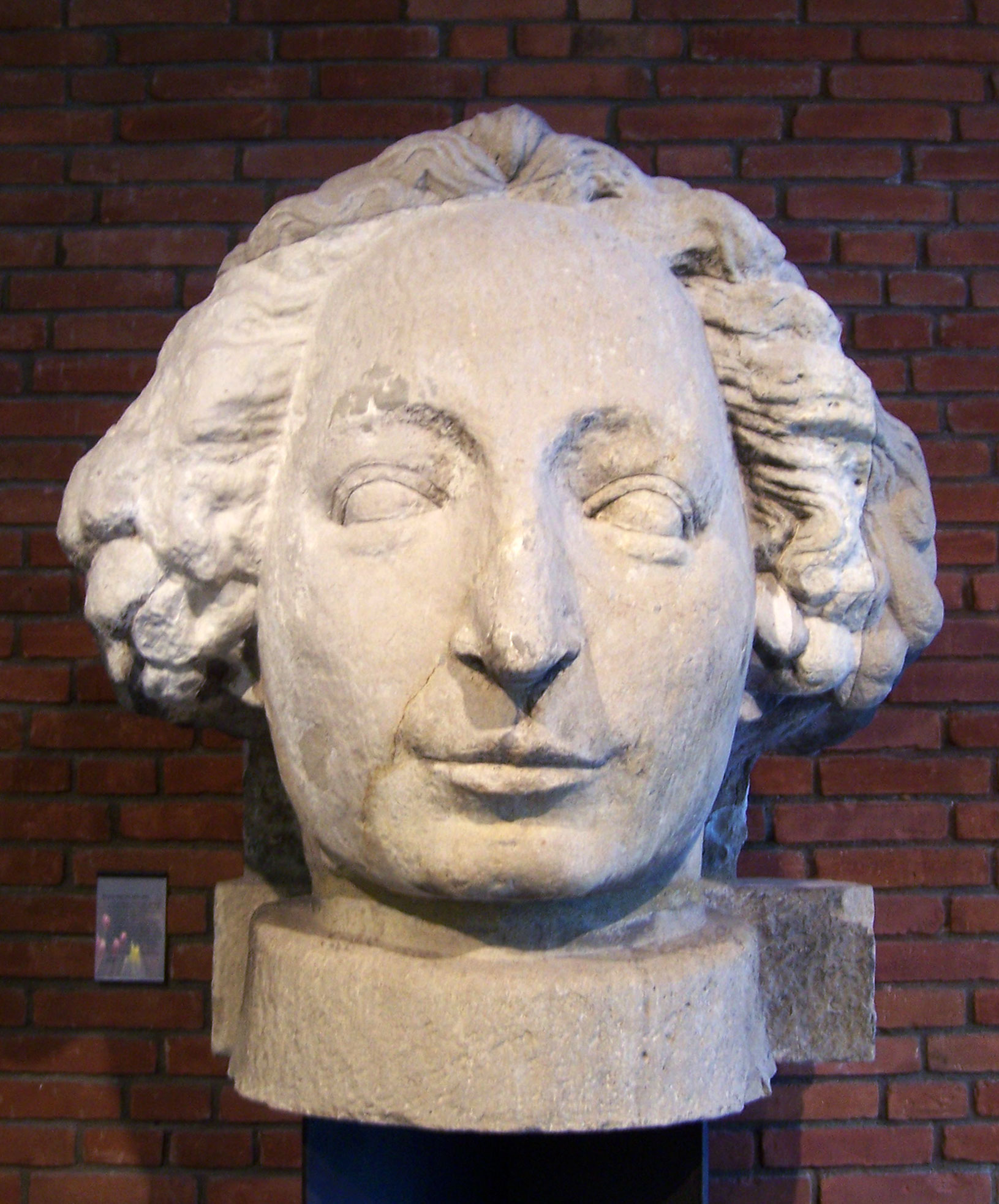
フォッケ博物館に収蔵されているローラント像のオリジナルの頭部
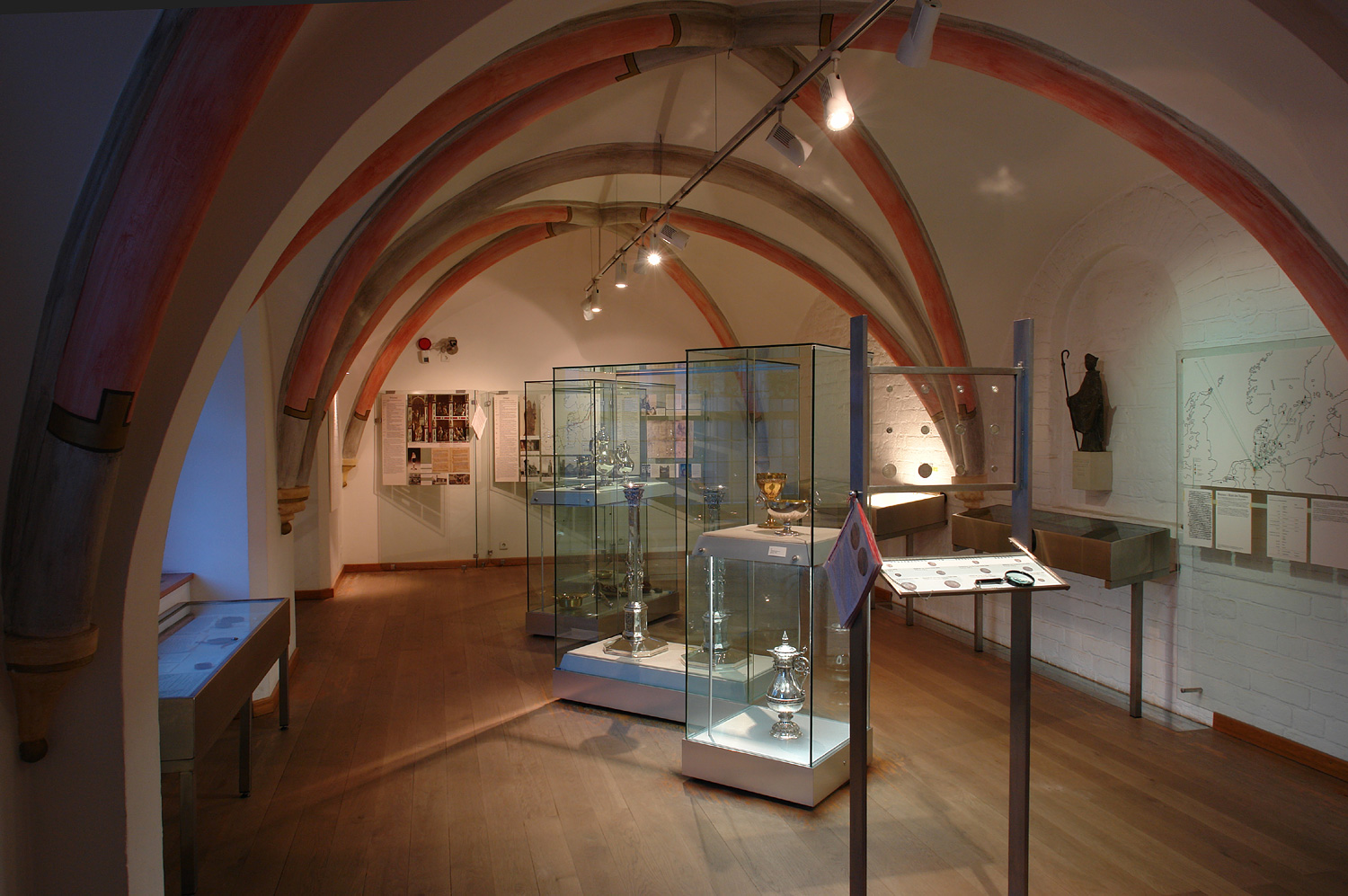
聖堂博物館の「銀の間」
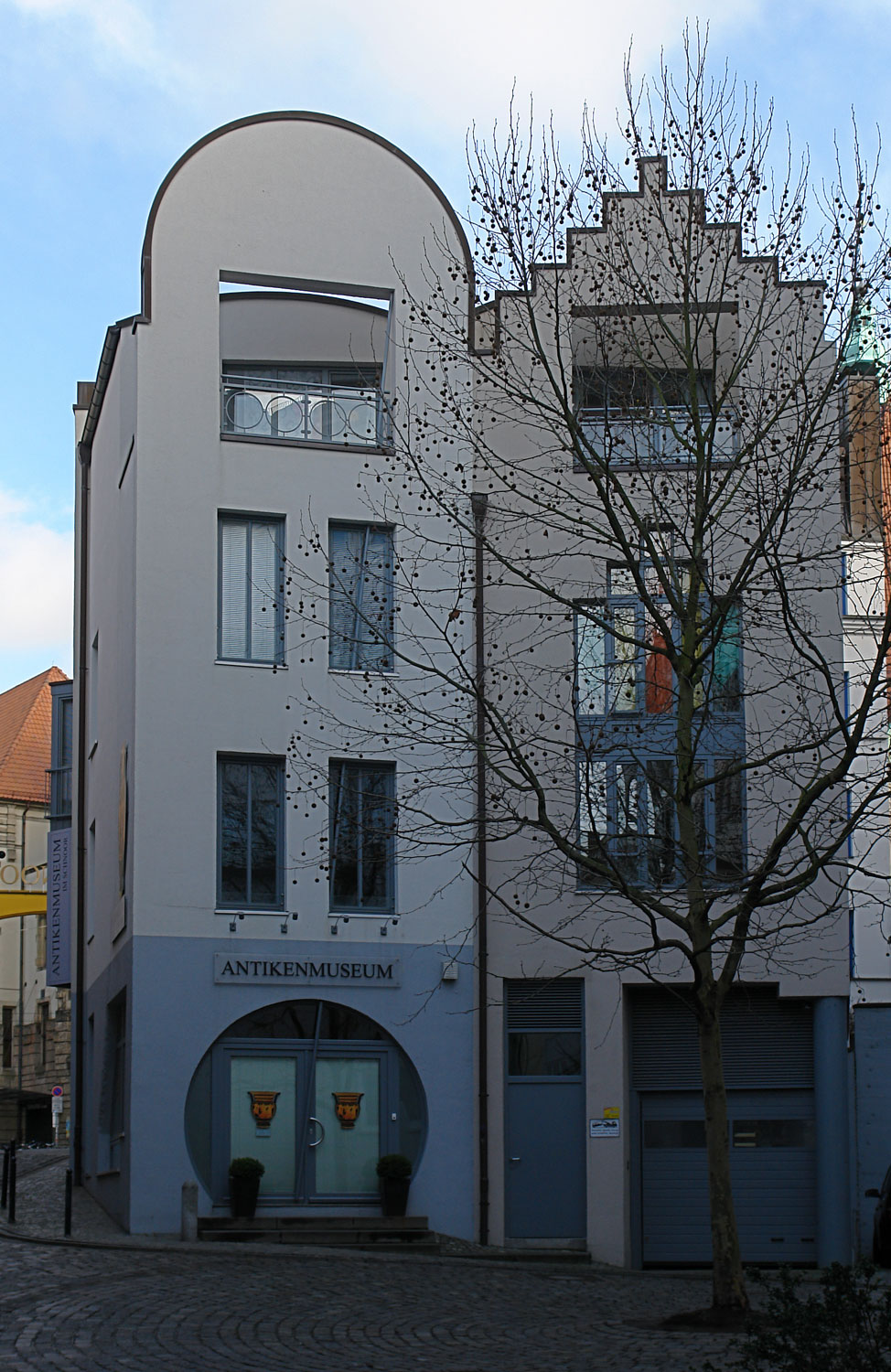
アンティーク博物館

### 音楽

#### クラシック

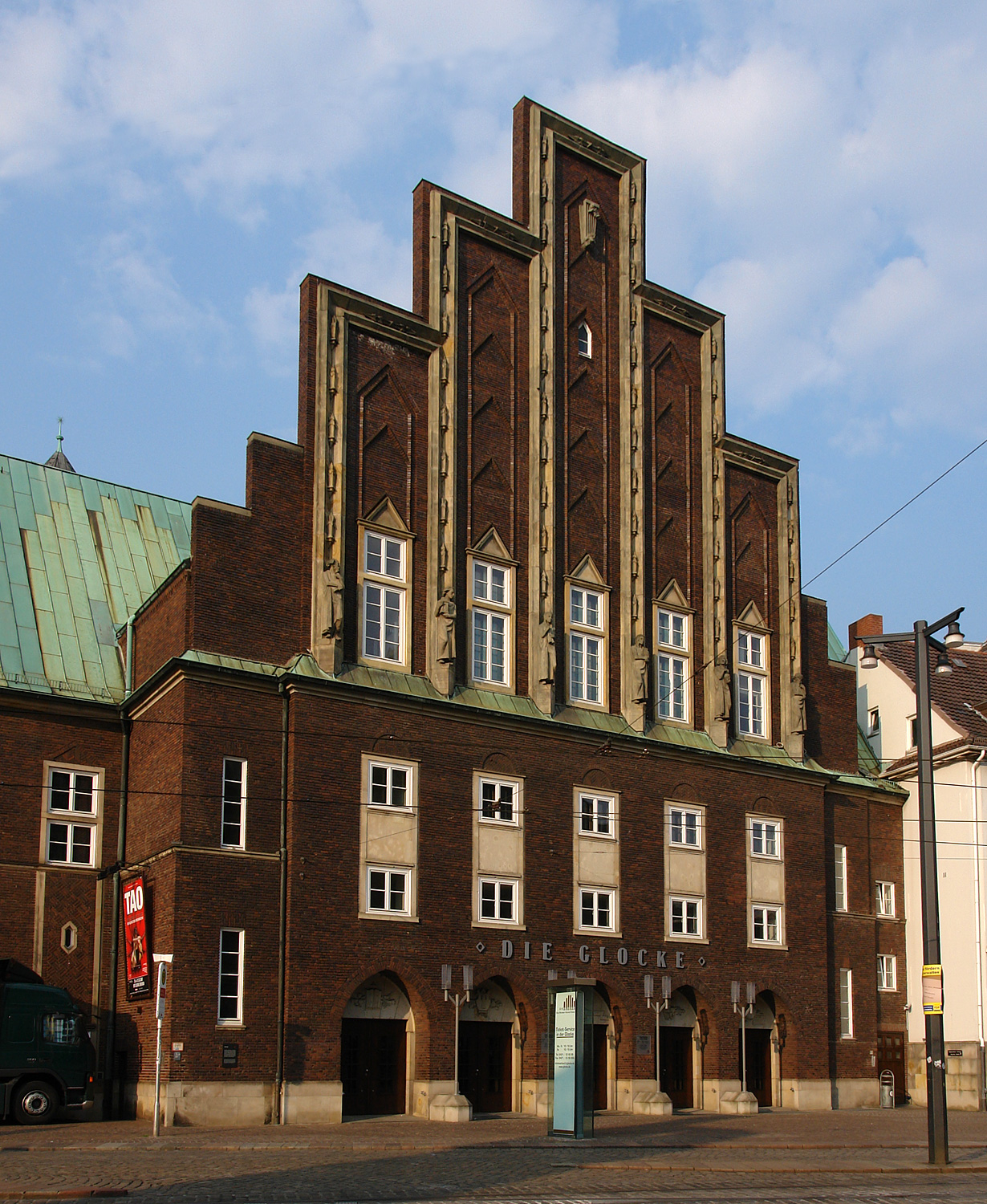
ディー・グロッケ

ブレーメン・フィルハーモニカーは1825年に創設された、自由ハンザ都市ブレーメンの公式オーケストラである。このオーケストラはブレーメン劇場での定期演奏会の他に特別演奏会や、チャリティー・コンサートで演奏を行っている。ブレーメン・フィルハーモニカーの支配人はクスティアン・ケッター＝リックスフェルト、音楽総監督は2007年からマルクス・ポシュナーが務めている。
ブレーメン・ドイツ室内フィルハーモニーは1992年からブレーメンを本拠地とする世界トップクラスの室内管弦楽団である。2004年からエストニア人指揮者パーヴォ・ヤルヴィが芸術監督を務めている。この室内管弦楽団は2007年3月からブレーメン＝オスト総合学校を本拠地としている。ここには多くのグループ練習室や450人まで収容可能なコンサートホールがある。
ブレーメンでのクラシック音楽のメインホールは大聖堂近くにある1928年建造の「ディー・グロッケ」である。ヘルベルト・フォン・カラヤンはヨーロッパ最良の3つのコンサートホールの1つとしてこのホールを挙げている。
ブレーメン劇場傘下のテアター・アム・ゲーテプラッツでは定期的にオペラやオペレッタの公演が行われている。
ブレーメン芸術大学の音楽専攻科はコンサートホールやギャラリーで数多くのコンサートや催し物を行うことで、音楽教育のみならず、この街の文化生活の充実に大きな貢献を果たしている。

#### ポピュラー音楽
ブレーメンはジャーマン・ロックバンドのヴォルフスモント、イギリスで有名になったロックバンドのトラッシュモンキース、60年代のビートサウンド・グループのヤンキースらを輩出した。
1960年代に有名だったオランダの子供スター、ハインチェを見いだしてプロデュースした、自身もポップシンガーだったロニーもブレーメンの出身である。また、多くのシンガーに詞を提供した作詞家のハンス・ヘーもこの街に住んでいた。
戦後初の本格的な音楽TV番組『ビート・クラブ』でラジオ・ブレーメンがプロデュースしたのがミヒャエル・レッケブッシュであった。この番組は若い視聴者に支持され、土曜午後の放送は高い視聴率を獲得した。この番組は当時のドイツの若者文化に少なからぬインパクトを与えた。その後、この番組をモデルに、たとえば『ムジークラーデン』や『エクストラツアー』といった番組が制作された。

#### その他の音楽
- ミュージカル・シアター・ブレーメンでは音楽と演劇のコンビネーションを楽しむことができる。
- ジャズや前衛音楽の分野では、トランペット奏者ウーリー・ベッカーホフが高い評価を得ている。
- ブレーメンには、たとえば StuBu、ティヴォリ、アラジン、リーラ・オイレ、モデルネスといったディスコがある。

### 公園
ブレーメンには多くの公園や緑地がある。主な施設は以下の通りである。

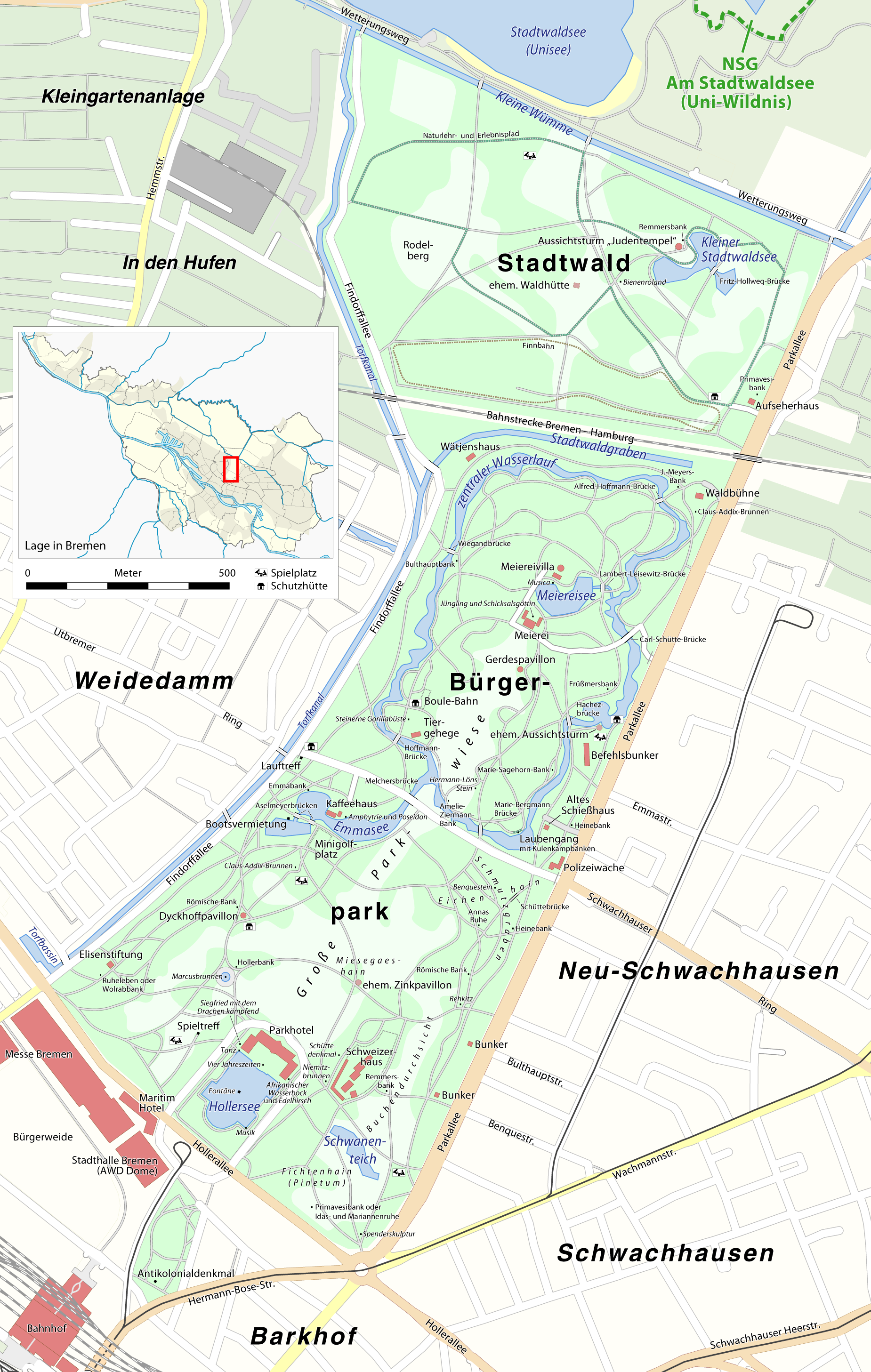
ビュルガーパークとシュタットヴァルト、ウニゼーの位置関係

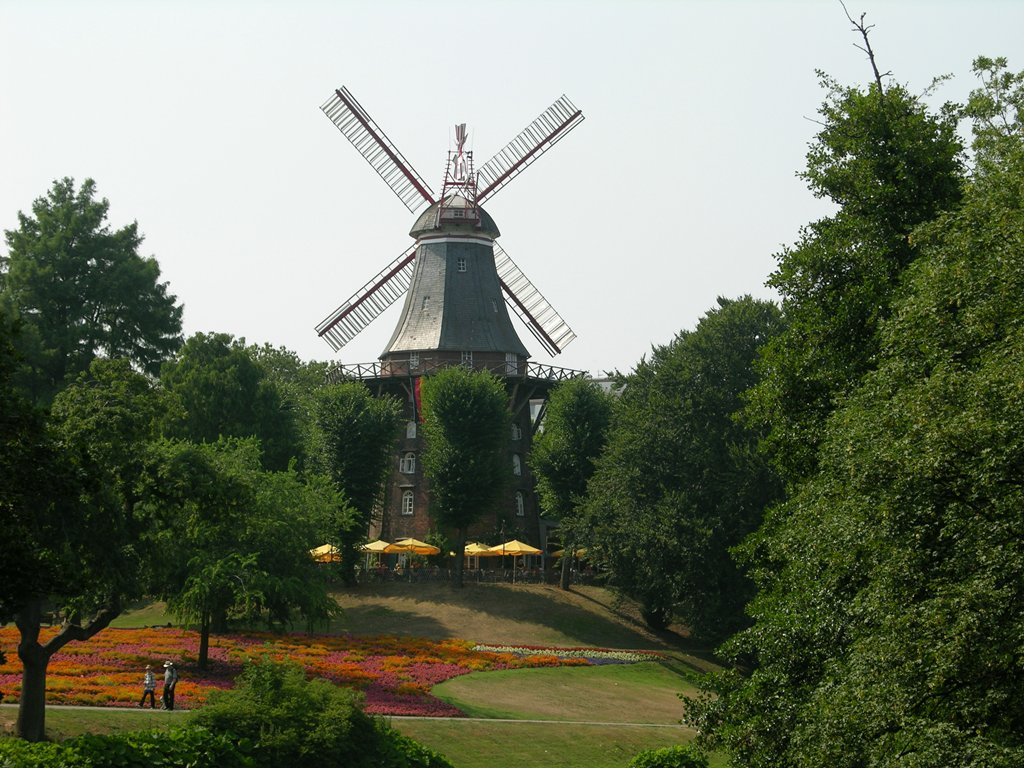
ブレーマー・ヴァルアンラーゲンの風車

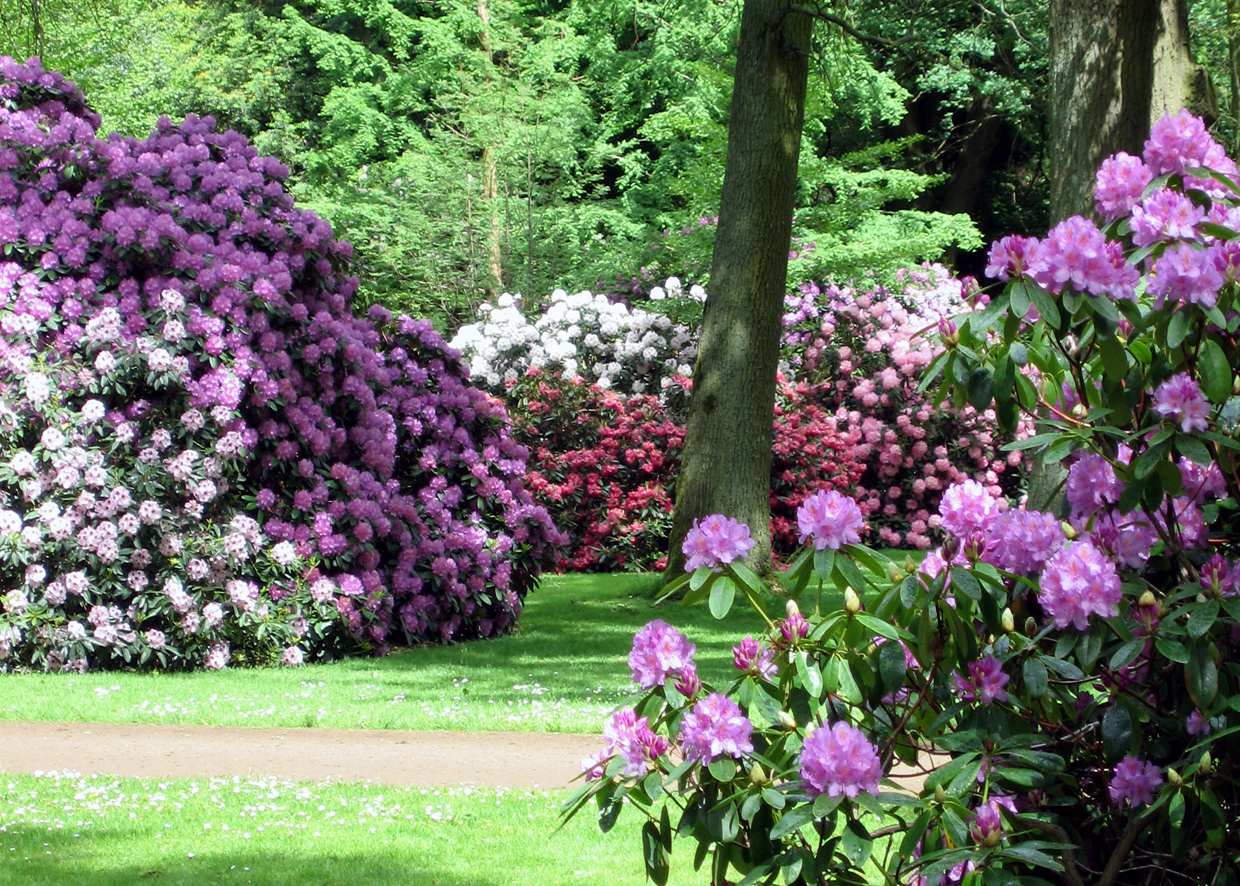
ロードデンドロン公園のシャクナゲ

- ビュルガーパーク（市民公園）は民営のものとしてはドイツ最大の都市公園である。駅裏に隣接するビュルガーヴァイデからシュタットヴァルト（市の森）までを結ぶ形で広がり総面積は 202 ha である。ビュルガーパークは1860年代に造園家ヴィルヘルム・ベンクーによって造られた。
- シュタットヴァルトはビュルガーパークと鉄道によって分離されている。フィンバーンというジョギングコースには毎日500人ほどのジョギング愛好者が訪れている。
- ウニゼー、ウニヴィルトニスおよびウニヴァーズムはシュタットヴァルトの北に隣接している。
- ブレーマー・ヴァルアンラーゲンはイザーク・アルトマンの設計に基づき1805年から造営された。17世紀までここにはブレーメンの市壁や防衛施設が設けられていた。この公園はブレーメンで最も古いというだけでなく、住民の要請で実現したドイツ初の公共園庭施設である。風車の内部ではレストランが営業している。ブレーメンの風車の多くはニーダーザクセン風車街道のステーションになっている。
- ノイシュタッツヴァルアンラーゲンはヴェーザー左岸のノイシュタット市区の防衛施設跡に1805年から造営された公園である。現在遺っているのはホーエントーアスハーフェンからピーペまでの総面積 16 ha の範囲である[37]。
- ロードデンドロン公園（シャクナゲ公園）には広さ 46 ha の敷地にシャクナゲとツツジの比類ないコレクションが植えられている。世界中で約1,000種あるシャクナゲのうち、約500種が園内にある。ここには植物学サイエンス・センターもある。この公園は2000年頃からテーマパークとして整備されている。
- 植物園は広さ 3.2 ha で、ロードデンドロン公園内にある。1937年に現在の場所に新設されたものである。
- 広さ約 300 ha のヴェーザー左岸公園は、同名の協会の主導によりフッフティングとグロルラントとの間の風致公園として1975年に整備されたものである。空港の縁を流れるオクトゥム川はこの公園の最も重要な構成要素の一つである。
- ゾーデンマット湖畔公園は1960年に道路建設の際に造られた。現在の公園の広さは 19 ha である。
- パウリナー・マルシュは広さ 54 ha のブレーメン最大のスポーツ公園であり、ヴェザーシュターディオン東のヴェーザー川沿いに位置する。ここはヴェルダー・ブレーメンのホームでもある。
- ヴェーザーウーファー公園は、ヴェーザー川左岸のラプリングハウゼンからランケナウアー・ヘフトまでの間に伸びる広さ 22 ha の公園である。
- オーバーノイラント公園は、亡くなった領主の館を中心とするイギリス式庭園である。
- オーバーノイラントのアハターディーク公園は1969年に造営された。この公園自体の広さは 8 ha で、園内に7つの池を有している。アハターディークパルク e.V. がこの公園を運営している。アハトディーク湖と連邦アウトバーンA27号線に沿った緑地は1960年代のファール地区造成の際に設けられた。緑地の広さは 30 ha ある。緑地に隣接してゴルフ場がある。
- ブロックラントは単なる市区ではなく、ヴェンメ川左岸の自然保護地域を含み、ヴェンメ自転車道や多くの飲食店が整備された 30 km2 に及ぶヴュンメ自然風致地区にあたる。

 ブレーメン＝ノルトの公園
- ザンクト・マグヌスのクノープス公園は、ブレーマー・シュヴァイツの縁に、ヴィルヘルム・ベンクーの設計により19世紀に造られた。広さ 60 ha のこの公園は、イギリス式庭園とイタリアのルネサンス庭園を融合した様式に拠っている。
- ブルーメンタールのヴェッチェン公園は広さ 40 ha, 1850年にレーダー・ヴェッチェンによってヴェッチェン城の庭園としてイザーク・アルトマンの設計に基づいて造営された。荒廃が進んだため1999年から改修が行われた。
- フェーゲザックのシェーネベルク城周辺の自然公園は、シェーネベッカー湿地の渓谷に、絵に描いたような小径を持つ広さ約 30 ha の緑地である。その中央にはブレーメン・エコロジー・センターがある。
- フェーゲザック・ヴェーザー遊歩道は「ガルテン・アム・フルス」（川沿いの庭園）とも呼ばれる。広さはわずかに 2 ha であるが、シュトラントルストからブレーマー・ヴルカン社の旧造船ドックまで約1 kmの水辺の散策路であり、エキゾチックな植物を見ることができる。

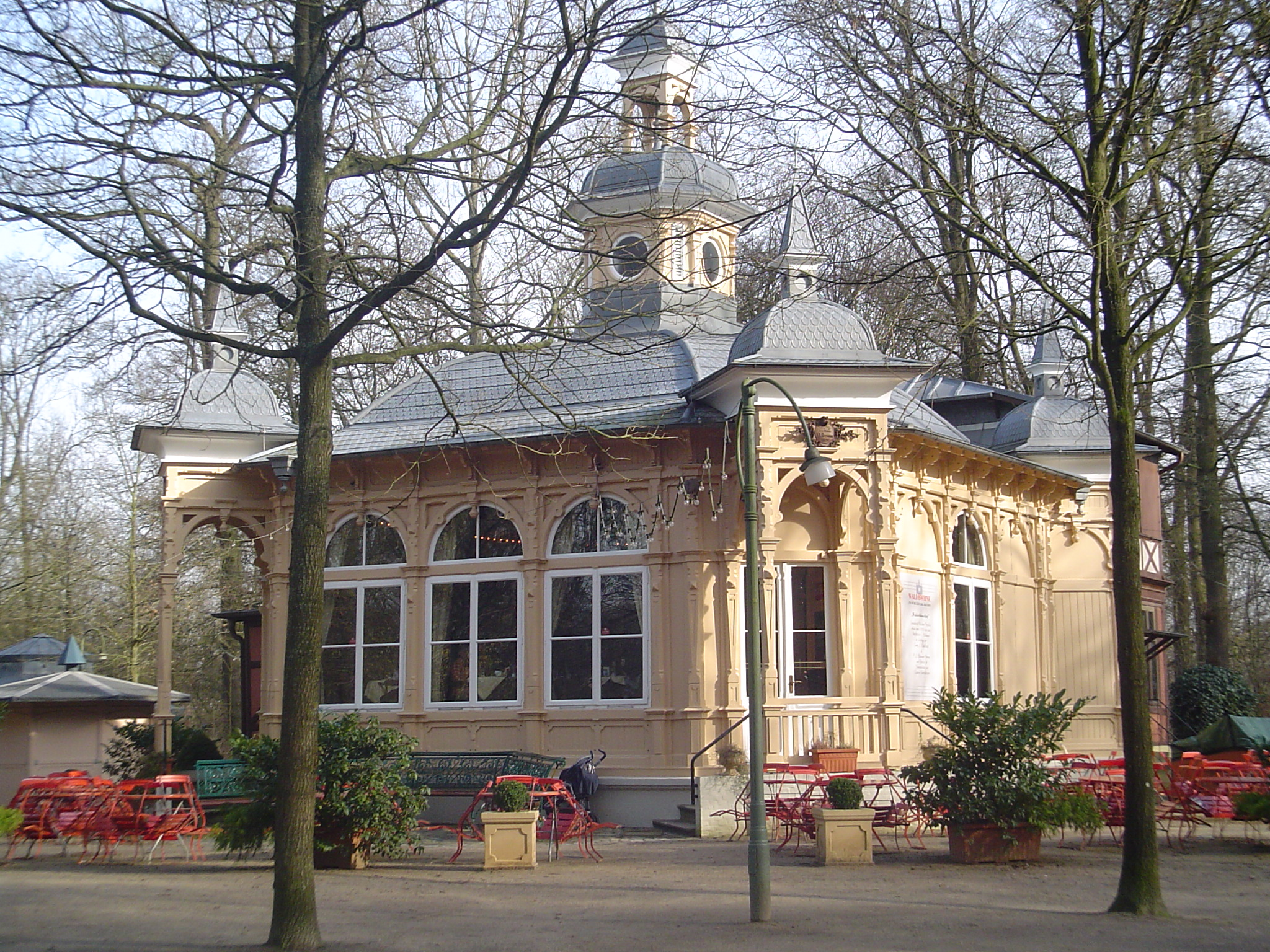
ビュルガーパークのヴァルトビューネ（森のステージ）
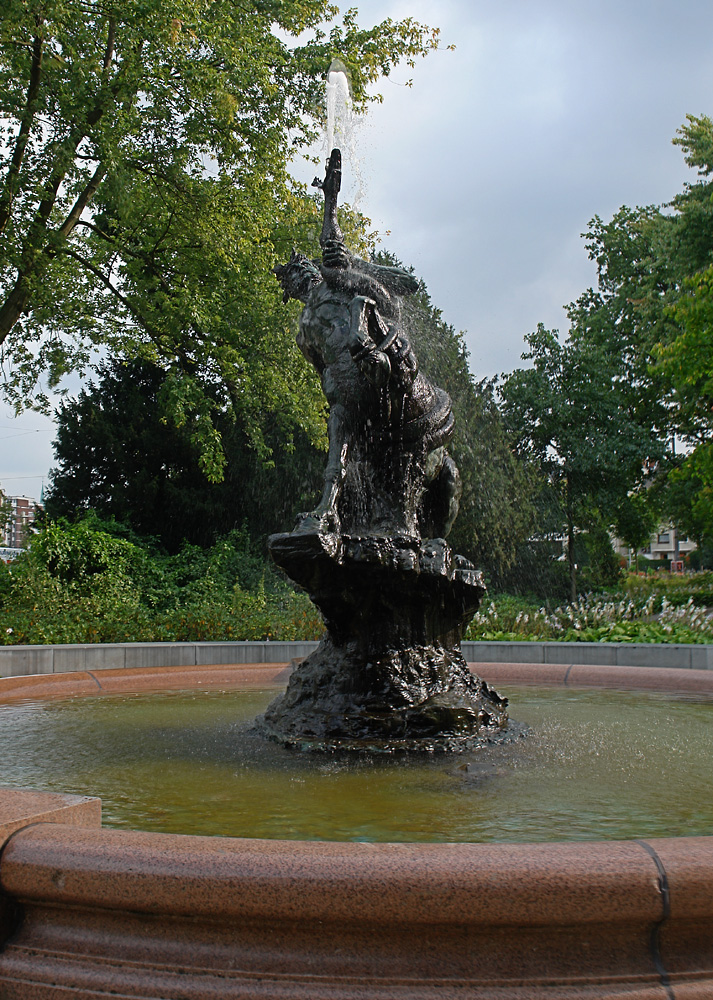
ノイシュタッツヴァルアンラーゲンのセンタウレンブルンネン
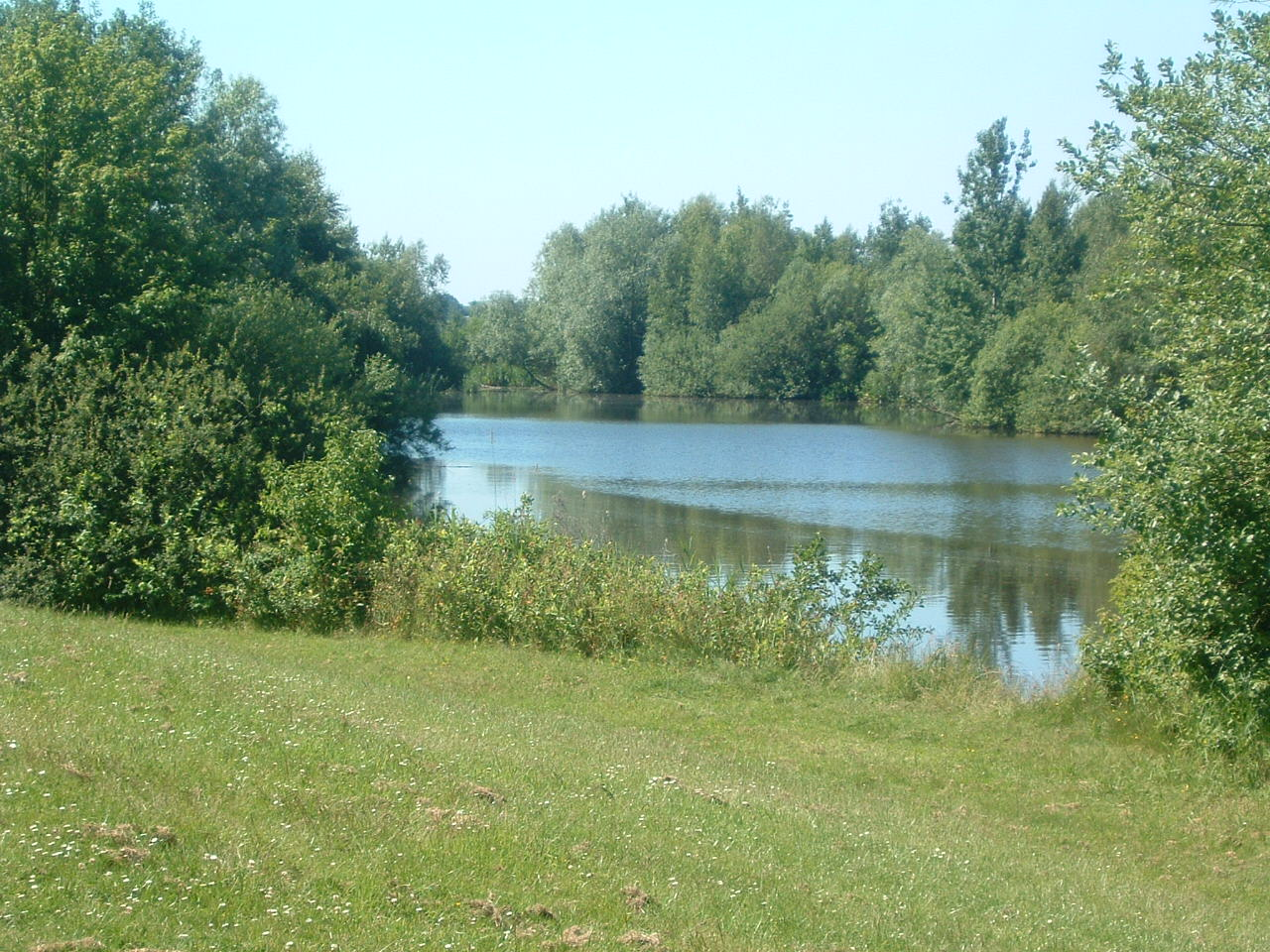
ヴェーザー川左岸公園のオクトゥム川
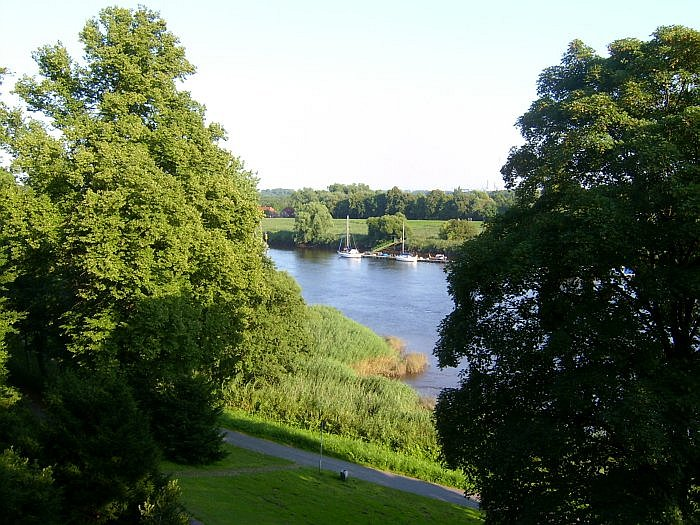
クノープス公園からレーズム川を望む

### 墓地

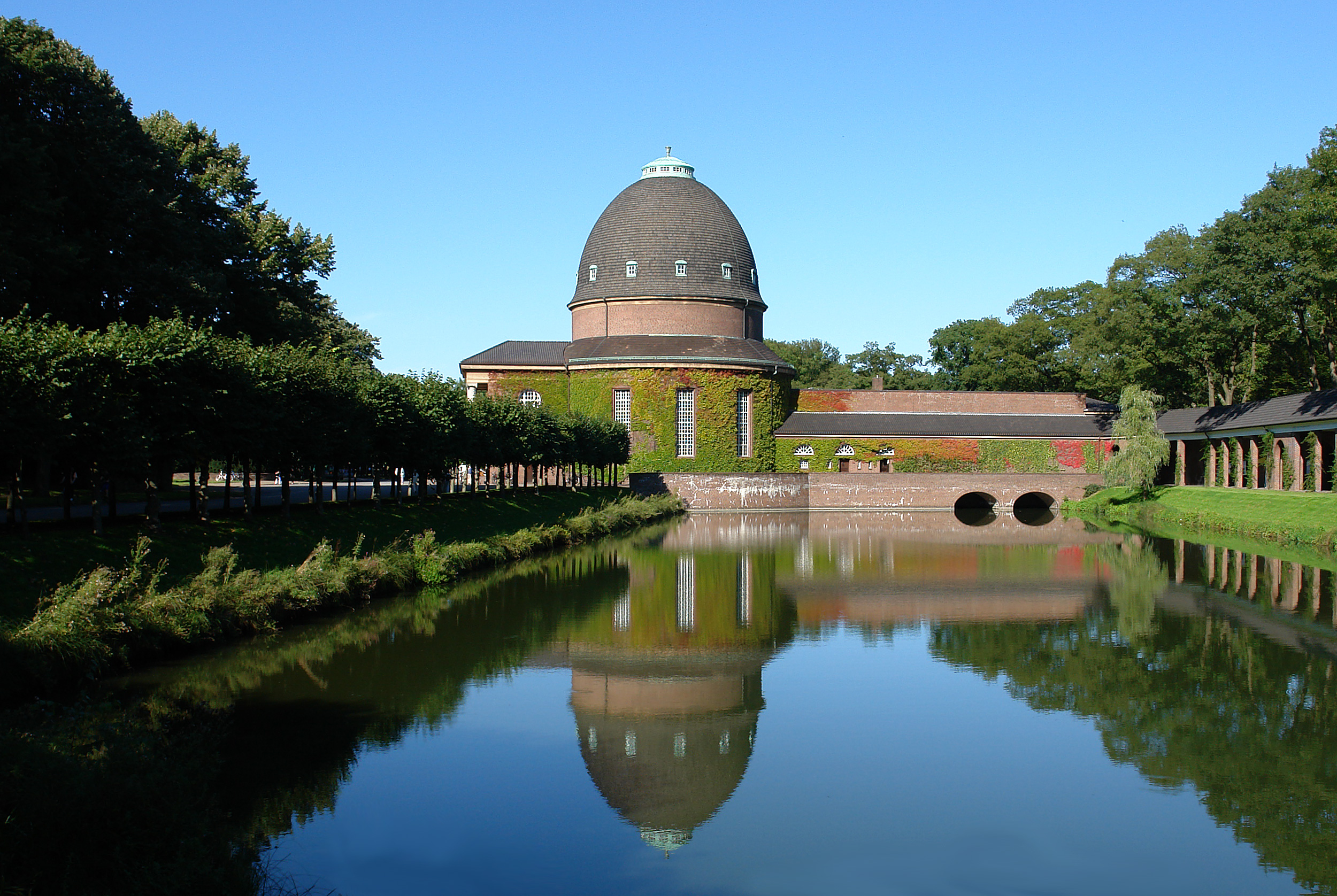
オスターホルツ墓地の中央礼拝堂

- リーンスベルク墓地とヴァレ墓地: 普仏戦争（1870年 - 1871年）以後、市街地に近いドーフェ門とヘルデン門近くにあった2つの墓地に替えて、徒歩で1時間ほどの距離に新しい墓地が2つ造営された。現在のシュヴァーハウゼン地区にあるリーンスベルク墓地と、市の西外れにあるヴァレ墓地である。この2つの墓地は1875年5月1日に使用が開始された。両墓地には現在も芸術的な造形の墓標があり、中にはかなり大きな廟もある。
- オスターホルツ墓地: 20世紀の初めには既述の両墓地には使える空きスペースが無くなり、州政府はブレーメン東部に新しい公共中央墓地建設のコンペを行った。墓地の第1期分は 第一次世界大戦中の1916年に完成した。落成式は1920年に行われた。10万体以上が葬られているこの墓地は、広さ 79.5 ha でブレーメン最大の墓地である。
- ダイヒブルッフ通りのユダヤ人墓地は1796年に建造され、1803年以降ブレーメンの公式なユダヤ人墓地となった。

### スポーツ

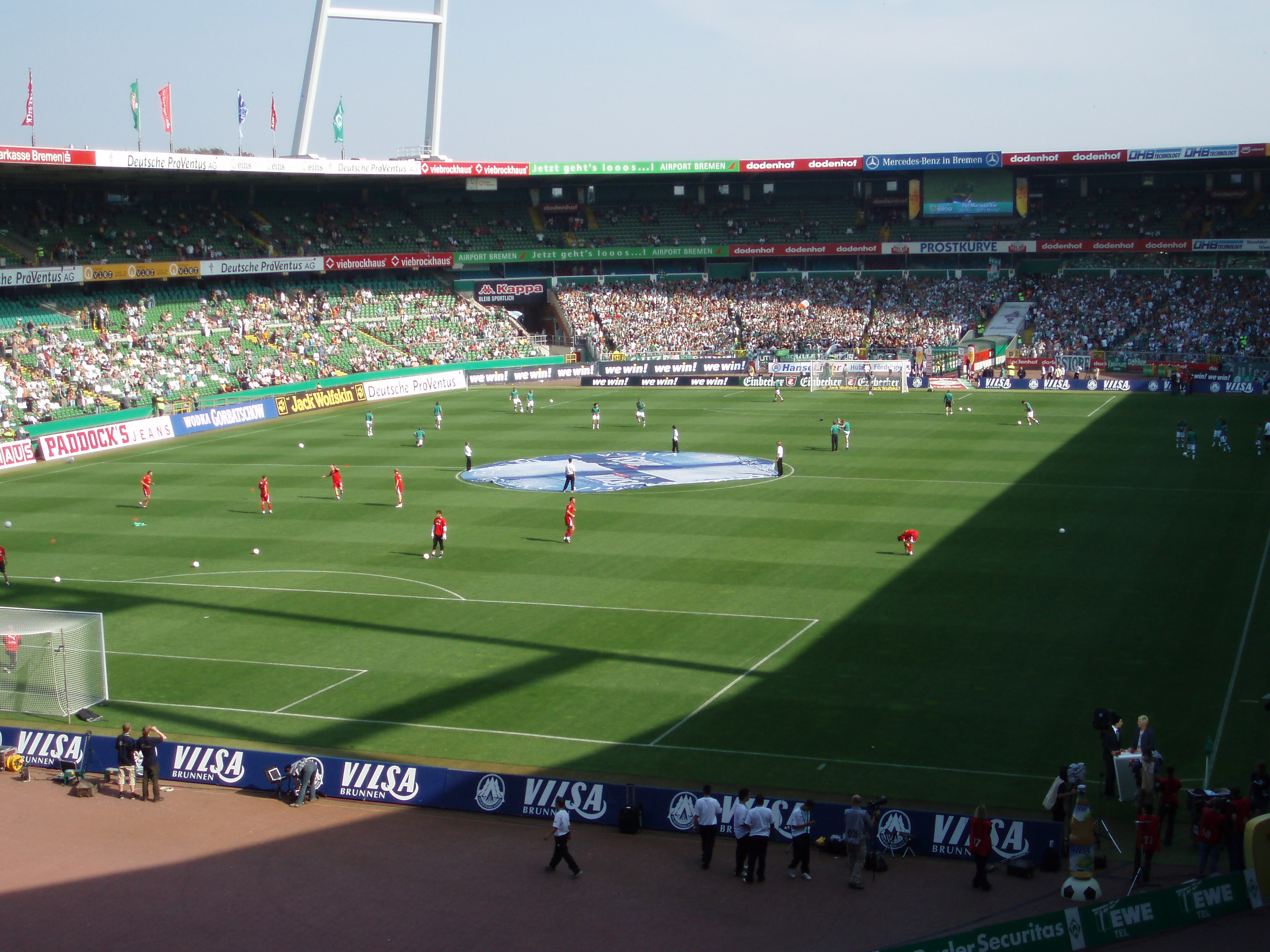
ヴェルダー・ブレーメンのホームグラウンド、ヴェーザーシュターディオン

ブレーメンはサッカー・ブンデスリーガに属するヴェルダー・ブレーメンのホームタウンである。ブンデスリーガ優勝4回を誇る強豪であり、かつては日本初のプロ選手である奥寺康彦も在籍していた。このクラブにはやはり強豪のチェス部門や卓球部門もある。
グリューン＝ゴルト＝クラブ・ブレーメンはダンススポーツのクラブで、ラテンのフォーメンションダンスの世界チャンピオンである。
レクリエーション・スポーツにはシュタットヴァルトを含むビュルガーパーク、ヴェーザー川両岸の河川敷、ヴェーザー川左岸公園やヴェーザー川支流・分流域に多く点在するウォータースポーツ施設およびウニゼーが利用されている。
シュタットハレは、ブレーメン6日間レースの会場として知られている。シュタットハレではその他のスポーツ競技会の会場でもある。隣接するアヒムのハンドボール男子2部リーガに所属する SGアヒム/バーデンのホームゲームもここで行われる。また、バスケットボール2部リーガのブレーメン・ルースターズの試合も定期的に行われている。
ファール市区のファーラー通り沿いに馬と騎手のトレーニングセンターを備えた馬場が1907年に造られた。

### 年中行事

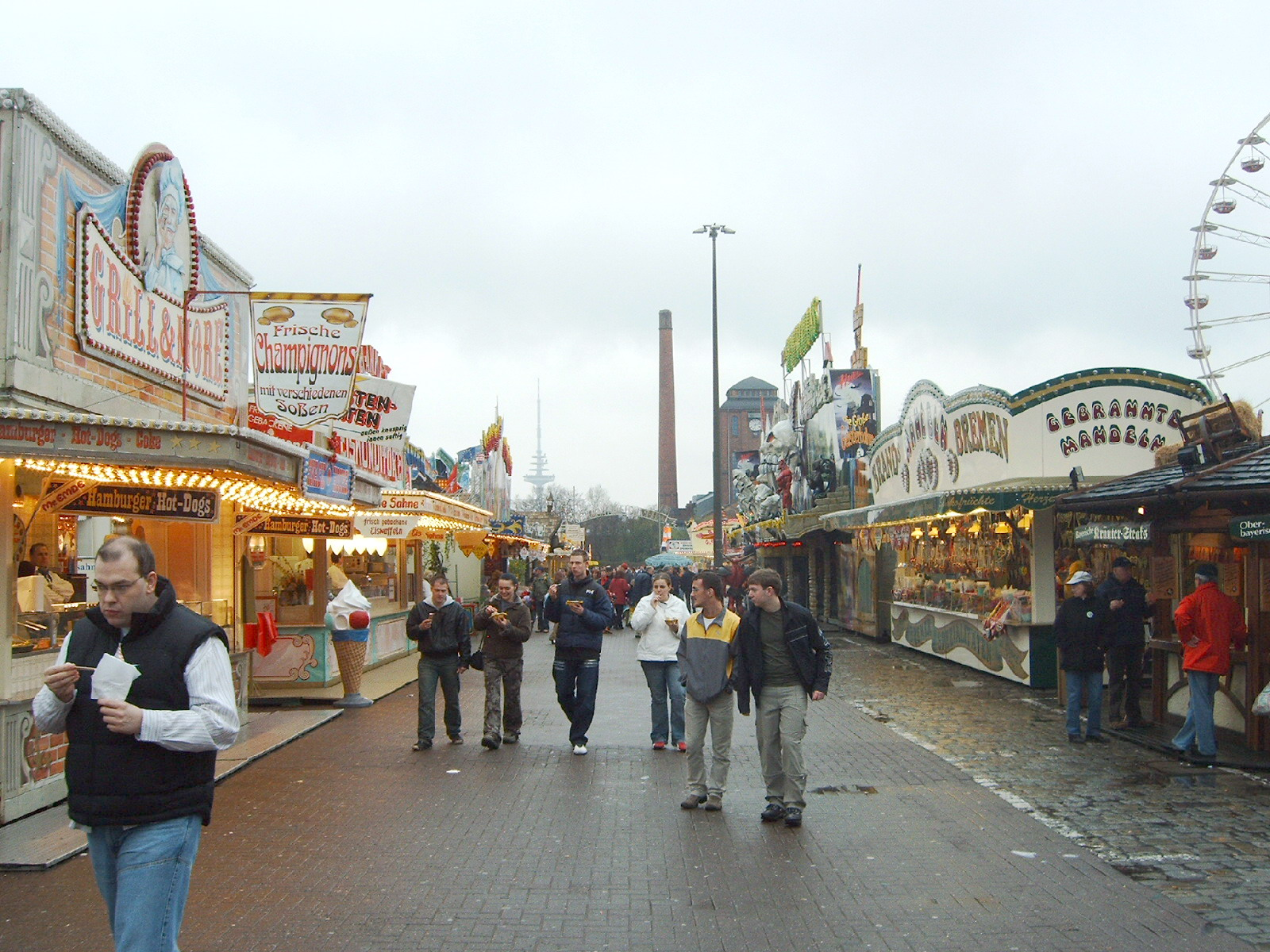
ブレーメン・フライマルクト（2006年）

第5の季節とも呼ばれるブレーメンのフライマルクトは、1035年に開催された記録が遺されており、ドイツで最も古い世俗祭の一つに数えられる。ビュルガーヴァイデで行われる「大」フライマルクトと同じ時期に、市庁舎前では「小」フライマルクトが開催される。月に1回、路面電車の第15・16系統を用いてムゼウムスシュトラーセンバーンの運行（レトロ車両の実動乗車展示）が行われる。
重要な行事に主の公現の祝日に行われるブレーマー・アイスヴェッテと2月のブレーマー・シャッファーマールがある。数多くの文化行事の中でも2月の謝肉祭、野外フェスティバル「ブレミナーレ」、国際文学フェスティバル、9月のブレーメン音楽フェストは傑出したものである。多くの観客を集めるスポーツイベントが毎年1月に開催されるブレーメン6日間レースである。2009年9月に第1回ヴェーザー川岸海洋週間が開催された。

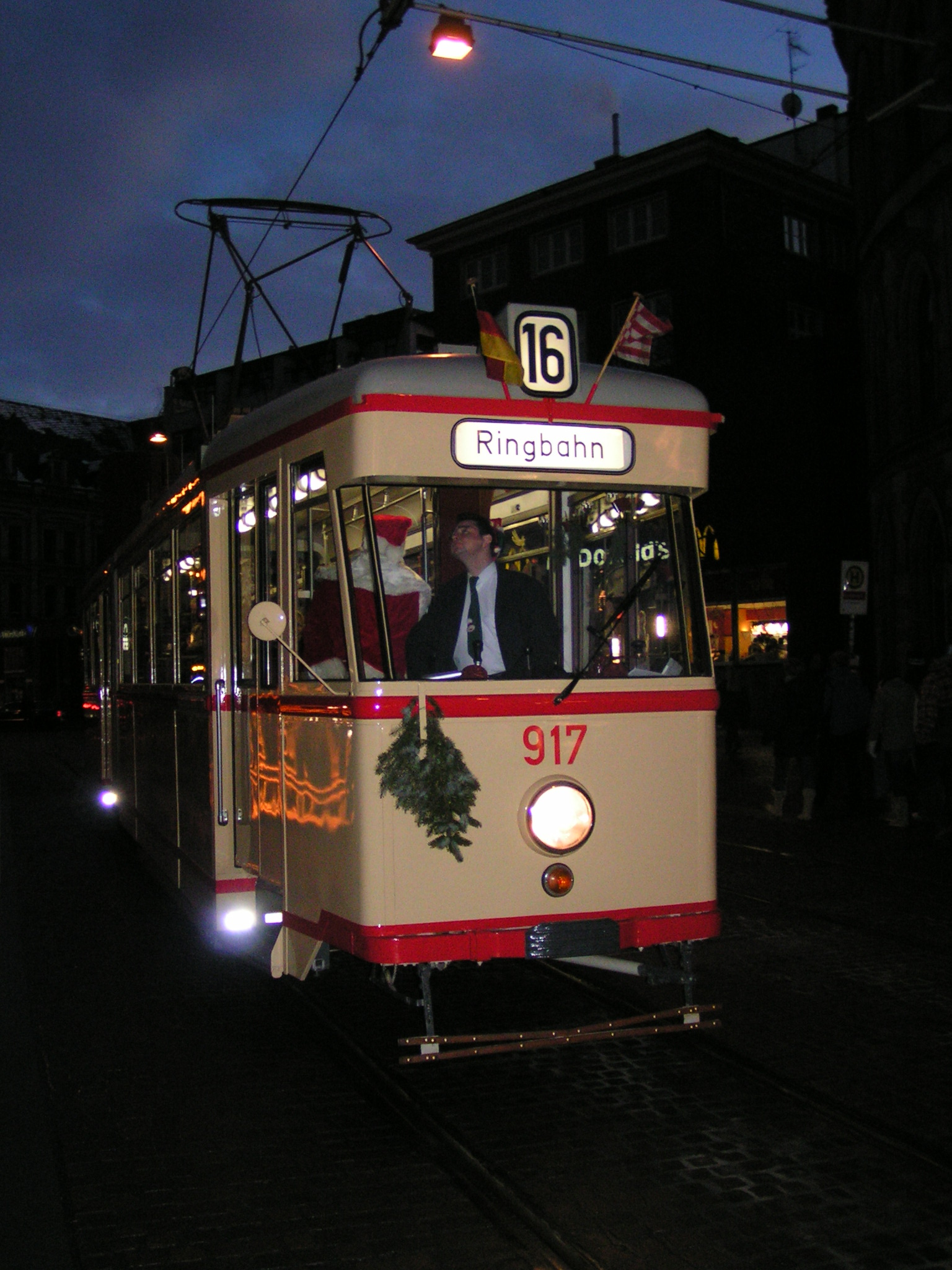
ムゼウムスシュトラーセンバーン
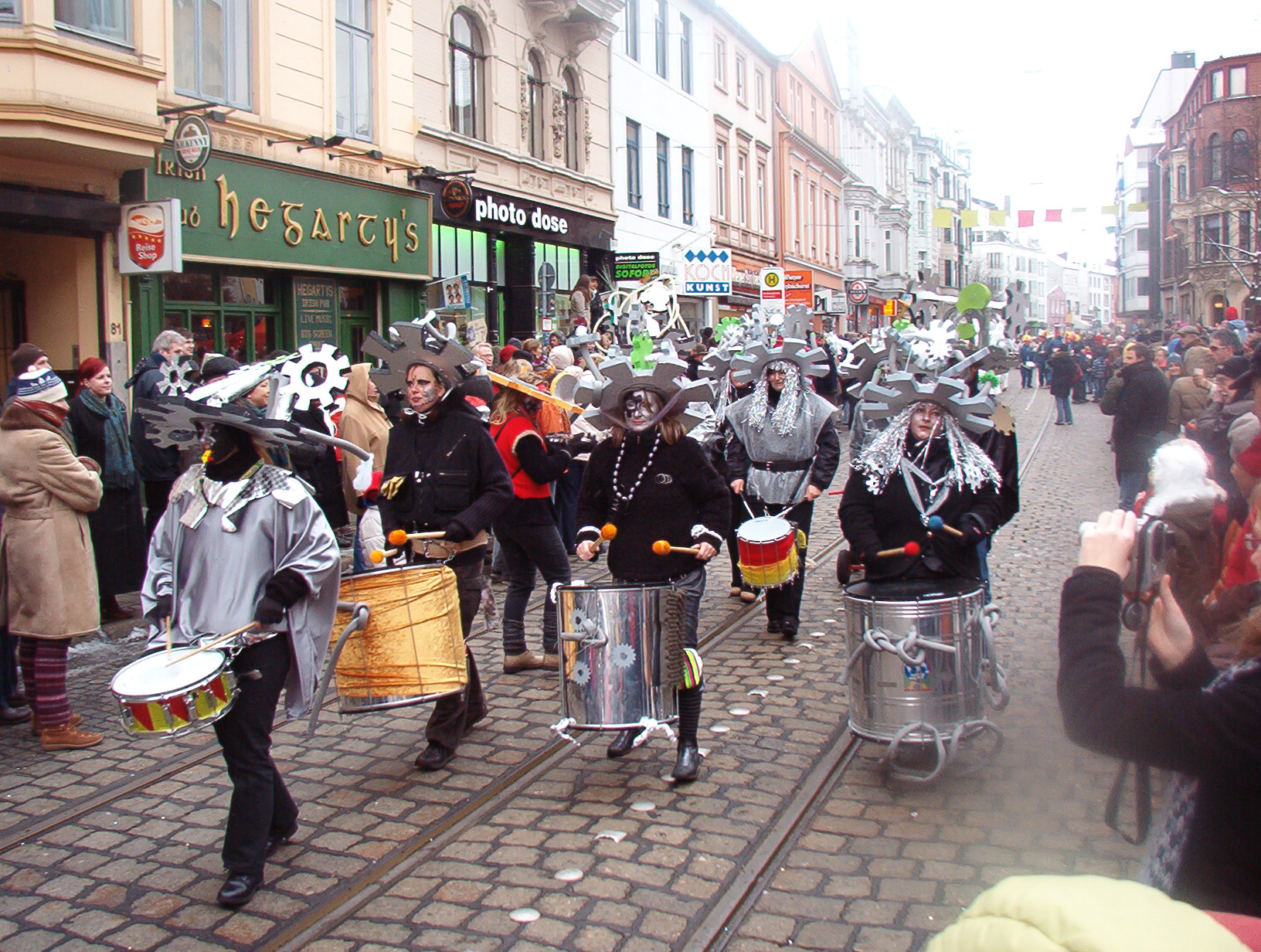
ブレーメンの謝肉祭（2007年）

#### ブレーメンジーン
ブレーメンの年中行事の中でも、フライマルクト（1035年から）、シャッファーマールツァイト（1545年から）、ブレーマー・アイスヴェッテ（1829 年から）、コール・ウント・ピンケレッセン、ドームトレッペンフェーゲン（1890年頃から）、グローセ・マールツァイト（15世紀から）、ヤヌアールゲゼルシャフトあるいはブレーマー・タバコ・コレギウム（1950年代初めから）といった行事は「ブレーメンジーン」と呼ばれる。
この他の新しい行事で重要なものには、ブレーメン芸術賞（1985年から）、ブレーメンの謝肉祭（1986年から）、ブレーミナーレ（1987年から）、ブレーメン連帯賞（1988年から）、ブレーメン音楽祭賞（1998年から）、ブレーメン映画賞（1999年から）、ブレーメン・マラソン（2005年）が挙げられる。

### ナイトライフ
主な繁華街は、旧市街では夏になるとヴェーザー川沿いに多くのビアガーデンがオープンするシュラハテ、シュタイントーア区とオスタートーア区の飲食店密度が高い地域の総称であるフィールテル、バーンホーフスフォアシュタットなどである。

### 名物料理

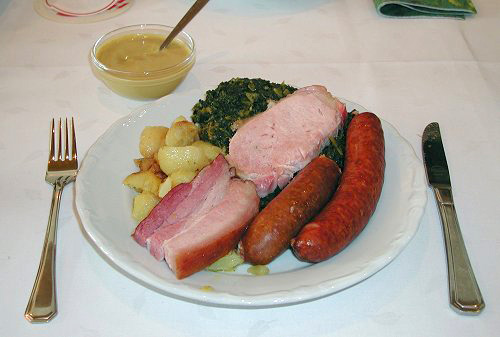
「ケールとピンケル」、あばら肉、ベーコン

最も有名なブレーメンの名物料理は、「ケールとピンケル」である。ブレーメンで栽培されているケールは、葉の中に赤い色素がある種類であるため「ブラウンコール」（茶色いケール）と呼ばれる。ケールはピンケルと一緒に茹で、茶色の彩りと風味付けに用いられる。
人気のブレーメンの冬の焼き菓子がクラーベンである。これは密度の詰まったシュトレンで「クラーベン」という語は切れ目の入った形を示している。多くは12月の初めに、復活祭まで保つほどの量が焼かれる。クラーベンは、一般的なシュトレンとは異なり、バターを塗ったり砂糖を入れたりしない。
その他の人気の菓子として、ブレーマー・バベラー（長持ちするボンボン）やブレーマー・クルーテン（ハッカとチョコレート入りの砂糖菓子）がある。

## 関係者

### 出身者
- ヨハン・コッツェーユス（1603年 - 1696年）プロテスタント神学者、契約神学の主唱者の一人。
- ヘンリー・オルデンバーグ（1618年 - 1677年）外交官、自然哲学者。
- ハインリヒ・フォン・コッツェイ（1644年 - 1719年）ハイデルベルク大学の自然法および国際法の教授。
- ヨアヒム・ネアンダー（1650年 - 1680年）教師、牧師、賛美歌の作詞・作曲者。ネアンデルタール人で知られるネアンデル谷は、この人物が布教活動をしていたことにちなんで名付けられた。
- ハインリヒ・ヴィルヘルム・オルバース（1758年 - 1840年）医師、天文学者。
- アルノルト・ヘルマン・ルートヴィヒ・ヘーレン（1760年 - 1842年）歴史家。
- ブラジウス・メレム（1761年 - 1824年）動物学者。
- ゴットフリート・ラインホルト・トレヴィラヌス（1776年 - 1837年）医師。
- ルドルフ・クリスティアン・トレヴィラヌス（1779年 - 1864年）植物学者。
- ゲッシェ・ゴットフリート（1785年 - 1831年）「ブレーメンの天使」と呼ばれる当時最も有名な連続殺人犯であった。
- ヨハン・ゲオルク・コール（1808年 - 1878年）旅行作家、地理学者、歴史家。
- カレル・ヨハン・グスタフ・ハルトラウプ（1814年 - 1900年）医師、鳥類学者。
- アドルフ・バスティアン（1826年 - 1905年）民族学者、ベルリンの民族博物館の創始者。
- ゲルハルト・ロルフス（1831年 - 1896年）アフリカ探検家、作家。
- アドルフ・リューデリッツ（1834年 - 1886年）大商人でドイツ領南西アフリカの創設者。
- ハーマン・ゴランツ（1852年 - 1930年）ラビ、ヘブライ学者。
- カール・ルンゲ（1856年 - 1927年）数学者。
- ルートヴィッヒ・クヴィデ（1858年 - 1941年）歴史学者、平和運動家、1927年ノーベル平和賞受賞者。
- ハインリヒ・アウグスト・ファーター（1859年 - 1930年）土壌学者、林業学者。
- ボード・エプハルト（1865年 - 1945年）建築家、建築史家、城砦研究家。
- ハインリヒ・フォーゲラー（1872年 - 1942年）画家。
- カール・アーブラハム（1877年 - 1925年）精神分析学者。
- クララ・ヴェストホフ（1878年 - 1954年）彫刻家。
- コンラート・アルブレヒト（1880年 - 1969年）海軍司令官。
- カール・アーウエス（1883年 - 1968年）俳優。
- ハインリヒ・フォッケ（1890年 - 1979年）飛行機製作者。フォッケ＝ヴルフ航空機製造の創設者の一人。
- アドルフ・ツィーグラー（1892年 - 1959年）画家、帝国造形芸術院の総裁。
- ハンス・シャロウン（1893年 - 1972年）建築家。
- フリードリヒ・エーベルト（1894年 - 1979年）政治家。東ベルリン上級市長。
- ゲオルク・ヴルフ（1895年 - 1927年）飛行機製作者（フォッケ＝ヴルフ航空機製造）。
- ゲオルク・クーレンカンプ（1898年 - 1948年）ヴァイオリニスト。
- ヴィルヘルム・ヴァーゲンフェルト（1900年 - 1990年）バウハウスのデザイナー。
- アレクサンダー・ゴーデ（1906年 - 1970年）人工言語インターリングアの開発者。
- ヘレーネ・シュミット（1906年 - 1985年）陸上競技選手。1928年アムステルダムオリンピック・メダリスト。
- ハーラルト・ゲンツマー（1909年 - ）作曲家。
- ハインリヒ・レーマン＝ヴィレンブロック（1911年 - 1986年）Uボート司令官。
- ラインハルト・ハーデガン（1913年 - ）Uボート司令官。
- ヘルマン・ウーデ（1914年 - 1965年）バリトン歌手。
- カール・カルステンス（1914年 - 1992年）ドイツ連邦議会議長、ドイツ連邦大統領。
- ドラ・ラートイェン（1918年 - 2008年）陸上競技選手。1936年ベルリンオリンピック女子走り高跳びで4位に入賞したが、後に男性であることが判明した。
- マルガ・ペテルセン（1919年 - ）陸上競技選手。1952年ヘルシンキオリンピックリレー競技銀メダリスト。
- バート・トラウトマン（1923年 - ）サッカー選手（ゴールキーパー）。捕虜から戦後イギリスで活躍した。
- ギュンター・マイスナー（1926年 - 1994年）俳優。
- ジェームス・ラスト（1929年 - ）作曲家、バンドリーダー。
- ヘンニング・シェルフ（1938年 - ）ブレーメン市長、ブレーメン州首相。
- ペトラ・ロート（1944年 - ）フランクフルト・アム・マイン上級市長。
- イェンス・ベールンゼン（1949年 - ）ブレーメン州首相、ブレーメン市長
- バルバラ・スコヴァ（1950年 - ）女優。
- ディーター・ブルデンスキ（1950年 - ）サッカー選手（ゴールキーパー）。
- ユルゲン・トリッティン（1954年 - ）ドイツ連邦の環境・自然保護・原子力安全大臣。
- クラウス・クラインフェルト（1957年 - ）シーメンスAGの最高経営責任者。
- スヴェン・レーゲナー（1961年 - ）音楽家、作家。
- カティア・リーマン（1963年 - ）女優。
- ベン・ベッカー（1964年 - ）俳優。
- アンドレアス・カッペス（1965年 - ）自転車競技選手。
- ハンス・ピーチ（1968年 - 2003年）囲碁の棋士。
- メーレト・ベッカー（1969年 - ）俳優。
- コリンナ・メイ（1970年 - ）歌手。ユーロヴィジョン・ソング・コンテスト出場者。
- クラウディア・ミュラー（1974年 - ）女子サッカー選手。
- マルク・ターファソル（1974年 - ）ロックバンド Wir sind Helden のベーシスト
- ゲオルク・フリードリヒ・フォン・プロイセン（1976年 - ）ホーエンツォレルン家当主
- アンゲリク・ケルバー（1988年 - ）女子テニス選手。

### ゆかりの人物
- ブレーメンのアダム（11世紀）年代記作者。
- アドルフ・クニッゲ（1752年 - 1796年）作家。
- カール・ボルクヴァルト（1890年 - 1963年）エンジニア、自動車製作者。ボルクヴァルト創業者。
- ララ・アンデルセン（1905年 - 1972年）歌手、女優。
- ウラディミール・ネフ（1909年 - 1983年）作家、チェコ語の翻訳家、脚本家。
- ハイス＝ディーター・ゲンシャー（1925年 - ）政治家。自由民主党党首で、ドイツ連邦の副首相兼外務大臣。
- ルディ・カレル（1934年 - 2006年）司会者。

## 姉妹都市
ブレーメンは以下の都市と活発な姉妹都市関係を育んでいる。
- グダニスク（ポーランド、ポモージェ県）1976年
- リガ（ラトビア）1985年の締結当時はソヴィエト連邦の都市であった。
- 大連市（中華人民共和国、遼寧省）1985年
- ロストック（ドイツ、メクレンブルク＝フォアポンメルン州）1987年の締結当時は東ドイツであった。
- ハイファ（イスラエル）1988年
- イズミル（トルコ、イズミル県）1995年
- ダーバン（南アフリカ、クワズール・ナタール州）2011年

現在は停止されている姉妹都市関係は以下の通りである。
- ブラチスラヴァ（スロバキア、ブラチスラヴァ州）1989年締結当時はチェコスロヴァキアの都市であった。
- コリント（ニカラグア、チナンデガ県）1995年

日本との姉妹都市関係は無いが、川崎市にあるブレーメン通りが1990年に完成して以降、川崎市と友好関係がある。ブレーメン通りにはブレーメンの音楽隊の像があり、日本では川崎市の他、姫路市の太陽公園にもブレーメンの音楽隊の像がある。

## 引用
1. ↑  Statistisches Landesamt Bremen: Tabelle 12411-01-01: Bevölkerung nach Geschlecht
2. ↑  Statistisches Landesamt Bremen: Tabelle 12411-01-01: Bevölkerung nach Geschlecht
3. ↑  “BUISY - Naturschutzgebiete”. web.archive.org (2015年7月2日). 2023年11月28日閲覧。
4. ↑  “Startseite - Landesamt Geoinformation Bremen”. www.geo.bremen.de. 2023年11月28日閲覧。
5. ↑  “Statistisches Jahrbuch 2014” (PDF; 3,5 MB). 2023年11月28日閲覧。
6. ↑  “Temperatur: Langjährige Mittelwerte 1981–2010”. 2023年11月28日閲覧。
7. ↑  “Wetterrekorde Deutschland” (ドイツ語). Wetterdienst.de. 2023年11月28日閲覧。
8. ↑  -27.3℃は、1823年2月6日付けのカール-フリードリッヒガウスへの手紙の中でハインリッヒ-ヴィルヘルム-オルバースを報告している： Carl Friedrich Gauß, Briefwechsel mit H.W.M. Olbers. Georg Olms Verlag, 1860 p. 233 (Google Book Searchでのプレビュー).
9. ↑  “Wetter und Klima – Deutscher Wetterdienst”. 2023年11月28日閲覧。
10. ↑  “Wetter und Klima – Deutscher Wetterdienst”. 2023年11月28日閲覧。
11. ↑  “Unterstützende Datenbankabfrage”. sklima.de. 2023年11月28日閲覧。
12. ↑  “Sonnenschein: Langjährige Mittelwerte 1981–2010”. 2023年11月28日閲覧。
13. ↑  “Wetter Rückblick Bremen - Wetterdaten weltweit” (ドイツ語). WetterOnline. 2023年11月28日閲覧。
14. ↑  “Durchschnittliche Schneedeckentage 1977–2007”. 2023年11月28日閲覧。
15. ↑  “Wayback Machine”. web.archive.org (2011年11月18日). 2023年11月28日閲覧。
16. ↑  Jonas Dovern, Wilfried Rickels, Martin F. Quaas『[ifw-kiel.de (Memento vom 5. 2月 2013 im Internet Archive) Nachhaltigkeitspotenzial deutscher Städte]』（PDF）06、7, 11, 15頁。2023年11月28日閲覧。
17. ↑  “Datenangebote - Statistisches Landesamt Bremen”. www.statistik.bremen.de. 2023年11月28日閲覧。
18. ↑  Lexikon des Mittelalters. Bd. II.  München/Zürich: Artemis 1983 (ISBN 3-7608-8902-6), Sp. 603.
19. ↑  Dieter Berger: de:Duden, geographische Namen in Deutschland: Herkunft und Bedeutung  der Namen von Ländern, Städten, Bergen und Gewässern. Mannheim/Wien/Zürich: Bibliographisches Institut, 1993 (ISBN 3-411-06251-7), S. 64-65. - Lexikon des Mittelalters. Bd. II.  München/Zürich: Artemis 1983 (ISBN 3-7608-8902-6), Sp. 603.
20. ↑  Heinrich Gottfried Philipp Gengler: Regesten und Urkunden zur Verfassungs- und Rechtsgeschichte der deutschen Städte im Mittelalter, Erlangen 1863.
21. ↑  Lexikon des Mittelalters. Bd. II.  München/Zürich: Artemis 1983 (ISBN 3-7608-8902-6), Sp. 603-604.
22. ↑  エーディト・エネン『ヨーロッパの中世都市』（佐々木克巳訳）岩波書店、1987年、(ISBN 4-00-002373-X) 、62-63頁。
23. ↑  Lexikon des Mittelalters. Bd. II.  München/Zürich: Artemis 1983 (ISBN 3-7608-8902-6), Sp. 604.
24. 1 2  Lexikon des Mittelalters. Bd. II.  München/Zürich: Artemis 1983 (ISBN 3-7608-8902-6), Sp. 605.
25. ↑  エーディト・エネン『ヨーロッパの中世都市』（佐々木克巳訳）岩波書店、1987年、(ISBN 4-00-002373-X) 、276頁。
26. ↑  今来陸郎『都市と農民――中世のヨーロッパ』至誠堂　（至誠堂新書 53）1973年2月、121頁。
27. ↑  阿部謹也訳『ティル・オイレンシュピーゲルの愉快ないたずら』岩波文庫 1990年 (ISBN 4-00-324551-2) 246-248、249-251頁。- 藤代幸一訳『ティル・オイレンシュピーゲルの愉快ないたずら』法政大学出版局 1979年 202-203、209-210頁、引用は209頁。
28. ↑  阿部謹也訳『ティル・オイレンシュピーゲルの愉快ないたずら』岩波文庫 1990年 (ISBN 4-00-324551-2) 259-263頁。- 藤代幸一訳『ティル・オイレンシュピーゲルの愉快ないたずら』法政大学出版局 1979年 246-249頁、引用は246頁。
29. ↑  Nordsee-Zeitung 特別版、『ブレーマーハーフェン 150年史』 1977年6月
30. ↑  ブレーマーハーフェン・オンライン
31. ↑  “ICE-Netz 2011” (PDF).  DB Netz AG (2010年10月). 2011年10月27日時点のオリジナルよりアーカイブ。2011年9月26日閲覧。
32. ↑  “EC-/IC-Netz 2011” (PDF).  DB Netz AG (2010年10月). 2011年10月27日時点のオリジナルよりアーカイブ。2011年9月26日閲覧。
33. ↑  http://www.eba.bund.de
34. ↑  http://www.nationaler-radverkehrsplan.de/
35. ↑  Landesstudio Bremen - ZDFmediathek(ZDF)
36. ↑  Bremen Marketing: Parks in Bremen; Bremen 2008
37. ↑  /Piepe%20INfoblatt.pdf ブレーメンの緑地、2006年2月22日 (PDF) 2010年1月11日閲覧。
38. ↑  /index.htm Homepage der ブレーメン路面電車愛好会 e.V.
39. ↑  /sixcms/detail.php?gsid=bremen54.c.2259.de ブレーメン市庁舎
40. ↑  モトスミ・ブレーメン通り商店街